# Église Saint-Martin d'Amblainville
L'église Saint-Martin est une église catholique paroissiale située à Amblainville, dans l'Oise, en France. La fondation de la paroisse remonte probablement au moins au XIe siècle, époque supposée de la construction de la nef. Cette dernière a toutefois perdu son caractère roman au gré des remaniements successifs. La charpente lambrissée en carène renversée et peut-être aussi les bas-côtés datent de 1505 ; le portail gothique flamboyant date du second quart du XVIe siècle ; et les arcatures plaquées avec les bas-reliefs du chemin de croix et les statues de personnages de l'Ancien Testament ne datent que des années 1876 / 1893. Ce décor néo-gothique comporte également une chaire à prêcher et un confessionnal sous la forme d'édicules flamboyants ; des fausses voûtes d'ogives sous la tribune et dans le bas-côté sud ; ainsi qu'une grande grotte de Notre-Dame de Lourdes ; et a été installé par la volonté de l'abbé Eugène Barret. Ce curé a lui-même manié le ciseau, et donné à l'église son visage actuel assez extravagant (hormis pour l'extérieur). Cependant, ce n'est qu'en 2005 que l'on fit disparaître les fenêtres hautes de la nef sous une large toiture commune au vaisseau central et aux bas-côtés, et le transept et le petit chœur rectangulaire du premier quart du XIIIe siècle demeurent assez authentiques. Dans le sanctuaire, le décor du dernier quart du XIXe siècle a été enlevé. Il demeure présent dans les deux chapelles latérales Renaissance ajoutées en 1585, où l'on trouve même des créations de qualité, telles que le grand bas-relief de l'Adoration des bergers entre Ève et Adam, ou deux tableaux de faïence. Dans son ensemble, l'église Saint-Martin offre aujourd'hui une image très éclectique. Elle a été classée monuments historiques par arrêté du 2 février 1982, et le décor néo-gothique de la nef a été pérennisé par son inscription au titre objet en 1991. Cependant, les travaux de restauration entrepris entre 2005 et 2010 se limitent aux toitures, à la façade de la nef, aux élévations extérieures des bas-côtés et à la grotte de Lourdes. L'église Saint-Martin est aujourd'hui affiliée à la paroisse Saint-Martin de Méru-lès-Sablons, et accueille des messes dominicales anticipées une fois par trimestre.

## Localisation
L'église Saint-Martin se situe en France, dans la région Hauts-de-France et dans le département de l'Oise, dans le Vexin français, sur la commune d'Amblainville, au centre du bourg. Implantée sur le versant nord de la butte du Bois d'en haut, elle domine, depuis le sud, la place du village au pied de l'église. Depuis la place et la rue Nationale (RD 927), axe routier principal de la commune, un long escalier monte jusqu'au parvis exigu devant la façade occidentale. Alternativement, l'on peut emprunter un sentier de promenade qui serpente sur le coteau engazonné. En outre, près de la place du 8 mai 1945, plus à l'ouest, une impasse bifurque de la rue Nationale. C'est l'étroite rue de l'Église, qui longe toute l'élévation méridionale de l'édifice. Elle donne également accès au parvis devant la façade, où se situe l'unique portail de l'église. Le parvis étant délimité par une maison à l'ouest, et la rue de l'Église étant également construite au nord de la nef, sa façade et son élévation méridionale ne peuvent guère être appréciées dans leur ensemble par manque de recul. Cependant, l'élévation septentrionale et le chevet sont entièrement dégagés et bien mis en valeur. Il n'y a plus trace du cimetière, mal clos, signalé en 1837 par Louis Graves.

## Historique

### L'histoire de la paroisse

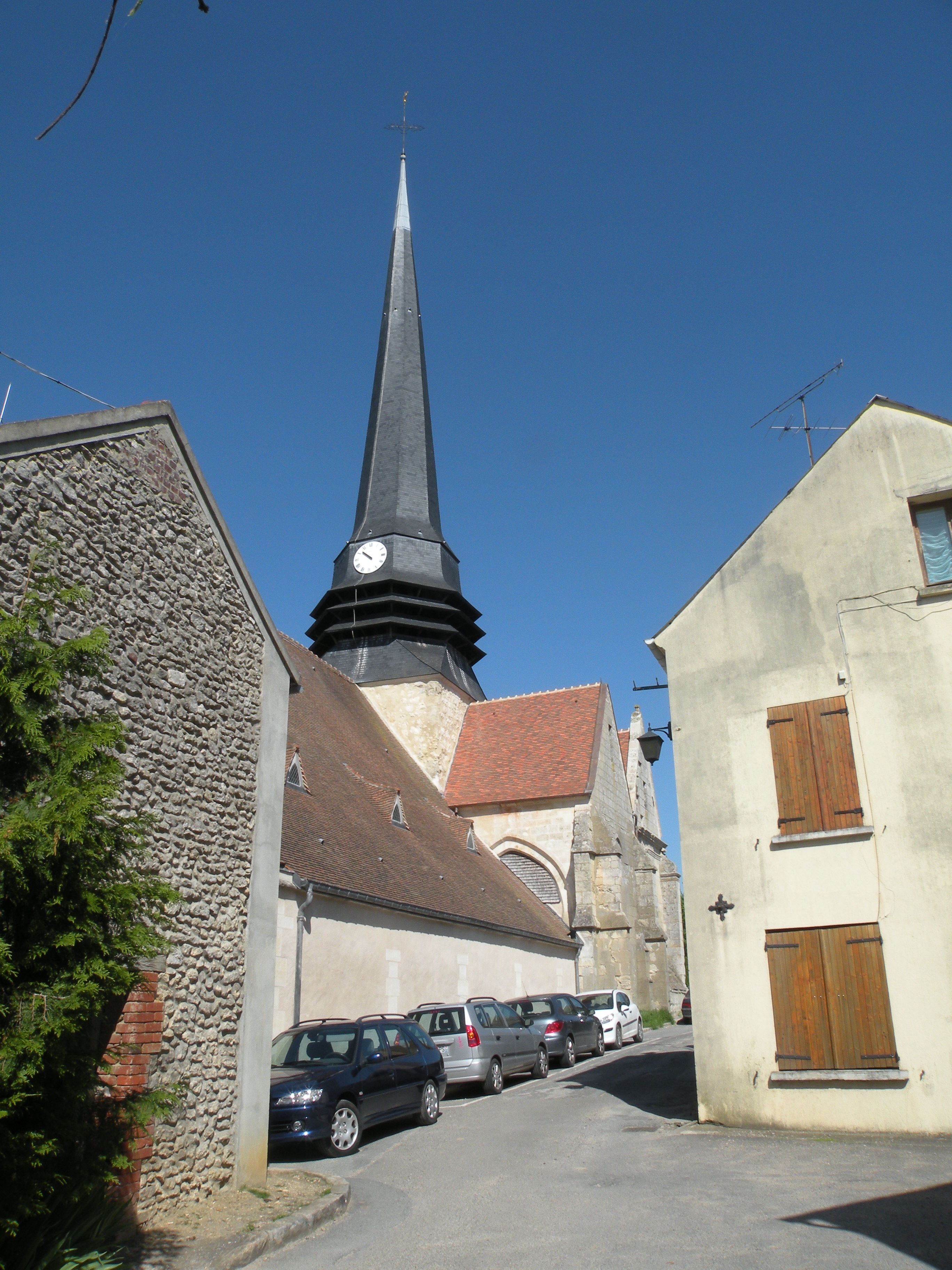
Approche de l'église par la rue de l'Église. La nef et ses baies hautes sont cachées derrière le rampant du faux bas-côté.

En 1835, quatre-vingts sarcophages mérovingiens sont mis au jour près de l'ancienne chapelle Saint-Pierre, dont Louis Graves n'indique pas la localisation. La découverte de cette nécropole du haut Moyen Âge justifie l'hypothèse d'une grande ancienneté du culte chrétien à Amblainville. La date de la fondation de la paroisse n'est pas connue. Sa première mention remonte seulement à 1104, quand le seigneur du lieu, Ade de Moussy, donne l'église d'Amblainville à l'abbaye Saint-Martin de Pontoise. La donation s'inscrit dans un vaste mouvement de restitution de biens ecclésiastiques spoliés encouragé par la réforme grégorienne. Plus que du don d'un lieu de culte, il s'agit du don de terres et de revenus. À l'instar des très nombreux autres villages dans le même cas, il n'est pas acquis qu'Amblainville possède déjà une église à proprement parler à ce moment : il peut tout aussi bien s'agir d'une simple chapelle. En même temps que l'abbaye devient le collateur de la cure, elle érige Amblainville en paroisse et lance les travaux d'agrandissement de la chapelle en église paroissiale digne de ce nom. Probablement, elle laisse aussi son vocable à l'église, qui est dédiée à saint Martin de Tours. Avant 1136, l'abbaye Saint-Martin agrandit ses possessions à Amblainville, et reçoit le prieuré Saint-Pierre d'Amblainville et la chapelle Saint-Jean d'Hamécourt qui en dépend. Sur le plan des hiérarchies ecclésiastiques, Amblainville relève du doyenné de Chaumont-en-Vexin, de l'archidiaconé du Vexin français avec siège à Pontoise, et de l'archidiocèse de Rouen sous l'Ancien Régime. Rattaché au diocèse de Beauvais depuis la Révolution française, Amblainville est aujourd'hui affilié à la paroisse Saint-Martin de Méru-lès-Sablons, qui s'étend sur neuf communes. Son église n'accueille plus des messes dominicales anticipées qu'une fois par trimestre.

### Les campagnes de construction de l'église

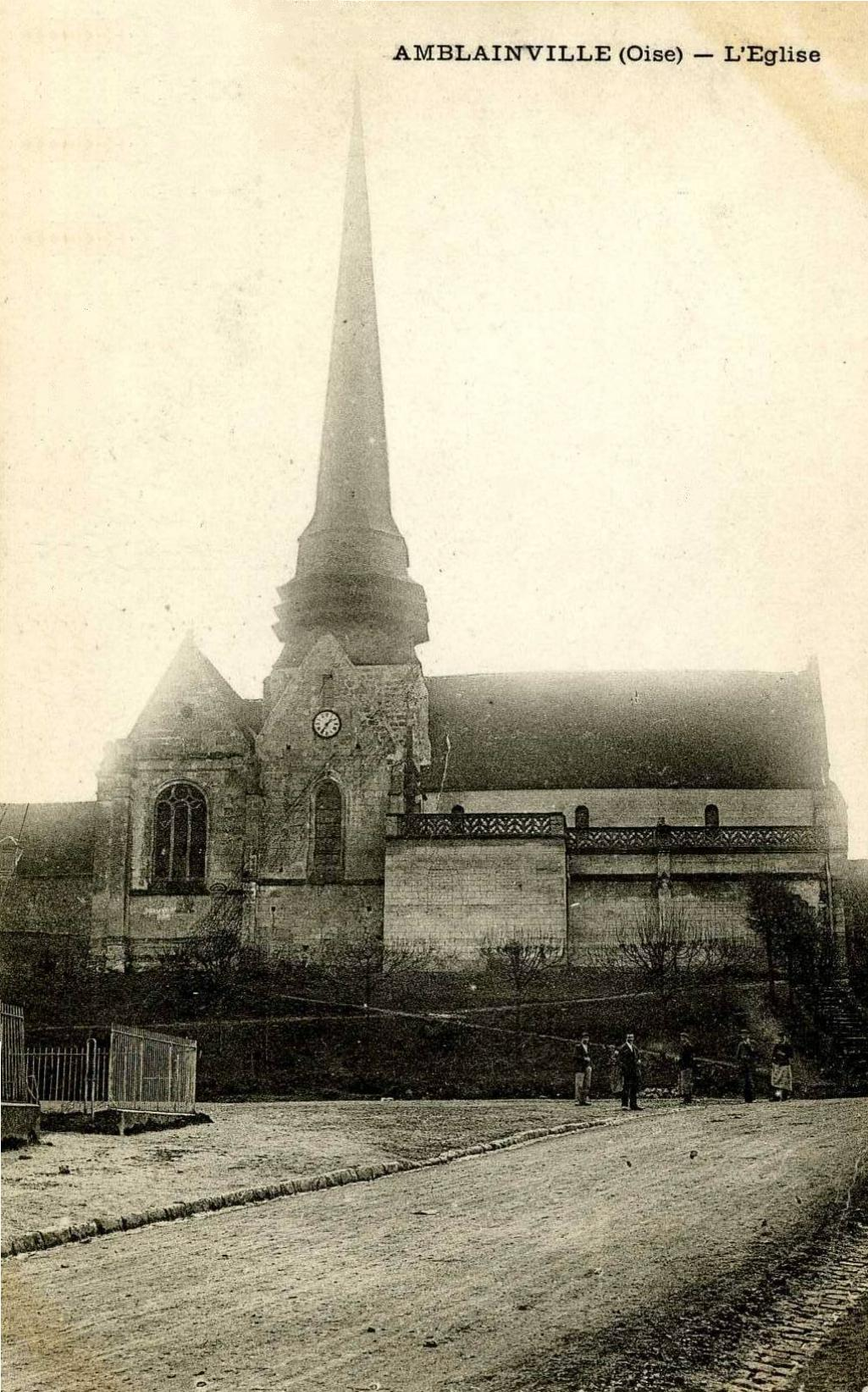
Vue depuis le nord, avec les fenêtres hautes de la nef et la balustrade du bas-côté nord, au début du XXe siècle.

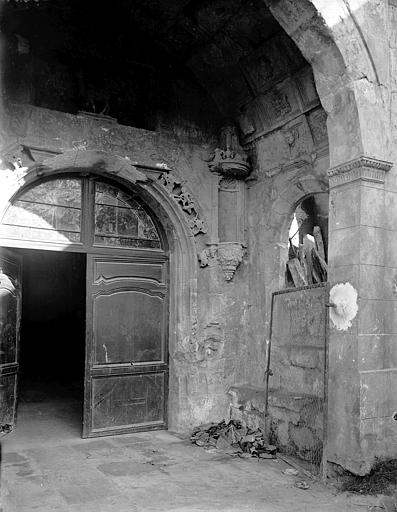
Porche Renaissance, avant 1896.

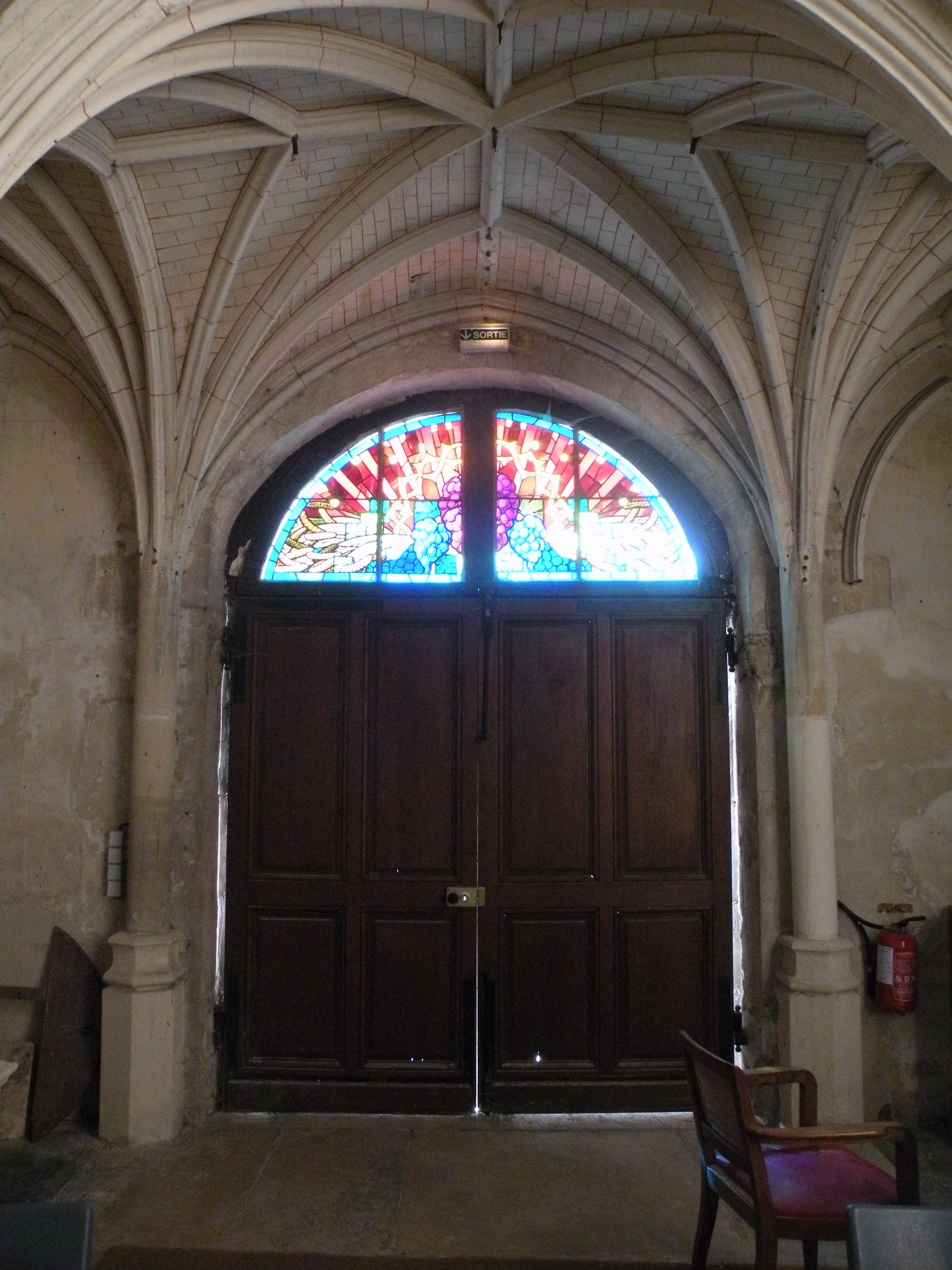
Fausses voûtes néo-gothiques sous la tribune.

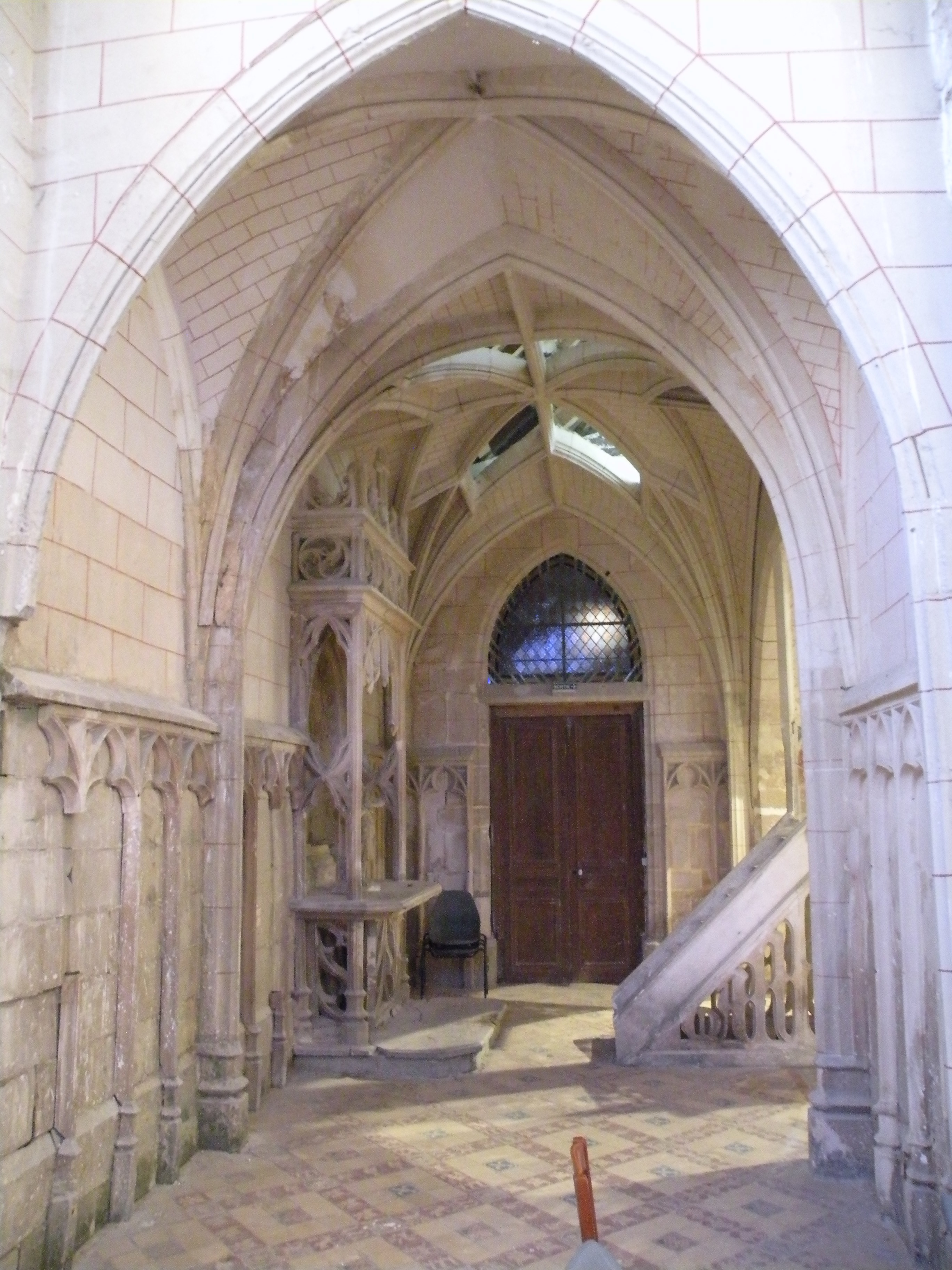
Fausses voûtes néo-gothiques du bas-côté sud, vue vers l'ouest.

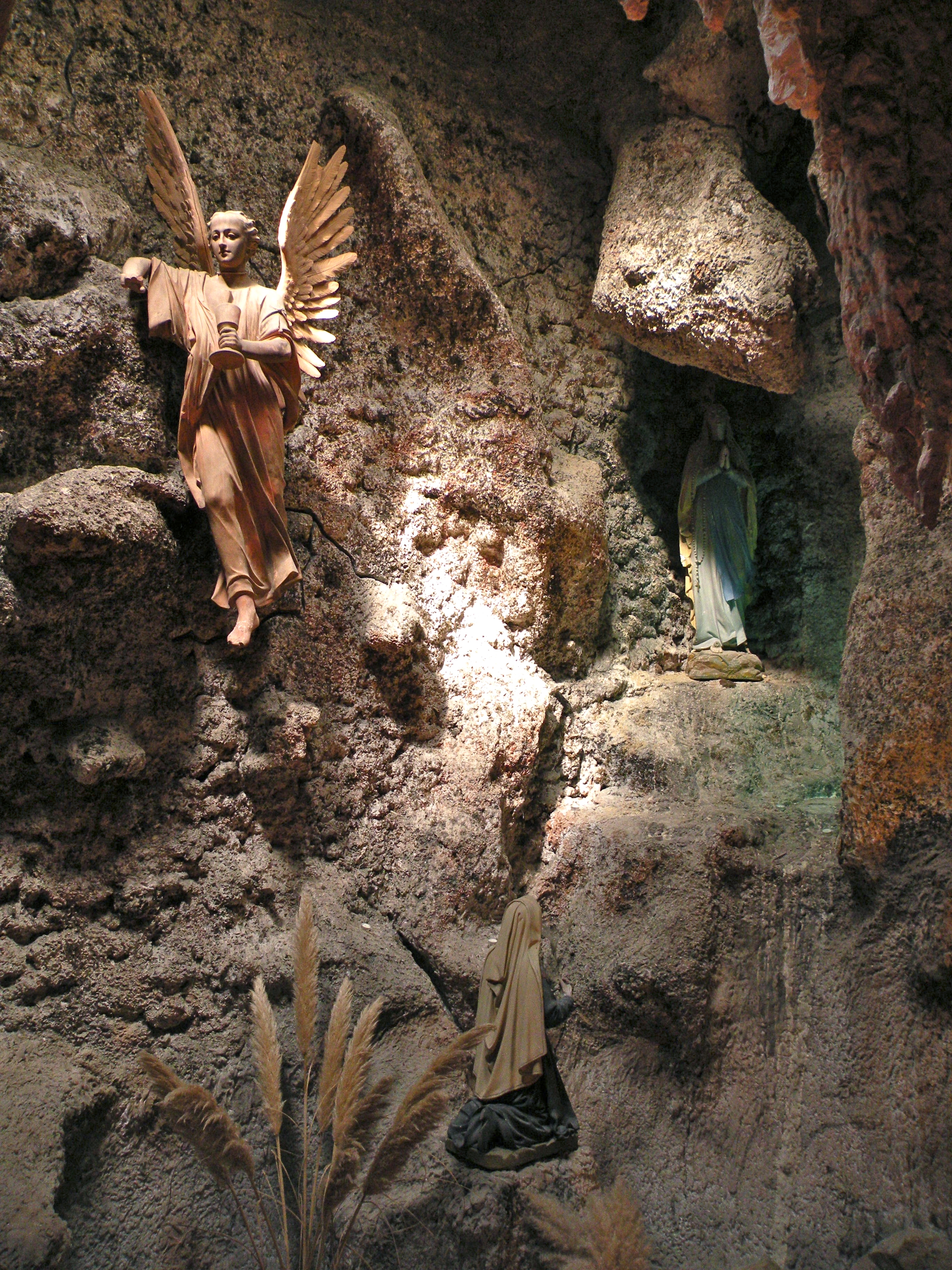
Grotte de Lourdes.

La partie la plus ancienne de l'église est certainement la nef, qui n'a jamais été voûtée. Elle était éclairée par six petites fenêtres en plein cintre poussées haut sur les murs. D'après le dossier de classement, des pastoureaux, petits moellons cubiques, seraient bien visibles de part et d'autre du portail. S'agissant souvent de matériaux de réemploi provenant d'édifices gallo-romains démantelés, on en conclut généralement une date assez haute au XIe siècle. Depuis la restauration en 2005, les pastoureaux sont noyés dans le mortier. Sur les murs latéraux, Bernard Duhamel a observé des portions appareillés en opus spicatum, ce qui indique également le XIe siècle selon l'opinion générale. 
Depuis la restauration, les murs gouttereaux sont compris dans les combles, et les fenêtres, qui ont gardé leurs vitrages, n'éclairent plus rien. À l'origine, la nef était dépourvue de bas-côtés, mais l'époque de leur construction n'est pas claire. Louis Graves écrit en 1837 que les bas-côtés n'auraient été ajoutés qu'à une époque récente, ce qui sous-entend sans doute le XVIIe ou XVIIIe siècle : s'il s'agissait du XIXe siècle, l'auteur n'aurait pas manqué de préciser la date exacte. Mais peut-être ne faut-il pas prendre cette formule à la lettre, et on pourra ainsi faire remonter les bas-côtés au début du XVIe siècle. Les arcs-doubleaux intermédiaires des bas-côtés aux arêtes agrémentées de moulures concaves (dans les parties aujourd'hui séparées de la nef), et les balustrades à jour qui couronnent les murs à l'extérieur, composées de soufflets disposés obliquement, sont en effet compatibles avec l'architecture gothique flamboyante. Cela dit, il reste à vérifier s'il ne s'agit pas d'ajouts du dernier quart du XIXe siècle (voir ci-dessous).
Peut-être en connaissance de cause, mais restant évasive, Catherine Rigollet mentionne un agrandissement de la nef en 1505. C'est en tout cas la date de sa charpente lambrissée en carène renversée, avec des entraits sculptés d'engoulants et des pannes sablières pourvues de moulures complexes. Elle figure dans une inscription gravée sur la dernière poutre : « Ce fut fait l'an de grâce mil VC et cinq IHS MA mater dei ». Ce que l'on peut rattacher à cette même campagne est certainement la grande baie de la façade, dont le pourtour est agrémenté d'une fine moulure concave et d'une large gorge, comme à l'accoutumée à l'époque flamboyante. Plus récent est en tout cas le portail occidental, dont l'arc en plein cintre, de même que les deux niches à statues à gauche et à droite, sont de style Renaissance, tandis que la frise de pampres dans la voussure du portail et les moulures prismatiques des piédroits sont encore gothiques flamboyantes, ce qui indique la période de transition entre 1530 et 1550 environ. Catherine Rigollet ne voit que les éléments Renaissance et rétrodate le portail à 1585 (date des chapelles latérales). Lors de son passage au début des années 1890, Félix Martin-Sabon a encore vu en place un porche du même style que le portail. En contraste avec la nef, le transept et le chœur carré au chevet plat n'ont pas été retouchés depuis leur construction au cours des années 1220 / 1230, et se présentent dans un style gothique pur.
En 1586, date inscrite sur l'un des pignons, deux chapelles latérales de style Renaissance viennent compléter cet ensemble. La cloche « Marie Anne » porte la date de 1679, qui peut coïncider avec la date d'achèvement de la flèche élancée en charpente.

### Les travaux entrepris depuis 1876
À l'instar de nombreuses autres églises rurales à la seconde moitié du XIXe siècle, l'église Saint-Martin est alors en fort mauvais état. En témoigne une lettre que le curé et le maire adressent conjointement au ministère du Culte en 1877, demandant que des travaux soient entrepris en urgence parce que l'église menace ruine. Le curé est alors l'abbé Eugène Barret, nommé un an auparavant. Sans attendre l'issue de cette requête, il fait appel à la générosité des fidèles pour recueillir les fonds nécessaires à la réparation. La principale donatrice est la veuve Joséphine Henriette Rousselle (1812-1892), à laquelle la paroisse exprime sa gratitude dès 1887 par une plaque commémorative apposée dans la chapelle de la Vierge. Il devient ainsi possible de réhabiliter le lambris de plafond de la nef, de reprendre en sous-œuvre les piliers de la croisée du transept, et de refaire les voûtes du transept et du sanctuaire. Mais la priorité pour l'abbé Barret n'est pas une restauration visant à préserver et mettre en valeur l'architecture de l'édifice. Il privilégie l'aspect de la décoration intérieure, qu'il revoit entièrement dans la nef et les bas-côtés, et partiellement dans les deux chapelles Renaissance. Sa motivation est de créer une grande œuvre théologique et missionnaire pour l'élévation spirituelle des paroissiens. Bien que  passionné d'histoire et d'art, et membre de la Société française d'archéologie, décoré d'une médaille d'argent en 1887, il n'hésite pas à effacer le caractère médiéval de la nef et des bas-côtés à la faveur d'un décor néo-gothique en stuc et terre cuite. Selon l'abbé, il est conçu dans le style de la Renaissance, mais il est en réalité d'inspiration gothique flamboyante, confusion récurrente puisque que les dernières décennies de l'époque gothique coïncident avec l'éclosion de l'art Renaissance.
Concrètement, le curé fait boucher les arcades vers les bas-côtés, sauf la dernière au nord et au sud, où il fait installer un confessionnal et une chaire à prêcher sous la forme d'édicules à plusieurs niveaux d'élévation. Il fait appliquer des arcatures plaquées contre les parois, qui inscrivent alternativement une statue de prophète ou personnage de l'Ancien Testament, et une station du chemin de croix en bas-relief, le tout étant complété par de nombreuses inscriptions explicatives et surmonté de nombreux écussons affichant les litanies du Sacré-Cœur. S'y ajoute la construction de fausses voûtes d'ogives en bois dans la partie orientale du bas-côté sud ; la construction d'une vaste grotte de Lourdes, dans un annexe du bas-côté nord ; l'aménagement de la partie attenante du bas-côté en grotte ; l'installation d'autels et retables néo-gothiques et néo-Renaissance (dans la chapelle Saint-Joseph, au sud du chœur) ; et le pavage du sol avec des carreaux en ciment métallique coloré, fabriqués par la faïencerie d'Auneuil selon un procédé développé dans le contexte de la restauration de la Sainte-Chapelle. L'abbé Léopold-Henri Marsaux, curé de Chambly, rapporte que l'abbé Barret est assisté dans sa démarche par Joseph Marçais, élève de l'École des beaux-arts. Les décors en stuc et terre cuite sont attribuées à un certain Dorémus dans le dossier d'inscription aux monuments historiques. Catherine Rigollet souligne toutefois qu'aucune création ne soit signée. Bernard Duhamel qualifie l'abbé Barret comme « un curé imaginatif… d'un goût douteux », et déplore les aménagements entrepris sous sa direction. Or, tout ce qui importe pour la municipalité de l'époque est que le curé ne sollicite pas le concours financier de la commune, et elle lui laisse alors champ libre. Ainsi, en 1885, quand l'abbé Barret demande au conseil municipal la permission de pouvoir « embellir » la façade sud de la nef (en fait le côté sud, à l'intérieur), il obtient son aval, à condition qu'aucuns frais ne soient occasionnés à la commune. Jusqu'en 1888, l'abbé Barret dépense la somme de 40 000 francs, et se déclare même prêt à dépenser encore 20 000 francs supplémentaires, en n'hésitant certainement pas à payer certains frais sur ses propres deniers. Il va jusqu'à redécorer le presbytère sans demander l'admission préalable du conseil municipal, qui est fort mécontent de découvrir les résultats au départ du curé en 1893.
L'église est classée monument historique par arrêté du 2 février 1982, à l'exclusion de la grotte de Lourdes, dont la démolition est d'abord envisagée. La restauration extérieure de l'église ne commence qu'en 2000 sous l'égide de la communauté de communes des Sablons, par la flèche du clocher. L'Association protection et sauvegarde du patrimoine d'Amblainville fait remettre en état la grotte de Lourdes en la même année. En 2005, les murs gouttereaux des bas-côtés sont ravalés, et la toiture de la nef et du collatéral sud est refaite. Dans ce cadre, on prend le parti de démolir les balustrades flamboyantes (sauf sur l'annexe abritant la grotte de Lourdes), de doter nef et bas-côtés d'une vaste toiture commune, et de priver ainsi la nef de jours sur l'extérieur, excepté en façade (en effet, depuis la fin du XIXe siècle, les restaurations tendent à dégager les murs hauts des nefs, comme à Cinqueux, Cires-lès-Mello, Crépy-en-Valois et Rhuis). On fait ainsi l'économie de la restauration extérieure des murs gouttereaux, très dégradés. La justification citée par Catherine Rigollet est cependant de restituer la configuration au XVIe siècle, bien que les balustrades démontrent qu'il n'y avait pas de toiture unique à cette époque. Dans le même sens, les auteurs ne font pas mention du dégagement des baies hautes de la nef au XIXe siècle, ou de la construction de balustrades par l'abbé Barret. Le maire de la commune, Joël Vasquez, écrit en 2010 dans sa préface à la brochure de Catherine Rigollet que « sa restauration se poursuit par l'extérieur et devra impérativement être menée à l'intérieur afin de sauver les décors et la statuaire gravement endommagés par le temps ». Catherine Rigollet renchérit : « Devront impérativement suivre de sérieux travaux de restauration intérieure si l'on veut sauver les sculptures et bas-reliefs en péril ». Hormis une restauration de la façade occidentale, rien n'a encore été entrepris depuis (décembre 2016). Sous le plafond de la nef, un filet a dû être installé pour protéger les fidèles de l'éventuelle chute d'éléments du décor du lambris.

## Description

### Aperçu général

Plan de l'église.

Régulièrement orientée, l'église répond à un plan cruciforme, devenu rectangulaire avec l'adjonction des deux chapelles en 1586. Elle se compose d'une nef non voûtée de trois travées, accompagnée de deux bas-côtés ; d'un annexe abritant la grotte de Notre-Dame de Lourdes au nord de la dernière travée du bas-côté nord ; d'un transept légèrement débordant, dont la croisée sert de base au clocher ; d'un chœur d'une travée terminé en chevet plat ; et de deux chapelles latérales carrées dans les angles entre les croisillons et le chœur. — Une tribune occupe une partie de la première travée de la nef. Son rez-de-chaussée tient lieu de narthex et de chapelle des fonts baptismaux, et est décoré de trois fausses voûtes d'ogives retombant sur des colonnettes en bois. La nef est recouverte d'un lambris en forme de voûte en berceau brisé, sous une charpente en carène renversée dont les entraits, poinçons et sablières sont apparents. Seule la troisième travée de la nef communique encore avec les bas-côtés, dont les deux premières travées sont condamnées. Elles sont à charpente apparente, et servent de sacristie et de buanderie. Au nord, la travée restant ouverte est devenue le vestibule de la grotte de Lourdes, et se présente elle-même comme une grotte. Cependant, le sol prend la forme d'un pont qui enjambe le sous-sol archéologique, et de part et d'autre, la vue s'ouvre sur des sarcophages de pierre. Au sud, la travée restante est recouverte de deux fausses voûtes d'ogives en bois, dont la première à liernes et tiercerons. Le transept, le chœur et ses deux chapelles latérales sont voûtées d'ogives, et la voûte de la chapelle latérale sud est garnie de liernes et tiercerons. Le portail occidental de la nef constitue l'unique accès à l'église. Une tourelle d'escalier polygonale coiffée d'une flèche de pierre flanque le chevet, à l'intersection du chevet du vaisseau central et de la chapelle latérale sud. La nef et les bas-côtés sont munis d'une large toiture commune à deux rampants qui dissimule les murs gouttereaux de la nef et ses fenêtres latérales, et ne date, dans cette forme, que de 2005. Les croisillons et les chapelles ont des toits en bâtière perpendiculaires à l'axe de l'édifice, avec des enfilades de deux pignons au nord et au sud. Le chœur possède également une toiture indépendante à deux rampants, avec un pignon au milieu du chevet. Le clocher se compose d'un premier étage de plan carré, qui est bâti en pierre et dépourvu de baies, et d'un second étage de plan octogonal, qui est réalisée en charpente et pourvu de baies abat-son tout autour. Cet étage et la flèche en charpente très effilée sont recouverts d'ardoise.

### Intérieur

#### Nef et bas-côtés

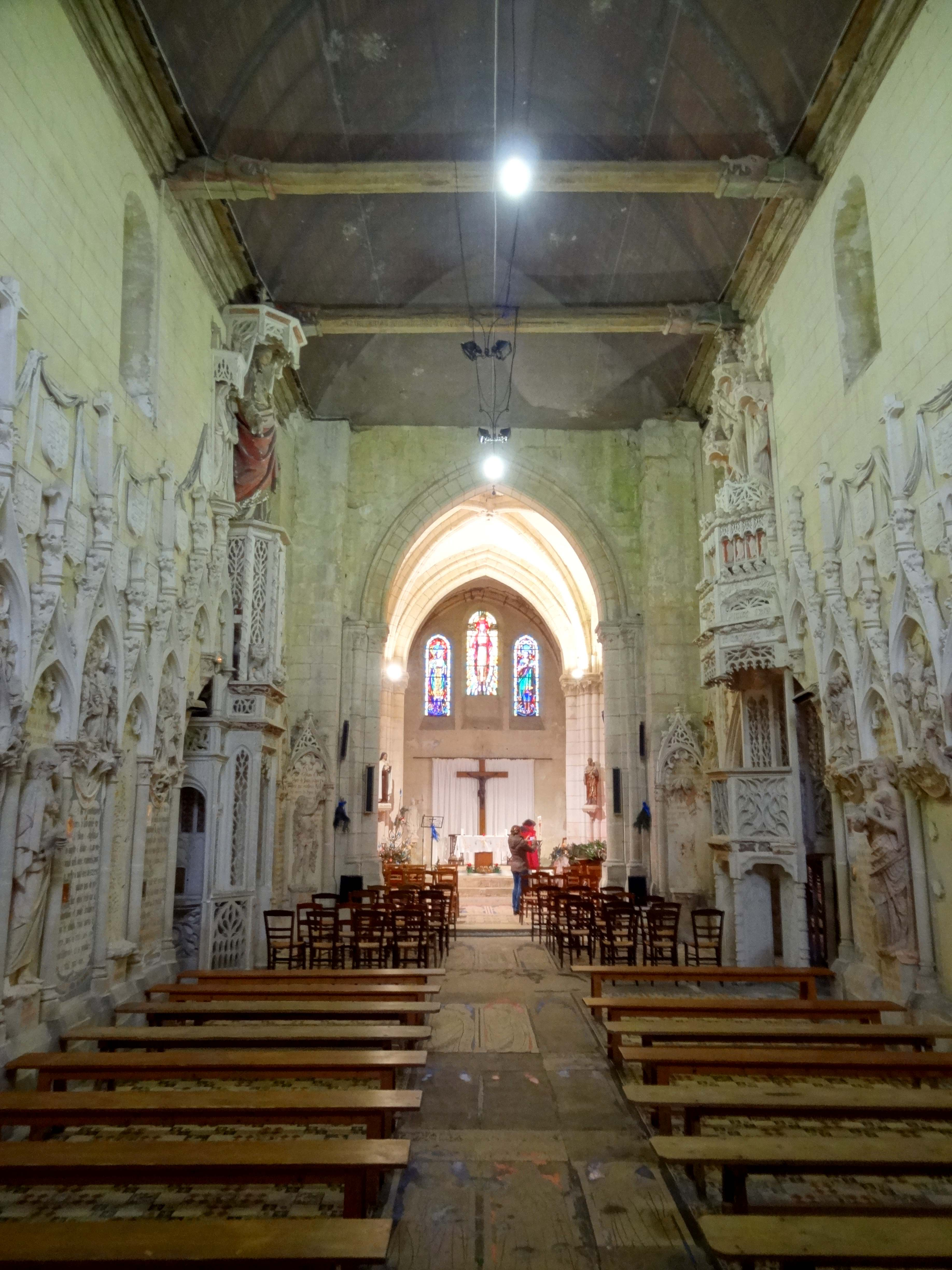
Nef, vue vers l'est.

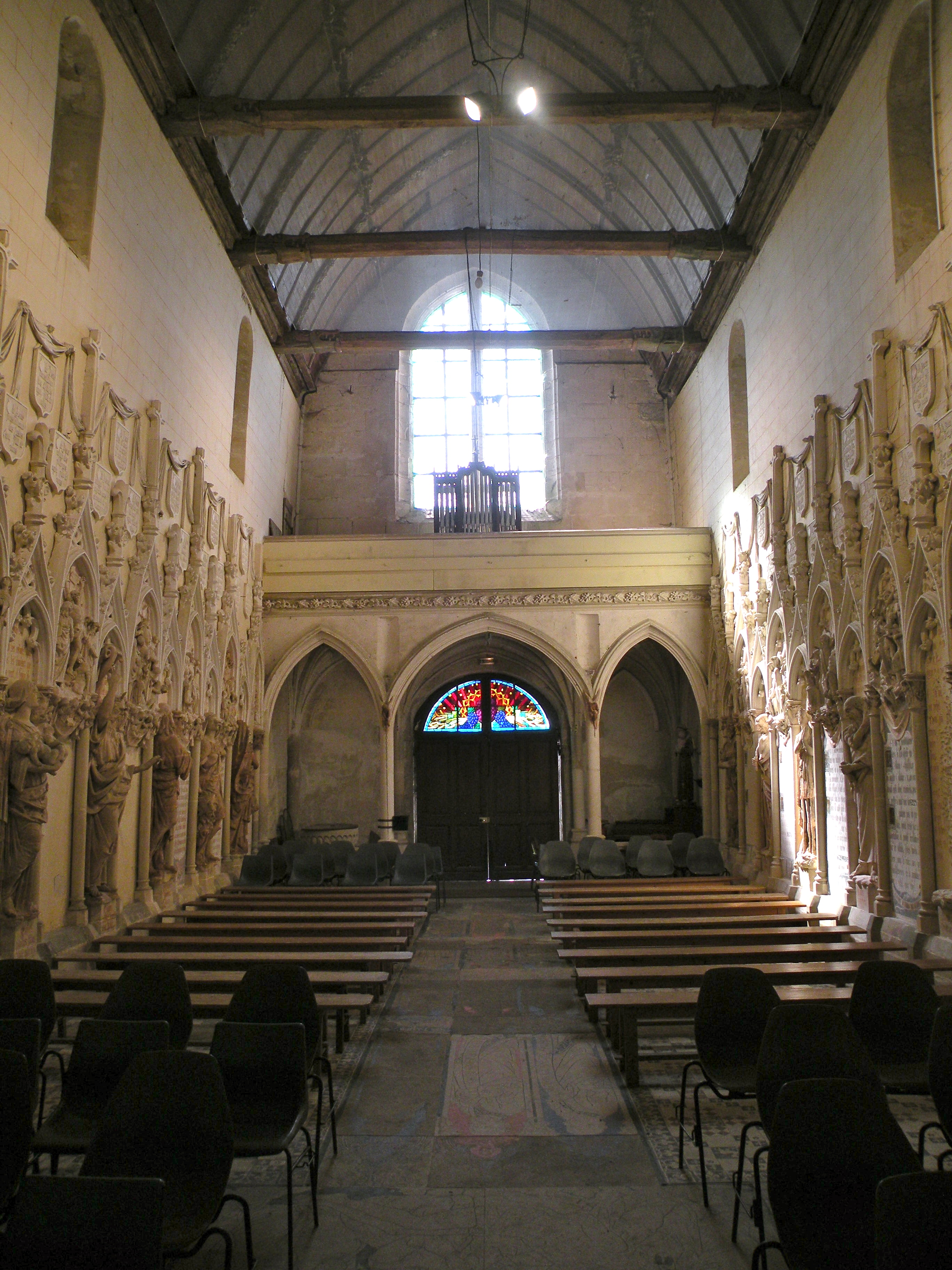
Nef, vue vers l'ouest.

La nef d'Amblainville est généralement considérée comme ancienne nef unique. Depuis les transformations opérées à l'instigation de l'abbé Barret au cours des années 1880, elle paraît de nouveau comme telle à l'intérieur. Elle se rattache au même groupe que Notre-Dame-du-Thil à Beauvais, Bresles, Essuiles, Guignecourt, Hermes, Ponchon, Saint-Martin-le-Nœud, Therdonne et Velennes. Le vaisseau est de proportions élancées : la hauteur sous le sommet du plafond est équivalente à deux fois la largeur. En fait, celle-ci est assez modeste, et reste en deçà des six à neuf mètres habituels des nefs des églises voisines de la même époque. Pratiquement rien ne rappelle plus les origines romanes de la nef, si ce ne sont les trois fenêtres en plein cintre de chaque côté. Bernard Duhamel les dit sans caractère, mais elles épousent bien les caractéristiques habituels des baies des nefs uniques du Beauvaisis du XIe siècle. Poussées haut sur les murs, elles sont à simple ébrasement, et l'ébrasement est assez faible, sauf au niveau du seuil. Certaines baies sont à double ébrasement (dont la deuxième du sud), mais il semble que dans ce cas, les piédroits et les claveaux aient été retaillés. Les baies sont assez petites, mais sont en même temps loin d'évoquer des meurtrières, comme c'est souvent le cas dans le Vexin et les autres parties du département (Arthies, Brignancourt, Omerville, Rhuis…). Depuis 2005, elles n'éclairent plus rien. Le jour n'entre plus que par la vaste baie occidentale, qui devrait être contemporaine de la charpente de 1505. Autant la charpente est richement décorée, autant cette baie a été réalisée avec parcimonie. Elle est en effet dépourvue de remplage, et seulement subdivisée en deux compartiments symétriques par un meneau vertical, comme à Litz et Maimbeville. La charpente, avec ses engoulants, ses sablières soigneusement moulurées, son lambris décoré de rinceaux peints et ses pendentifs sculptés, est aujourd'hui mal visible derrière son fin filet de protection. L'abbé Marsaux dit à son propos : « remise à neuf, parée de brillantes couleurs qui mettent en relief ses charmants détails, celle-ci constitue un des morceaux les plus intéressants de l'église ».
La tribune occidentale est néo-gothique, et inspirée plus particulièrement du style flamboyant, comme le reste du décor voulu par l'abbé Barret. Son défaut est de suggérer une construction en pierre, alors qu'à la période flamboyante, de telles tribunes étaient en bois sans cacher leur nature, et richement sculptées ou peintes, comme on peut le voir à Gonesse. En face à l'est, l'arc triomphal vers le transept, encadré des deux contreforts occidentaux du clocher, est contemporain des parties orientales, et en fait partie intégrante. Des doutes pèsent sur l'âge réel des bas-côtés. Bernard Duhamel se trompe en tout cas en reprochant à l'abbé Barret d'avoir affublé la nef de faux bas-côtés. Louis Graves a déjà vu ces bas-côtés en place avant l'arrivée de l'abbé Barret. Il dit qu'on a ajouté ces collatéraux « à une époque récente ». Mais selon leurs rares caractéristiques architecturales, à savoir les arcs-doubleaux en tiers-point aux arêtes entaillées de moulures concaves et les balustrades démolies en 2005, et selon l'avis de l'architecte qui préconisa la mise en place d'une toiture commune à la nef et aux bas-côtés pour rétablir l'état au XVIe siècle, ils doivent bien remonter à cette époque.
Les grandes arcades brisées, aux arêtes chanfreinées, pourraient même être plus anciennes. Elles se caractérisent par la très faible hauteur des piédroits et leur large ouverture, et évoquent, par leur caractère sommaire, des arcades ouvertes dans un mur existant, ce qui est à la conforme à l'hypothèse de la nef unique primitive. Les travées maintenues des bas-côtés, derrière la chaire à prêcher (au sud) et le confessionnal (au nord), rappellent des décors de cinéma plutôt que des parties d'une église. Des portes à double vantail donnent accès aux travées fermées, ou le terme de bas-côté prend tout son sens. Ici, on note les fenêtres en plein cintre bouchées à l'ouest, et le jour n'entre plus que par les petits oculi dans les demi-pignons au-dessus. Les seuls éléments dignes d'intérêt sont les étroits doubleaux intermédiaires, généralement absents dans les bas-côtés non voûtés. On trouve une disposition analogue dans les églises romanes de Morienval et Villers-Saint-Paul.

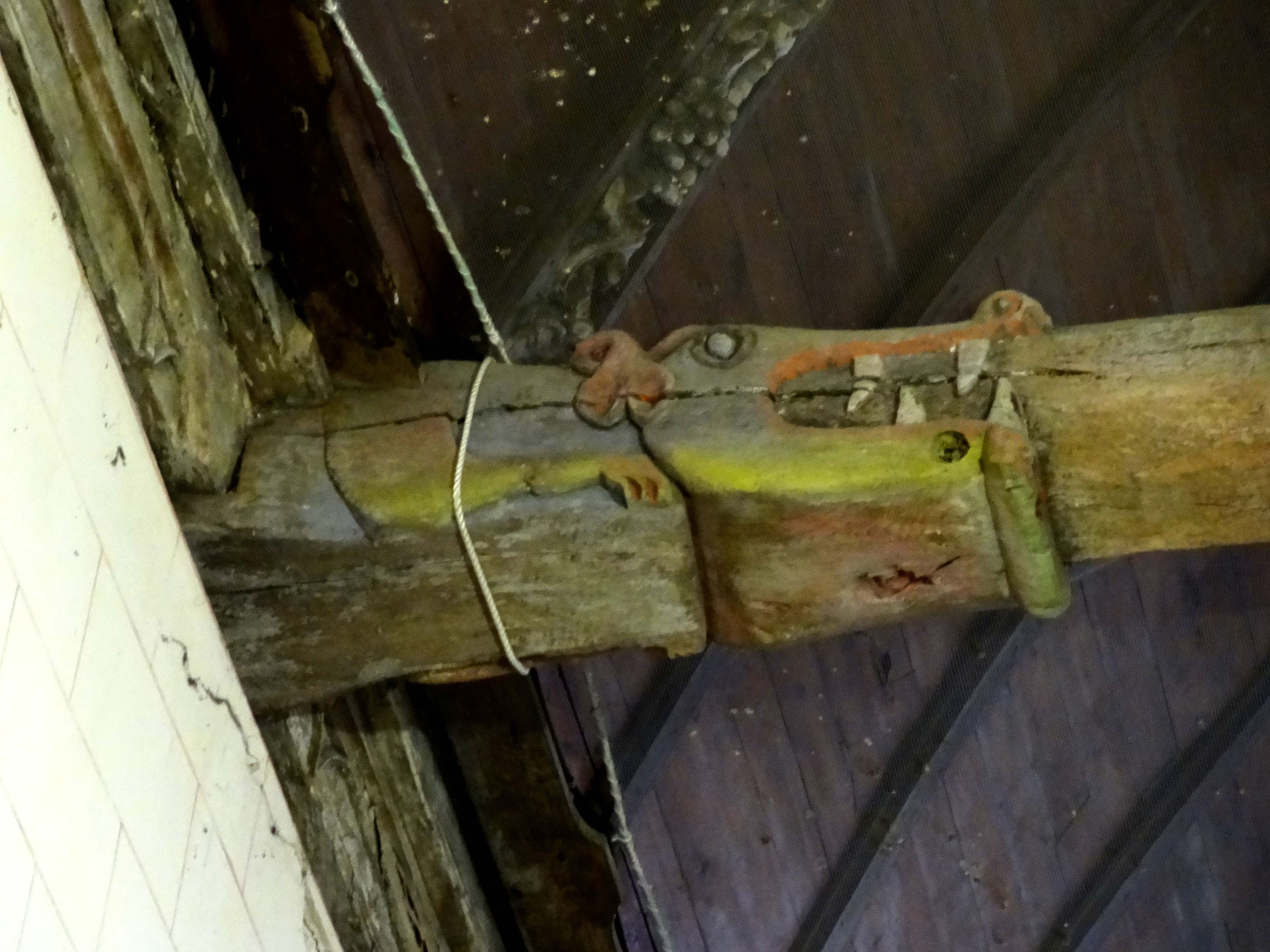
Engoulant.
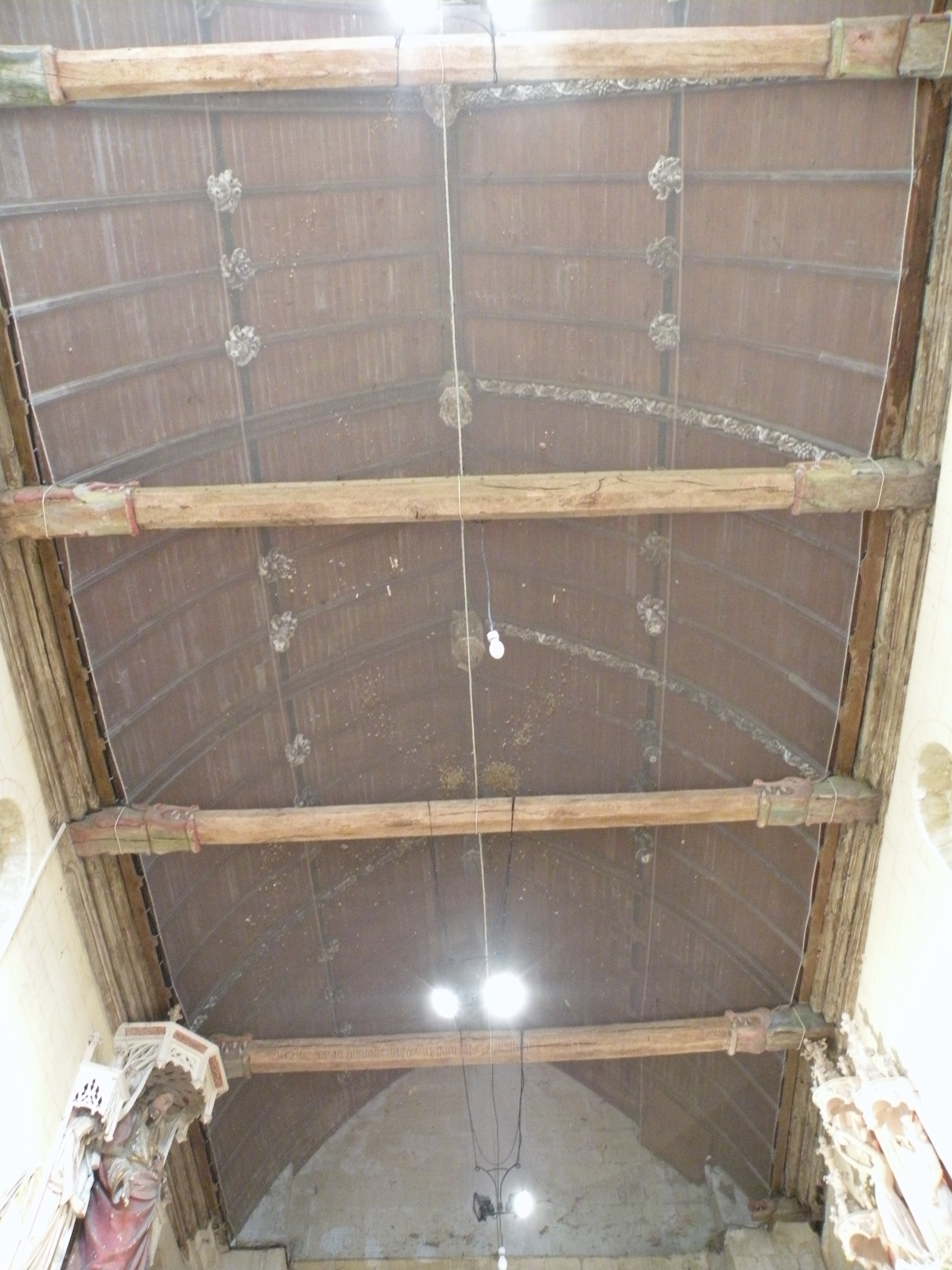
Lambris du plafond.
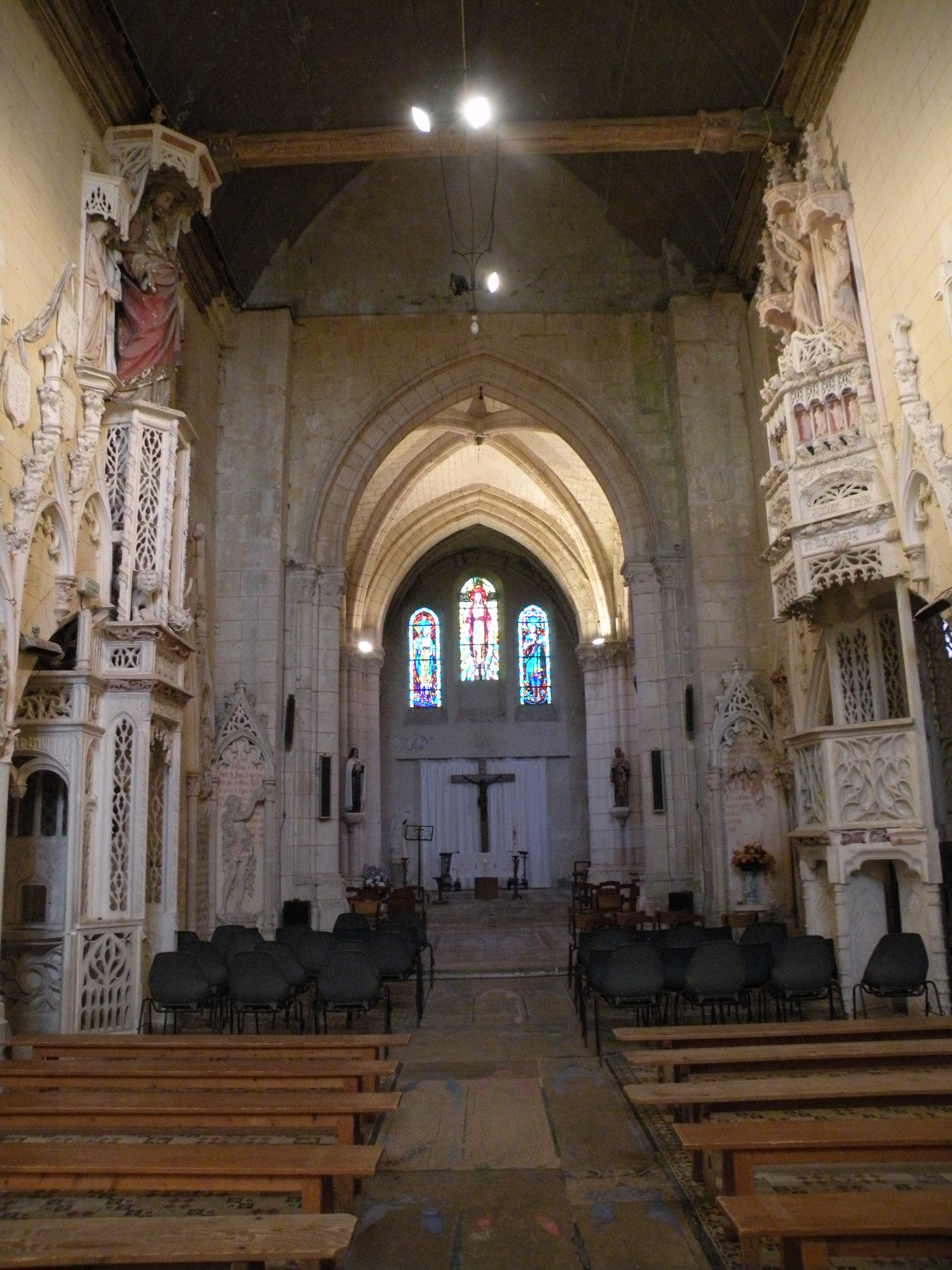
Nef, vue vers l'est.
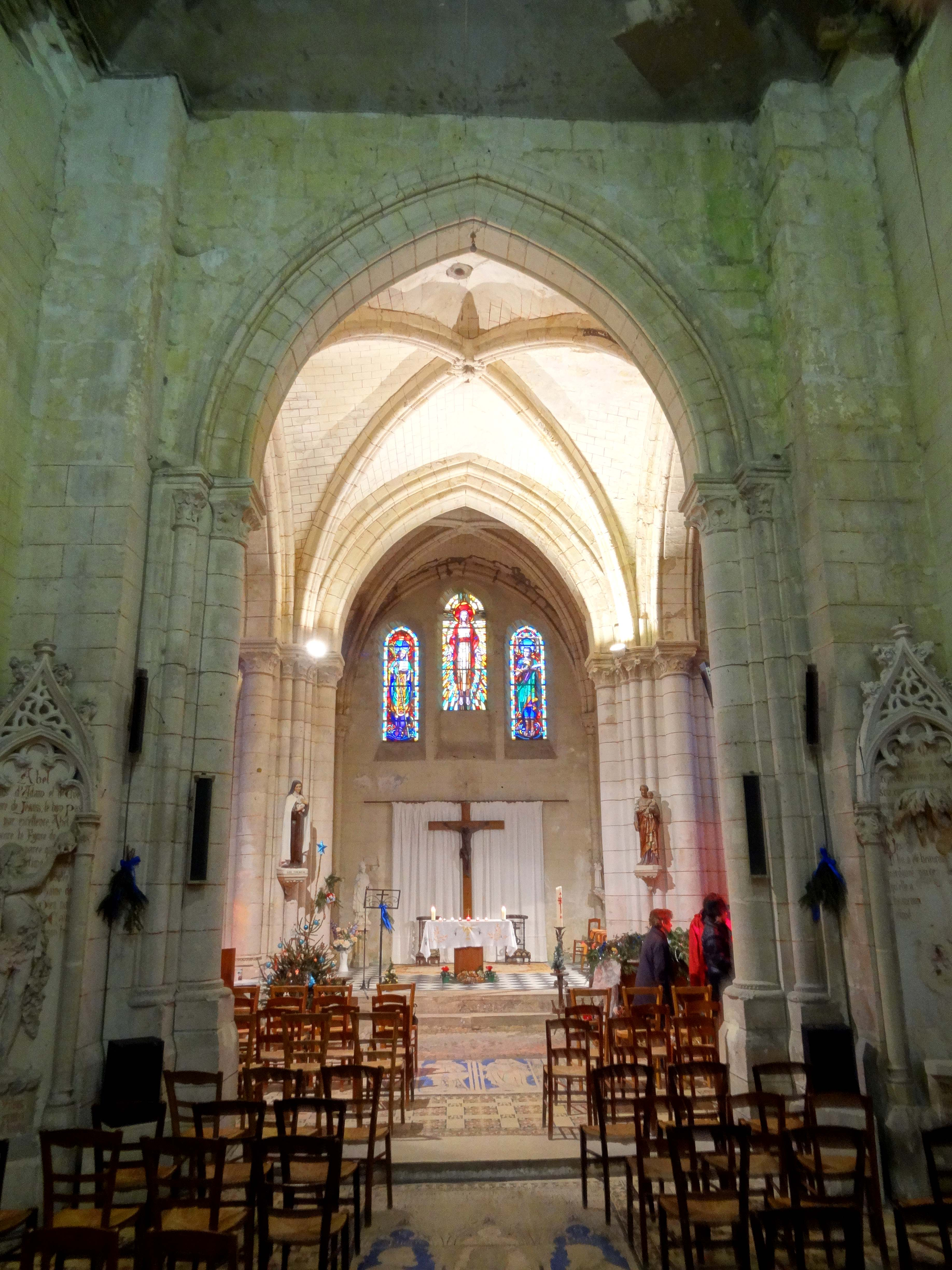
Nef, vue dans le transept et le chœur.
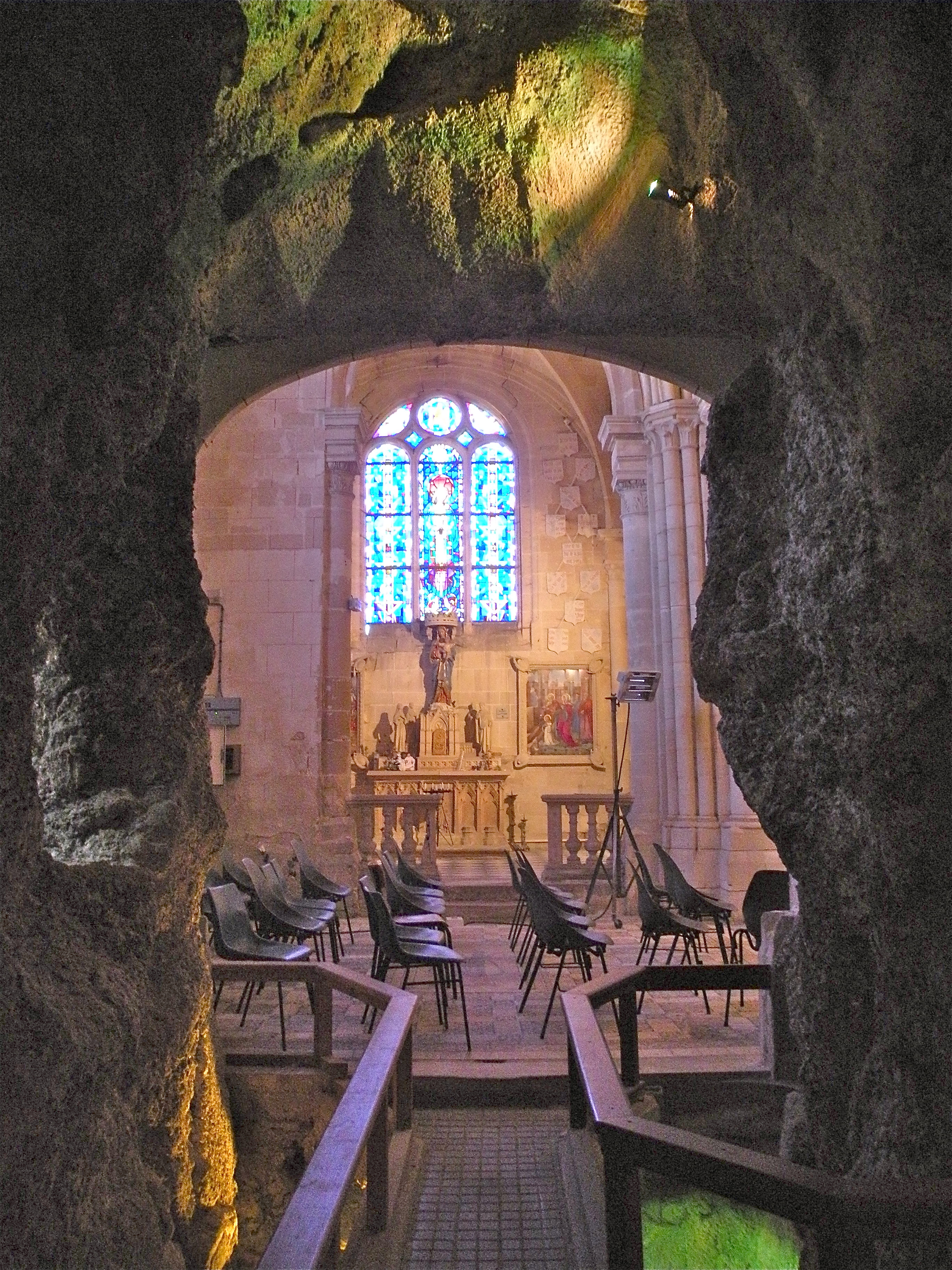
Bas-côté nord, vue vers l'est.
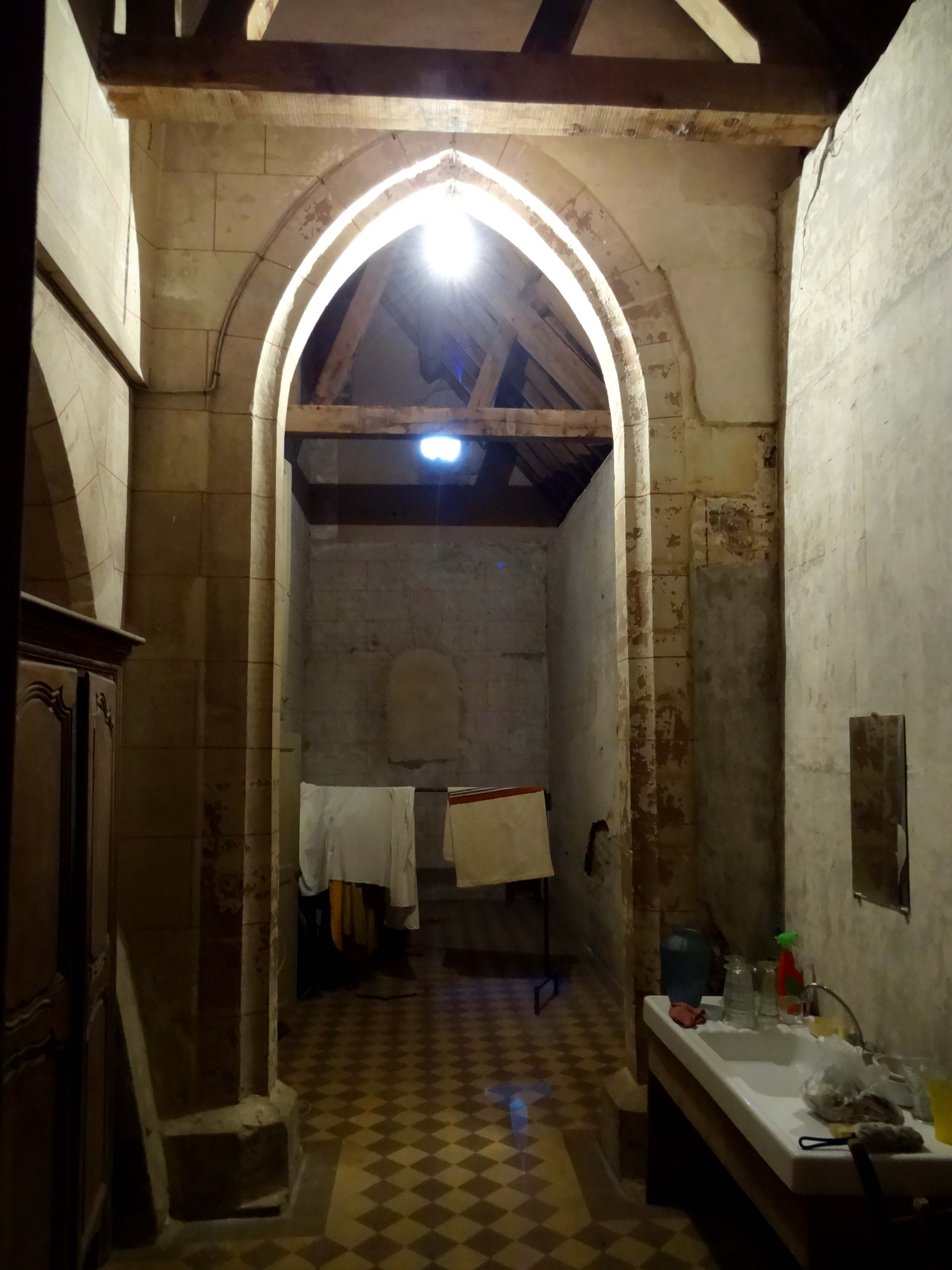
Bas-côté nord, vue vers l'ouest.

#### Décor de la nef

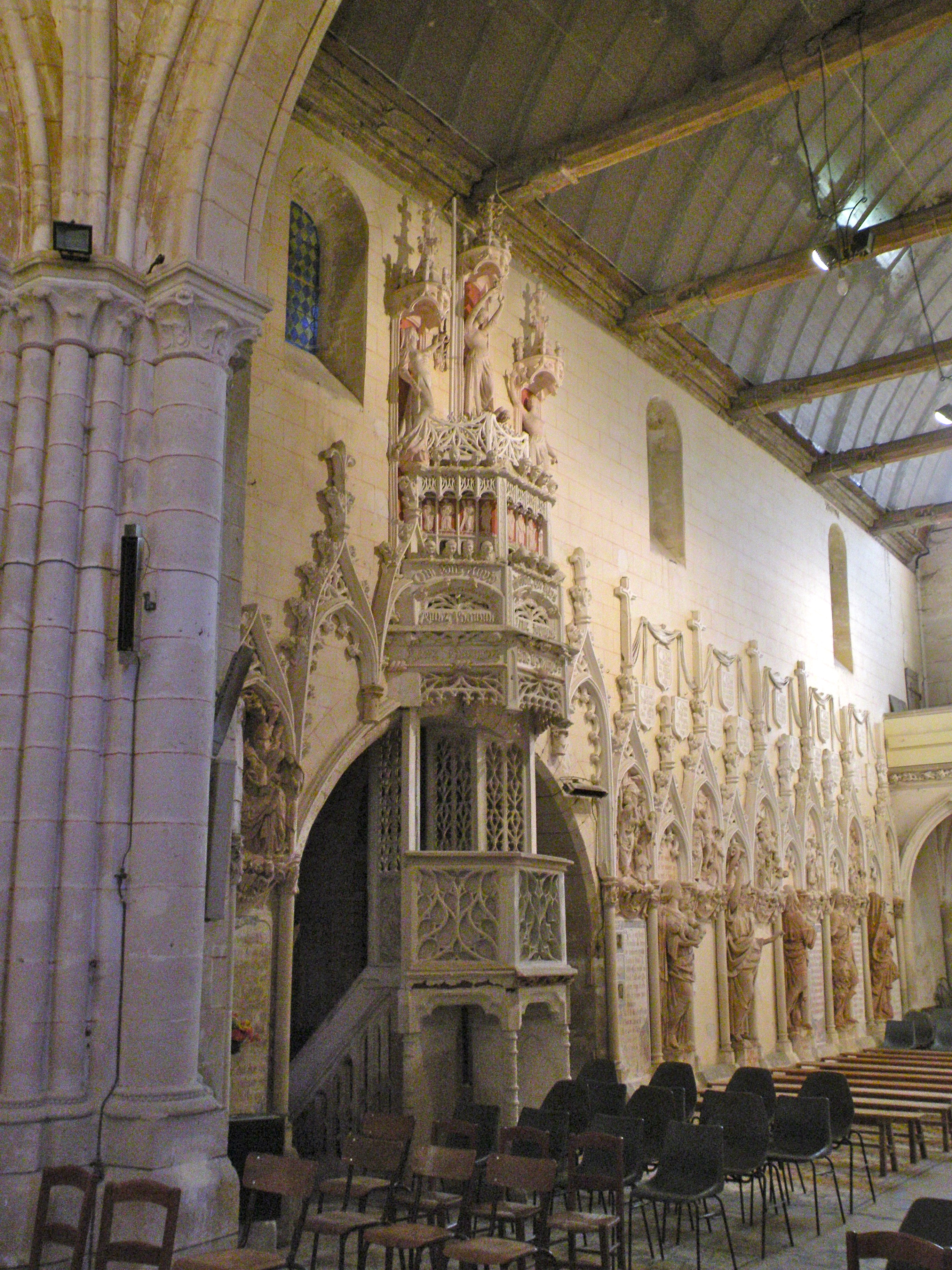
Nef, vue vers le sud-ouest ; à gauche, la chaire à prêcher.

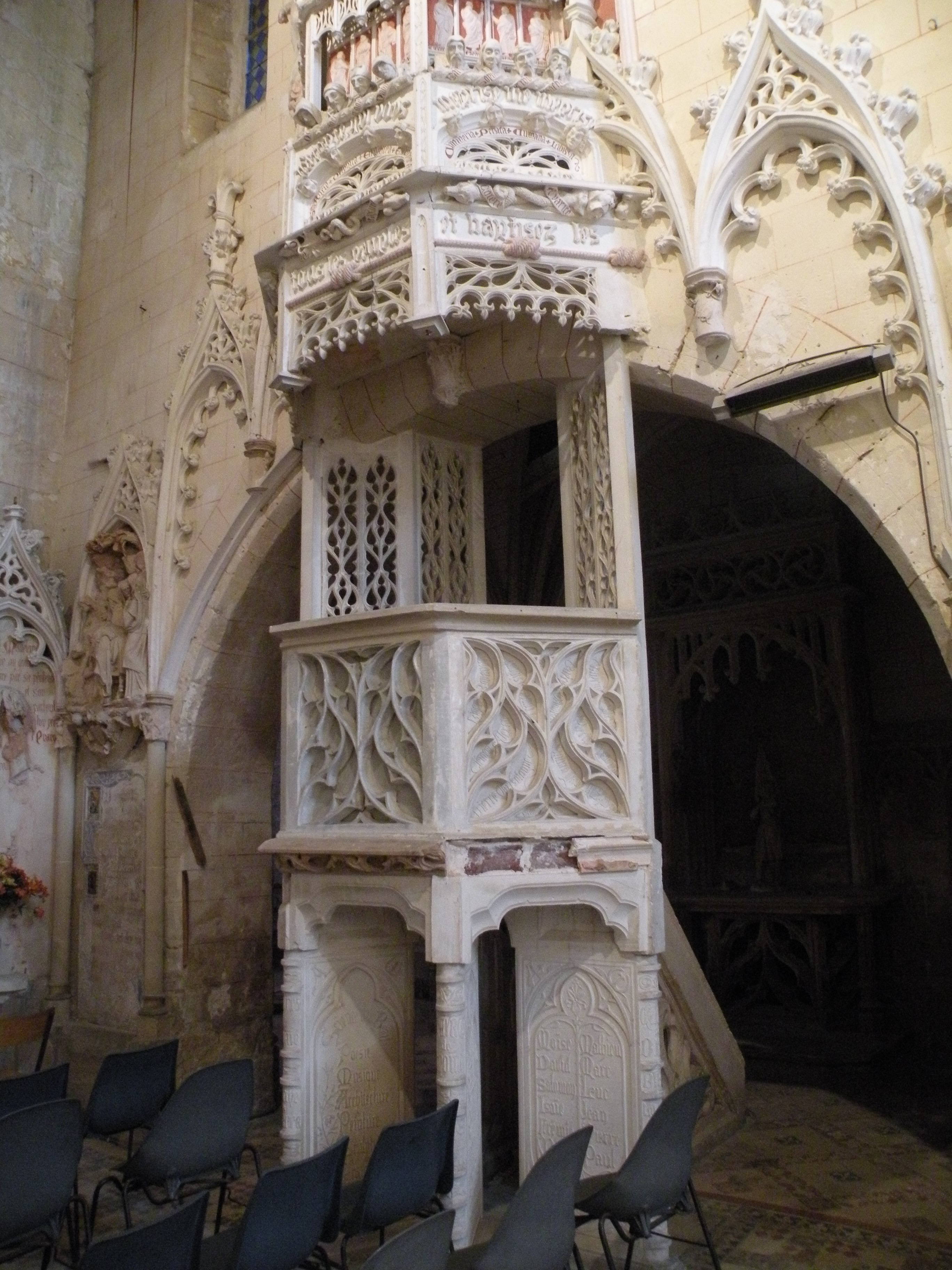
Chaire à prêcher.

Le décor néo-gothique de la nef est inscrit monument historique au titre objet. Hormis la chaire et le confessionnal, il se compose notamment d'arcatures plaquées, qui inscrivent alternativement un haut-relief en terre cuite représentant un prophète ou un autre personnage de l'Ancien Testament, et une station du chemin de croix en terre cuite modelée au-dessus d'une plaque où est gravée, en lettres gothiques, un passage des Évangiles qui relate l'épisode de la Passion du Christ figuré sur le bas-relief. Les statues s'accompagnent, quant à elles, de légendes, qui ne sont pas tirées de la Bible, mais expliquent la fonction symbolique des personnages pour la Foi. Si le chemin de croix constitue un élément indispensable du mobilier de chaque église, on peut s'interroger sur le bien-fondé de ce double programme iconographique axé sur deux aspects du Christianisme sans lien entre eux, car il ne s'agit ici pas de mettre en exergue des prophéties de l'Ancien Testament anticipant la venue du Christ et son tragique destin accepté par lui pour racheter les péchés du monde. Mais s'y ajoute un troisième volet, les litanies du Sacré-Cœur dont les invocations sont inscrites sur des écussons suspendus à des tentures simulées accrochées à des clous fictifs. Ainsi, les décors sculptés occupent les trois cinquièmes de la surface murale. Cette surcharge ornementale est assez étrangère aux nefs flamboyantes, qui sont habituellement sobres. L'effort décoratif se concentre sur les réseaux des fenêtres, les vitraux, le mobilier et les élévations extérieures, notamment la façade et le chevet. Ainsi, les arcatures plaquées, fréquentes à la période romane et à la période gothique, se retirent de l'intérieur des églises à la période flamboyante. Indépendamment de cet aspect, on peut s'interroger pourquoi les arcatures sont reçues sur des colonnettes à chapiteaux de type gothique rayonnant, et pourquoi elles accusent un tracé très surhaussé, uniquement pour que les tympans deviennent suffisamment allongés pour accueillir les stations du chemin de croix (qui pourraient, sans problème), descendre plus bas.
D'une conception nettement plus heureuse, et étonnamment proche des modèles fournis par les édicules du premier quart du XVIe siècle, sont le premier niveau de la chaire et du confessionnal. Ils sont inscrits indépendamment du décor mural par deux arrêtés de mars 1991,. Leurs panneaux découpés à jour séduisent par leur effet de dentelle de pierre. La cuve de la chaire repose sur quatre murets obliques, qui suggèrent des livres posés sur tranche, dédiés aux sciences du beau, de la raison, de la nature et de la religion. Mais en lieu et place de pinacles et clochetons, le dais qui tient lieu d'abat-voix est surmonté d'une attique à deux niveaux, avec des inscriptions, une série de têtes saillantes, dont la Sainte-Trinité et les Douze Apôtres, et une série de petites niches, qui devaient recevoir des statuettes, suggérées seulement par leur silhouettes peintes sur le fond. L'ensemble est dominé par trois niches à statues d'une facture évoquant vaguement les niches Renaissance du portail occidental. Leurs statues symbolisent les trois vertus théologales, à savoir la Foi (avec un vrai ostensoir), la Charité et l'Espérance. Le confessionnal proprement dit est surmonté d'un autre édicule, où l'on voit l'archange Michel combattant le démon, sous la forme d'un serpent, qui vient d'enlacer les corps de Bethsabée, du roi David et d'un satyre, dont les bustes débordent à gauche et à droite. Suit un troisième registre composé de trois niches à statues, avec une statue colossale du Sacré-Cœur entre saint Jean et la Mater Dolorosa, qui flanquent généralement le Christ en croix. Pour Catherine Rigollet, il est évident que la différence de facture et de qualité artistique des sculptures vient de l'intervention d'au moins trois artistes différents. Probablement, l'abbé Eugène Barret a lui-même mis la main à l'œuvre, car il écrit en 1888 « n'avoir cessé de manier le ciseau depuis bientôt douze ans ».

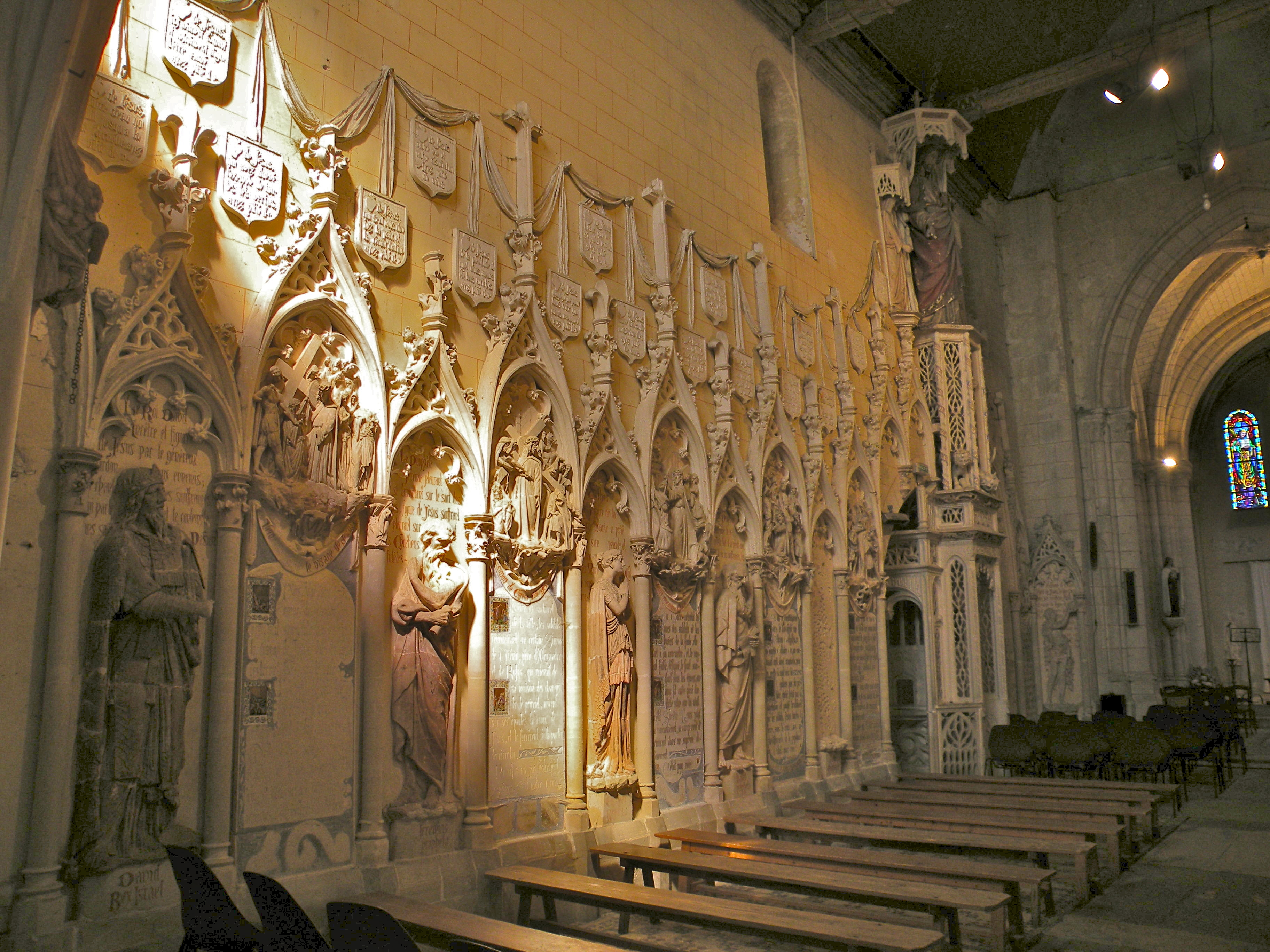
Mur nord de la nef, vue vers le nord-est.
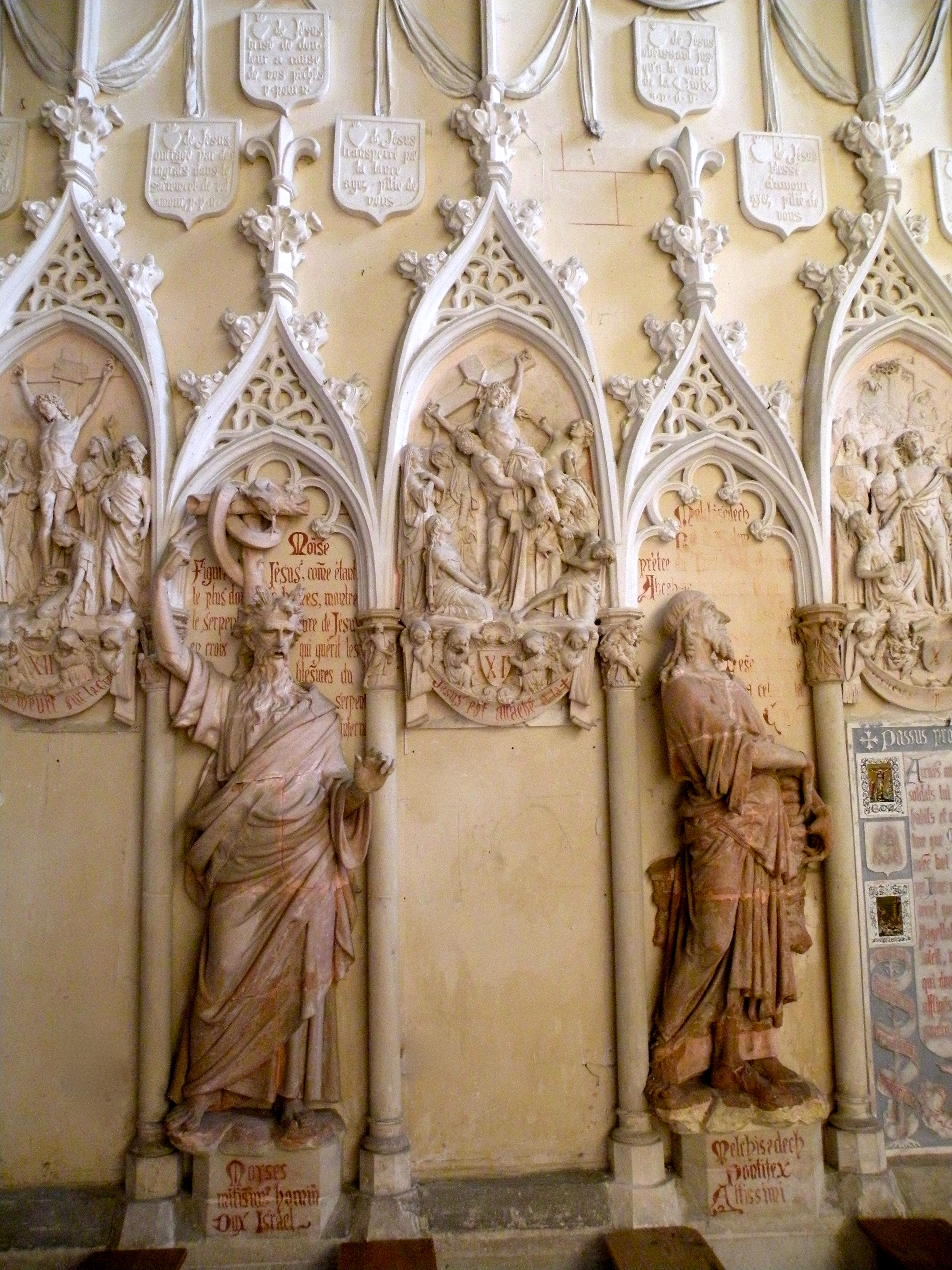
Chemin de croix et statues.
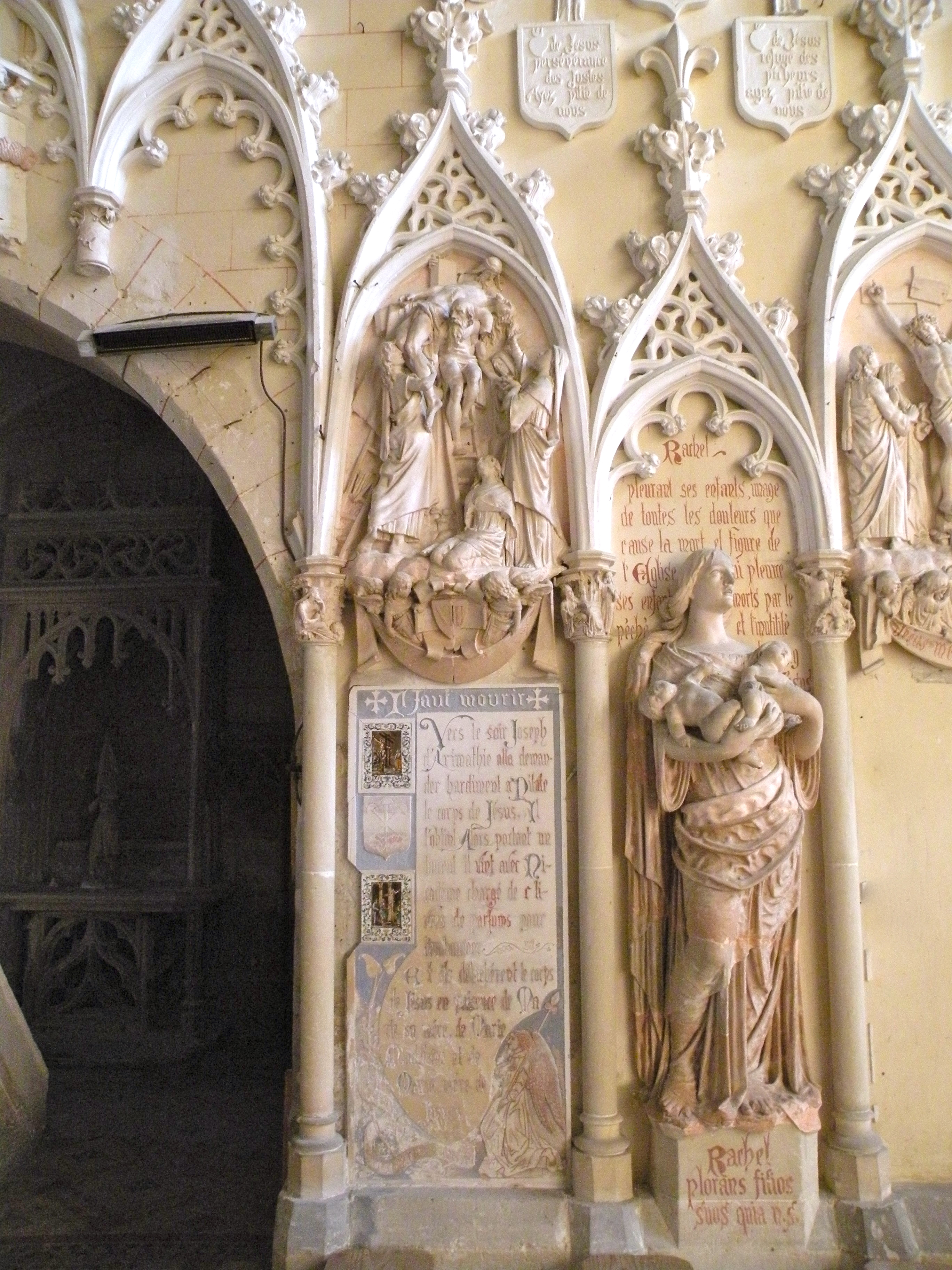
Chemin de croix et statues.
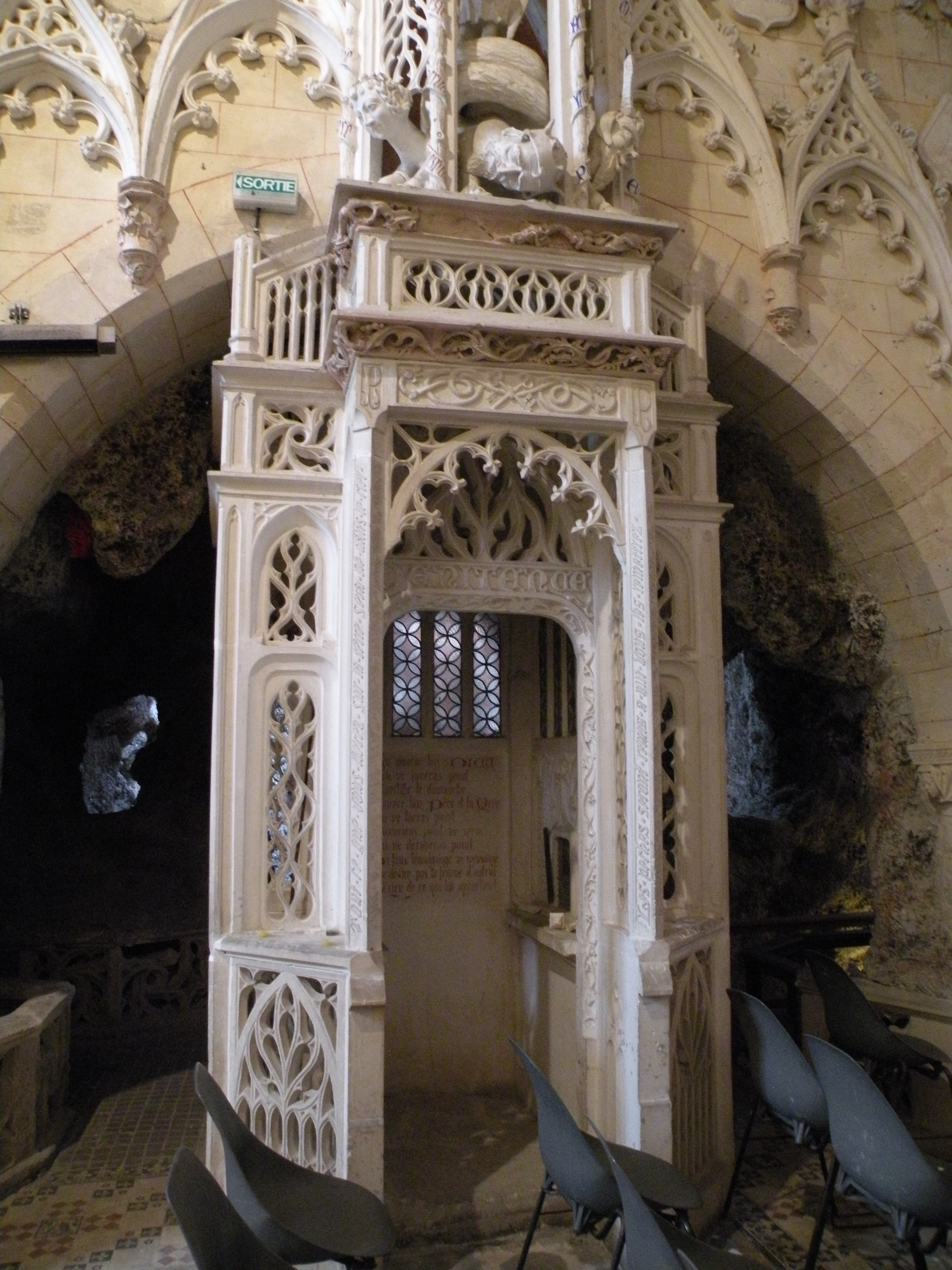
Confessionnal.
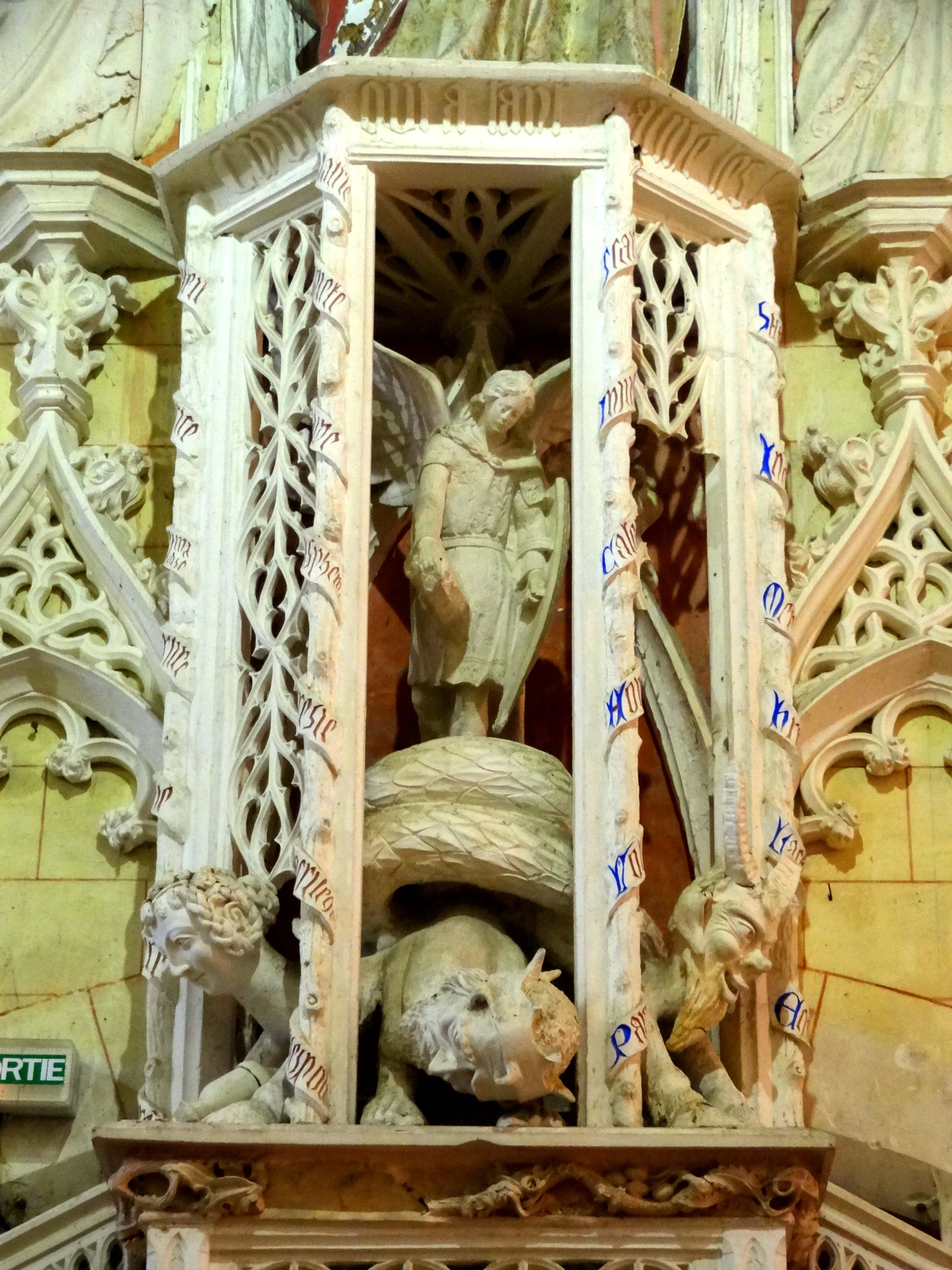
Édicule au-dessus du confessionnal.
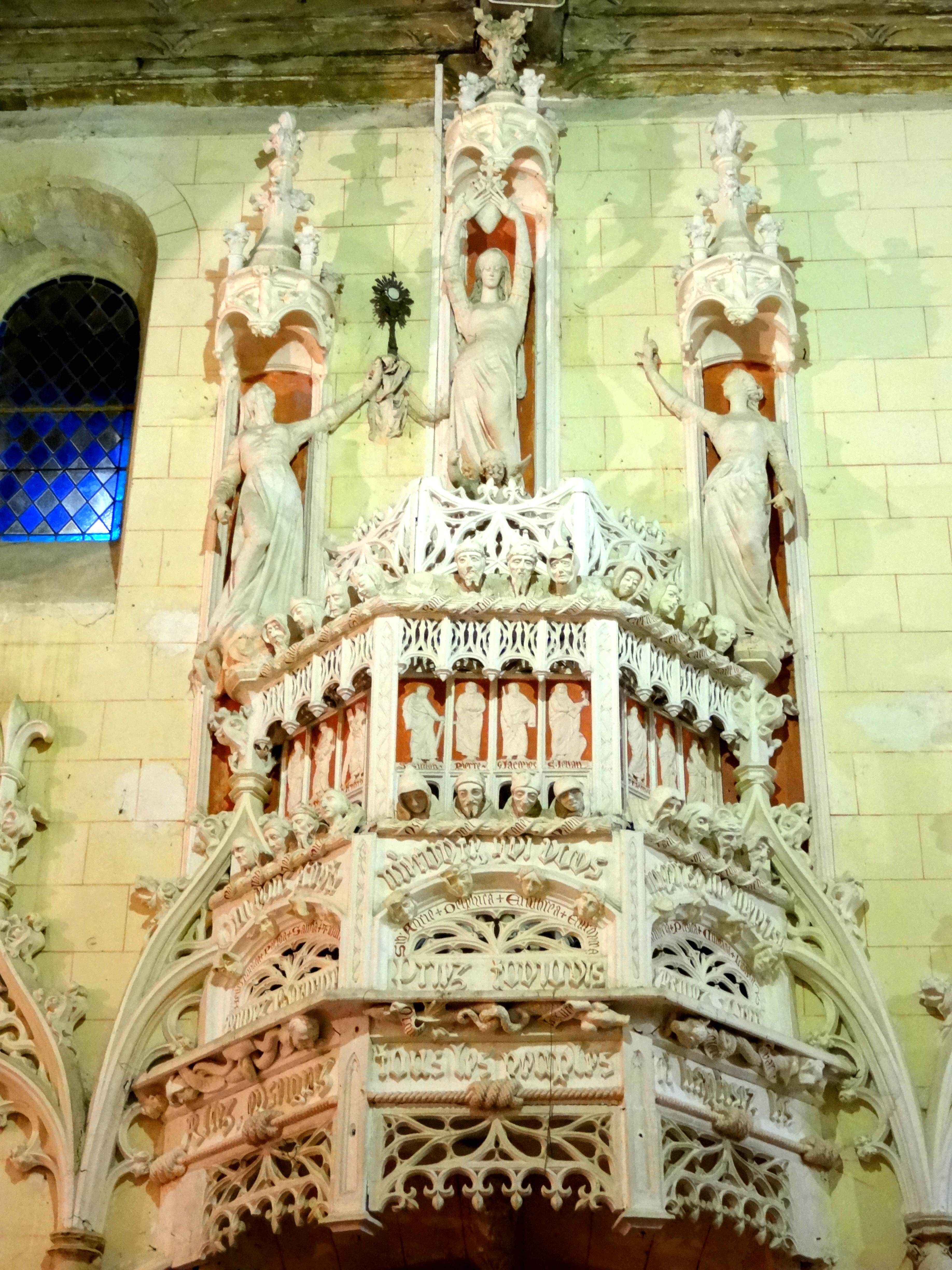
Couronnement de la chaire à prêcher.

#### Transept et chœur

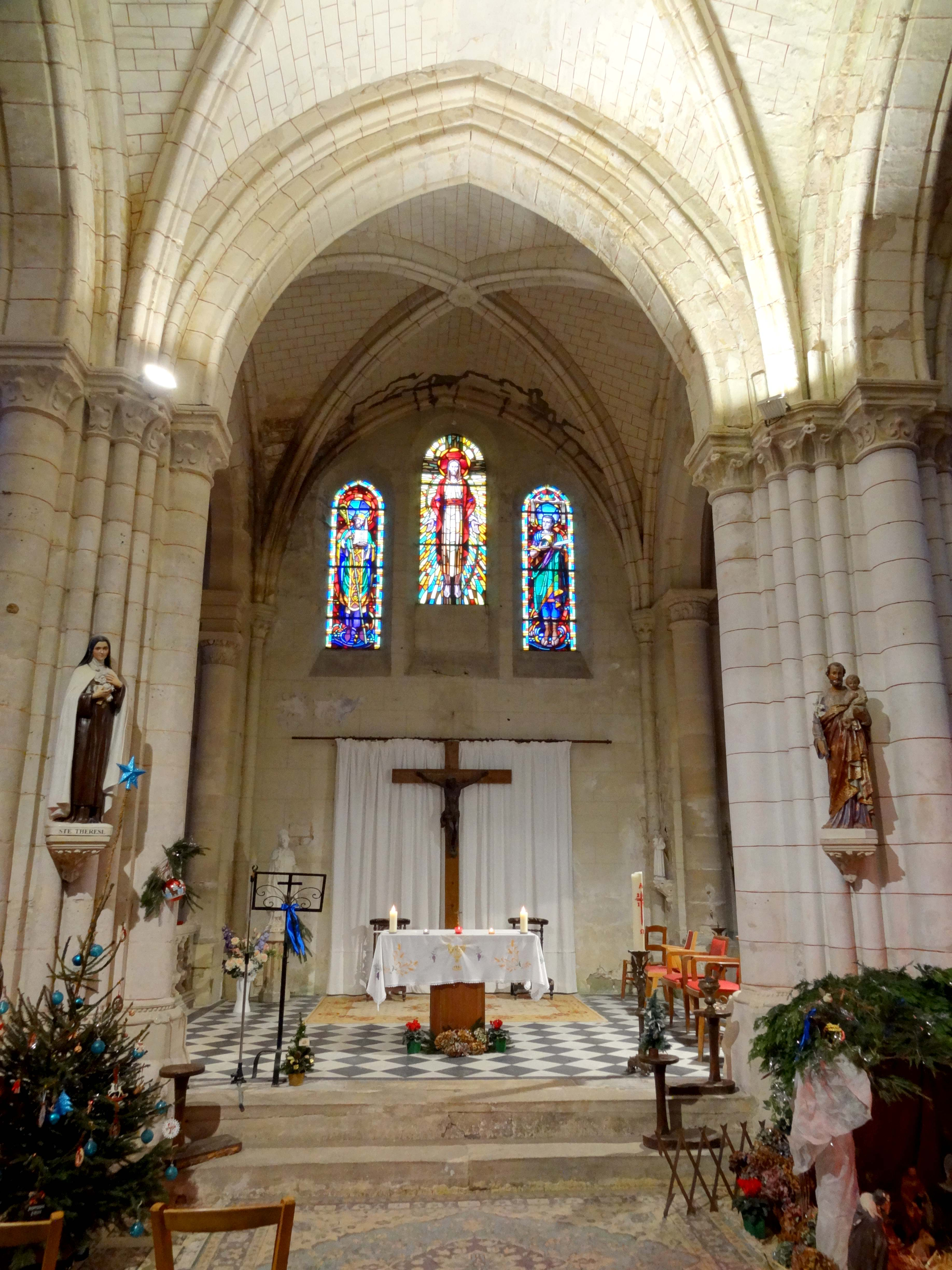
Croisée, vue vers l'est.

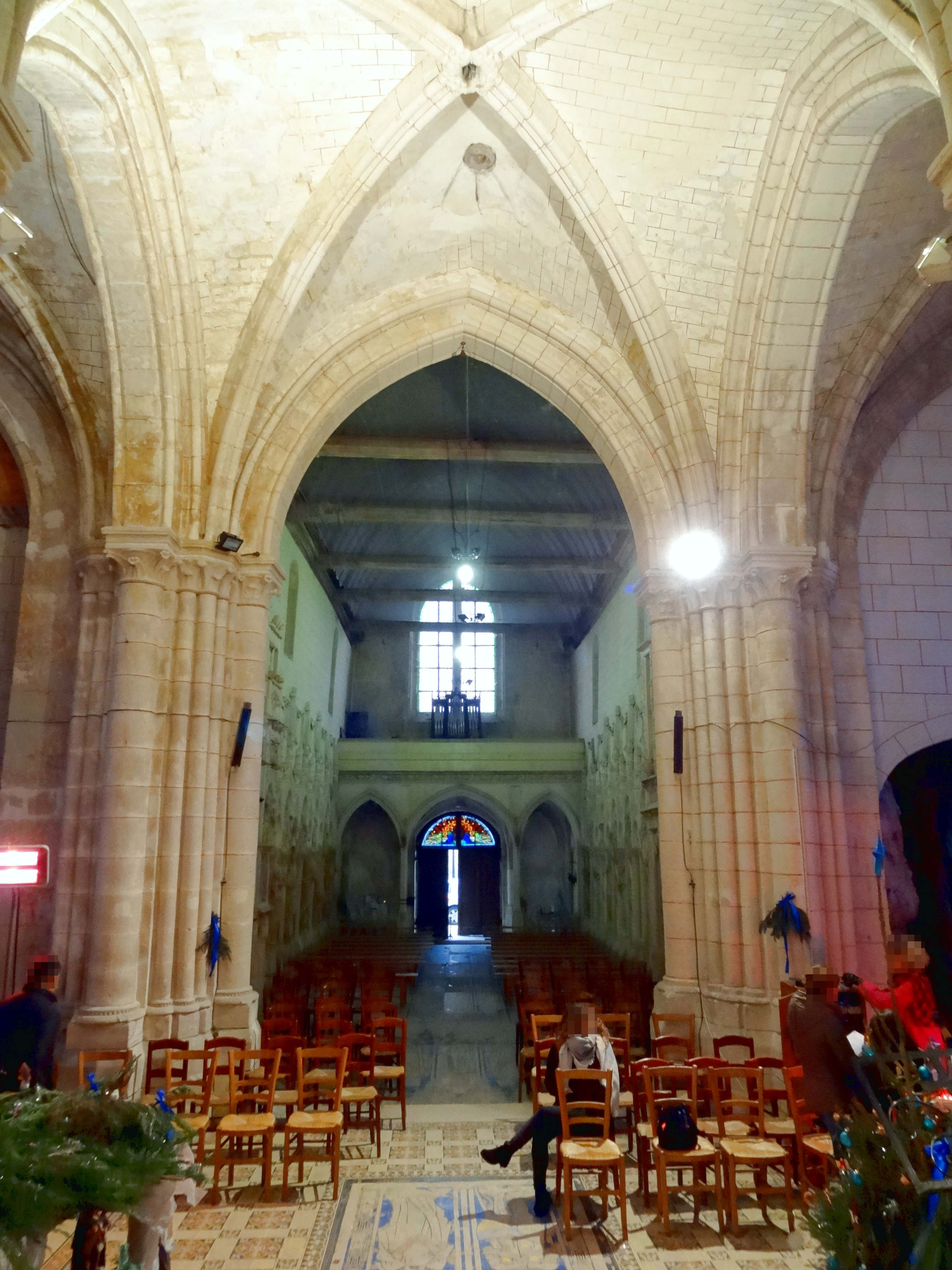
Croisée, vue vers l'ouest.

Les quatre travées du transept et du chœur offrent une belle unité architecturale, et n'ont jamais connu de remaniements autre que la substitution des murs orientaux des croisillons et des murs latéraux du chœur à des arcs-doubleaux Renaissance en 1585, sans impact sur leur structure. Cet ensemble des dernières décennies de la première période gothique, peu de temps avant l'éclosion de l'art rayonnant comme le montre le décor extérieur du triplet du chevet, se caractérise par une sculpture et une modénature en tous points conformes aux conventions à l'époque ; une exécution soignée ; et une grande régularité. Il se distingue des constructions contemporaines par la disposition des supports, avec des colonnes engagées pour le rouleau inférieur des quatre arcs-doubleaux autour de la croisée du transept ; des faisceaux de trois colonnettes dans les angles près des piles du clocher ; et des colonnettes uniques dans les extrémités des croisillons et du sanctuaire. La particularité sont les faisceaux de trois colonnettes se partageant un même tailloir, qui est à angle coupé (ou au plan d'un quart d'octogone), comme dans les extrémités du croisillon sud et du sanctuaire de Saint-Crépin-Ibouvillers, et dans la croisée du transept et l'abside de La Villeneuve-Saint-Martin. Ce regroupement des colonnettes a pour effet une organisation plus facilement saisissable des supports, et contribue ainsi à l'harmonie des parties orientales, en contraste avec les multiples ressauts que suscitent des groupes de plusieurs tailloirs carrés disposés orthogonalement.
À l'origine, les parties orientales comportent donc quatre doubleaux, qui sont à double rouleau, et profilés d'un méplat entre deux tores dans l'intrados, tandis que le rang de claveaux supérieur est mouluré d'un tore de chaque côté. Il est assimilé aux arcs formerets, qui existent sur les murs latéraux et les murs d'extrémité. S'y ajoutent des arcades plus sommaires vers les bas-côtés. Elles sont dépourvues de supports, et ont seulement les arêtes chanfreinées. L'arcade vers le bas-côté nord est nettement moins large que celle vers le bas-côté sud. Les deux atteignent presque la hauteur des croisillons, et dépassent donc nettement la hauteur effective des bas-côtés, qui n'existaient probablement pas encore au moment de la construction du transept. De cette façon, les arcades vers les bas-côtés sont bouchées dans leur partie supérieure. Au sud, le bas-côté commence par un doubleau néo-gothique. Pour venir aux voûtes, les clés sont ornées de rosaces de feuilles polylobées, et les ogives accusent un onglet entre deux tores, dégagés par des gorges d'un bandeau en arrière-plan. Avec les rouleaux supérieurs des doubleaux ou les formerets, elles retombent sur des tailloirs composés d'une tablette, d'un cavet entre deux baguettes, et d'une autre tablette. Tel est également le profil des tailloirs des rouleaux inférieurs des doubleaux. Les chapiteaux sont sculptés de deux rangs de feuilles simples, de crochets ou de feuilles polylobées, qui alternent avec les crochets sur certaines corbeilles. À l'est du doubleau méridional, les feuilles polylobées ont des tiges doubles formant volutes, ce qui mérite d'être signalé. Les bases se composent d'un petit tore aplati ; d'une scotie délimitée par deux listels et accueillant un rang de têtes de clous ; et d'un gros tore inférieur. Les grandes bases des colonnes engagées des doubleaux sont flanquées de griffes végétales aux angles. Sachant que les griffes d'angle tombent en désuétude au début du XIIIe siècle, un certain laps de temps a dû s'écouler entre le lancement du chantier et l'achèvement. Dans les croisillons, l'éclairage par la lumière naturelle est assuré par d'étroites lancettes simples en tiers-point, qui s'inscrivent presque entièrement sous la lunette des voûtes. Telles devaient être aussi les baies latérales disparues lors de la construction des chapelles. Dans le sanctuaire, le triplet du chevet se compose de lancettes analogues, dont celle du milieu est plus large et plus élevée que les deux autres. Le triplet est fréquent dans le voisinage, et apparaît aussi à Allonne, Belle-Église, Méru et Saint-Crépin-Ibouvillers.

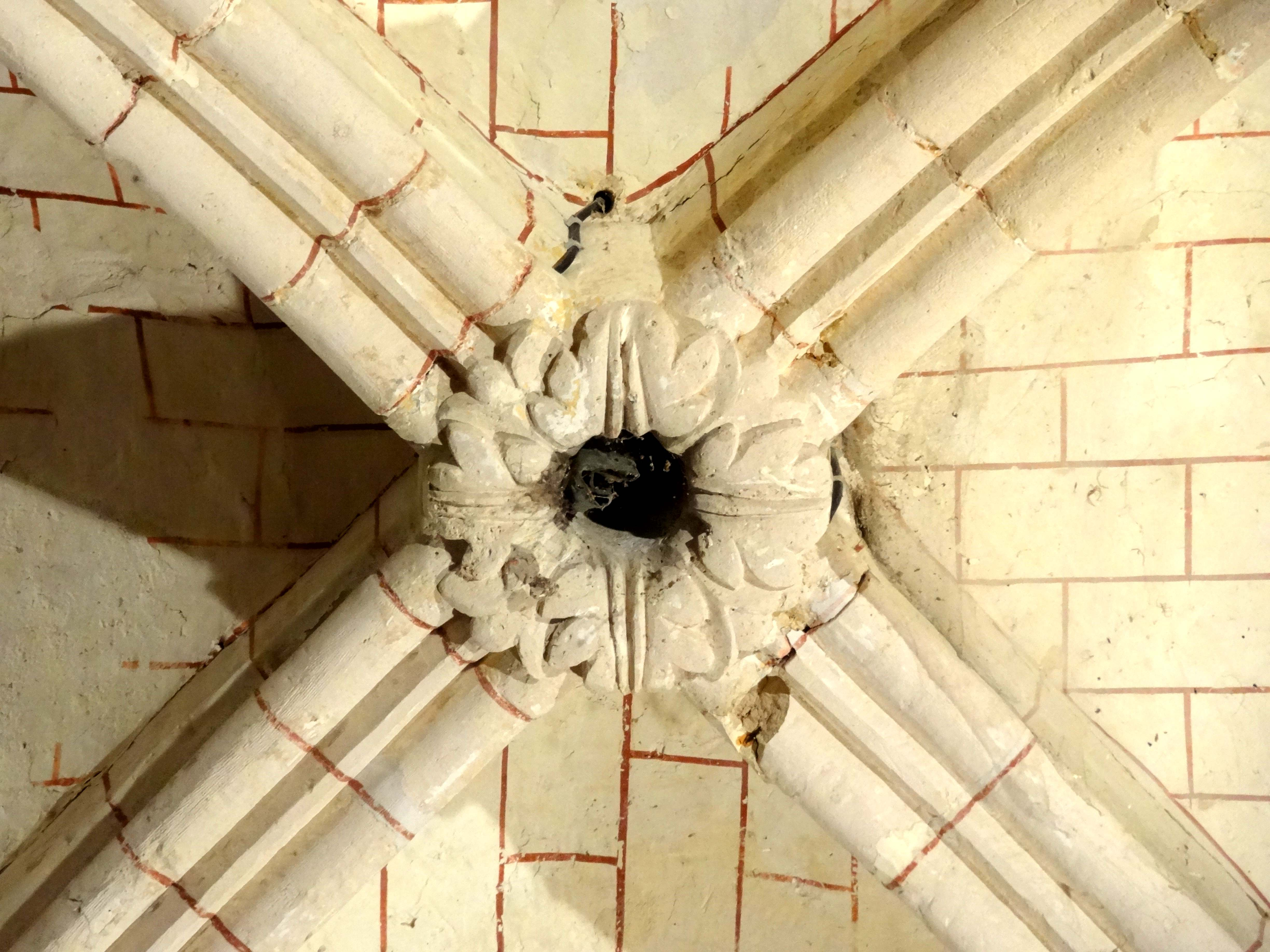
Croisée, clé de voûte.
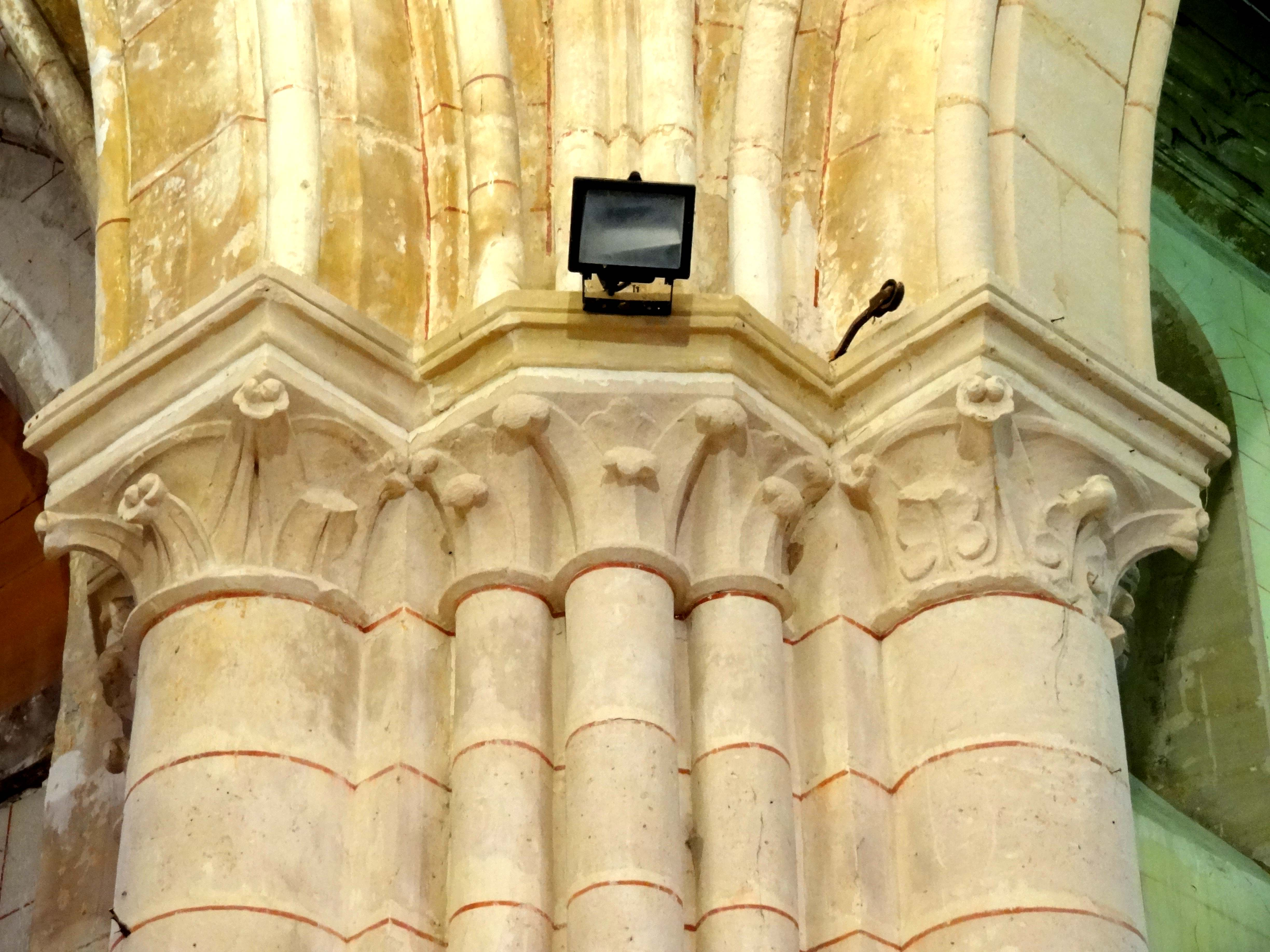
Croisée, chapiteaux dans l'angle sud-ouest.
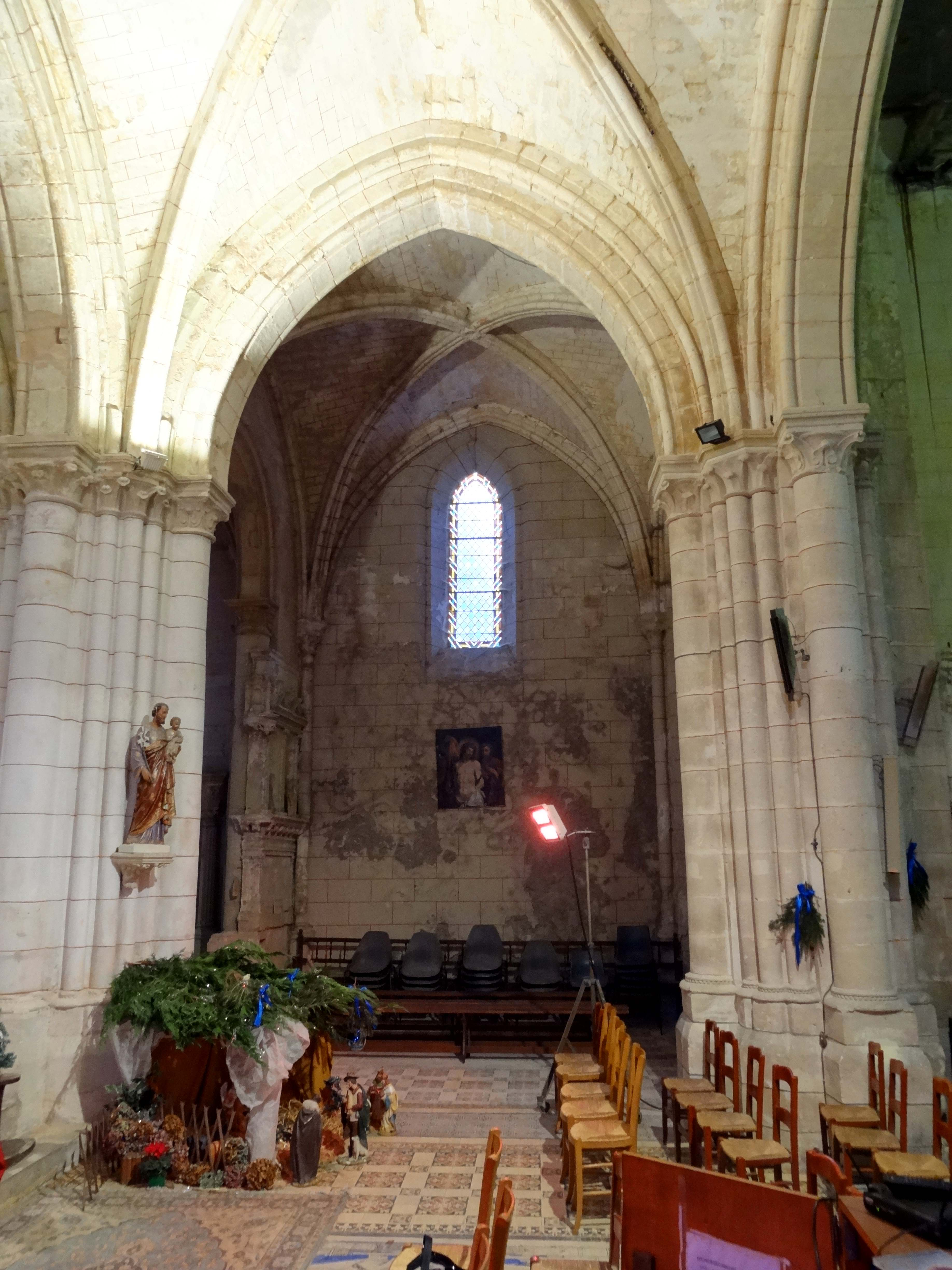
Croisée, vue vers le sud.
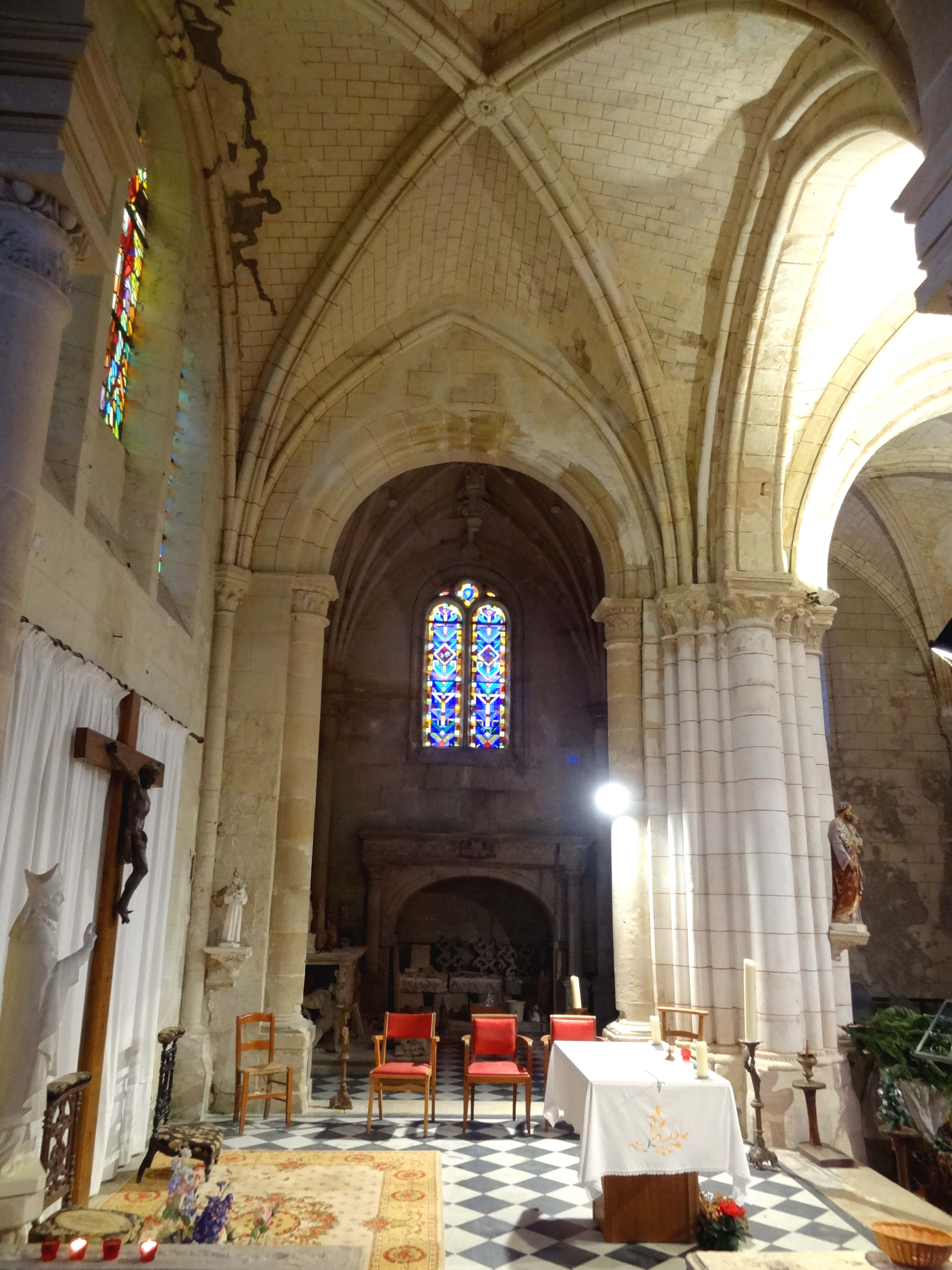
Chœur, vue vers le sud.
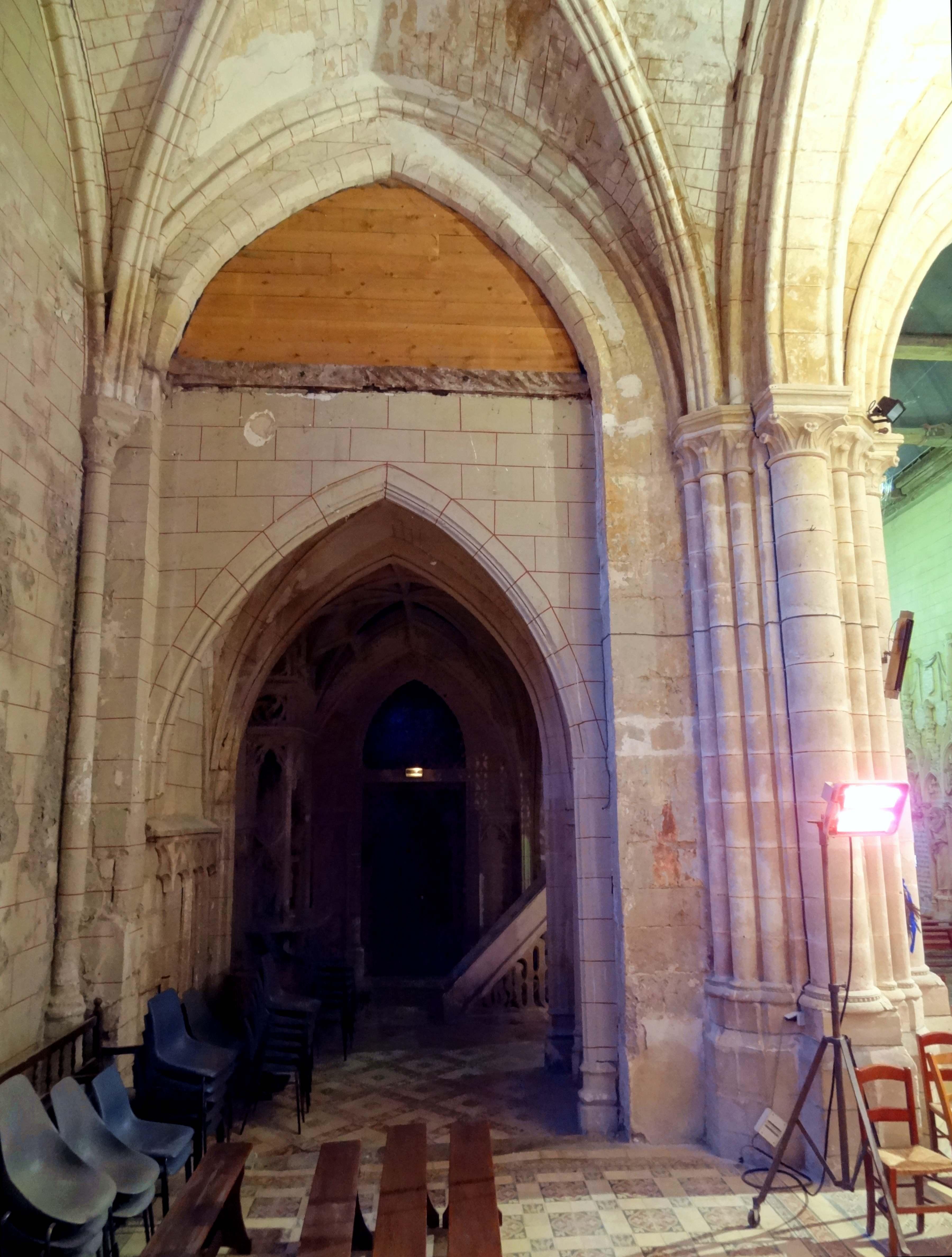
Croisillon sud, vue vers l'ouest.
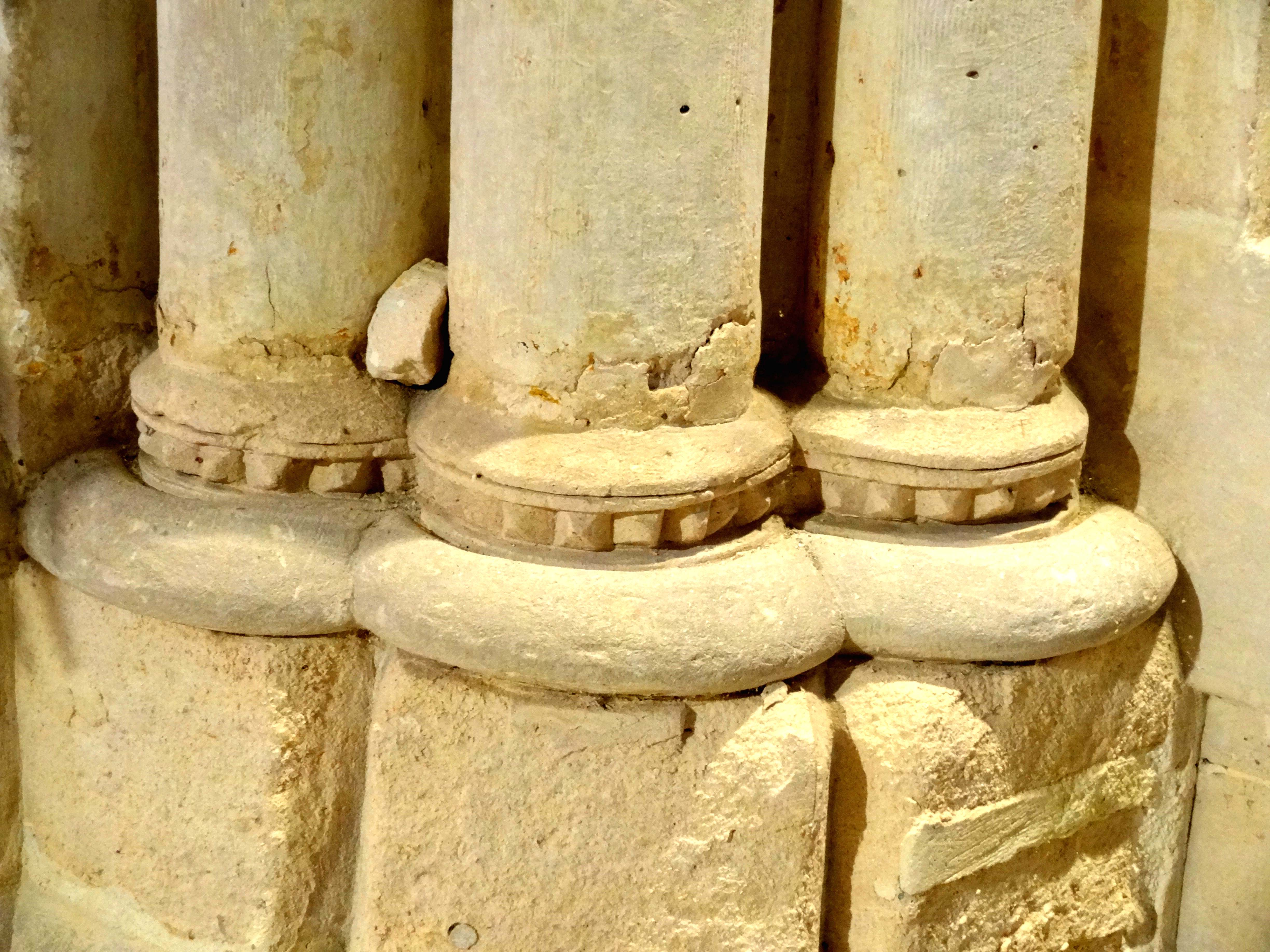
Bases des faisceaux de trois colonnettes.

#### Chapelles latérales

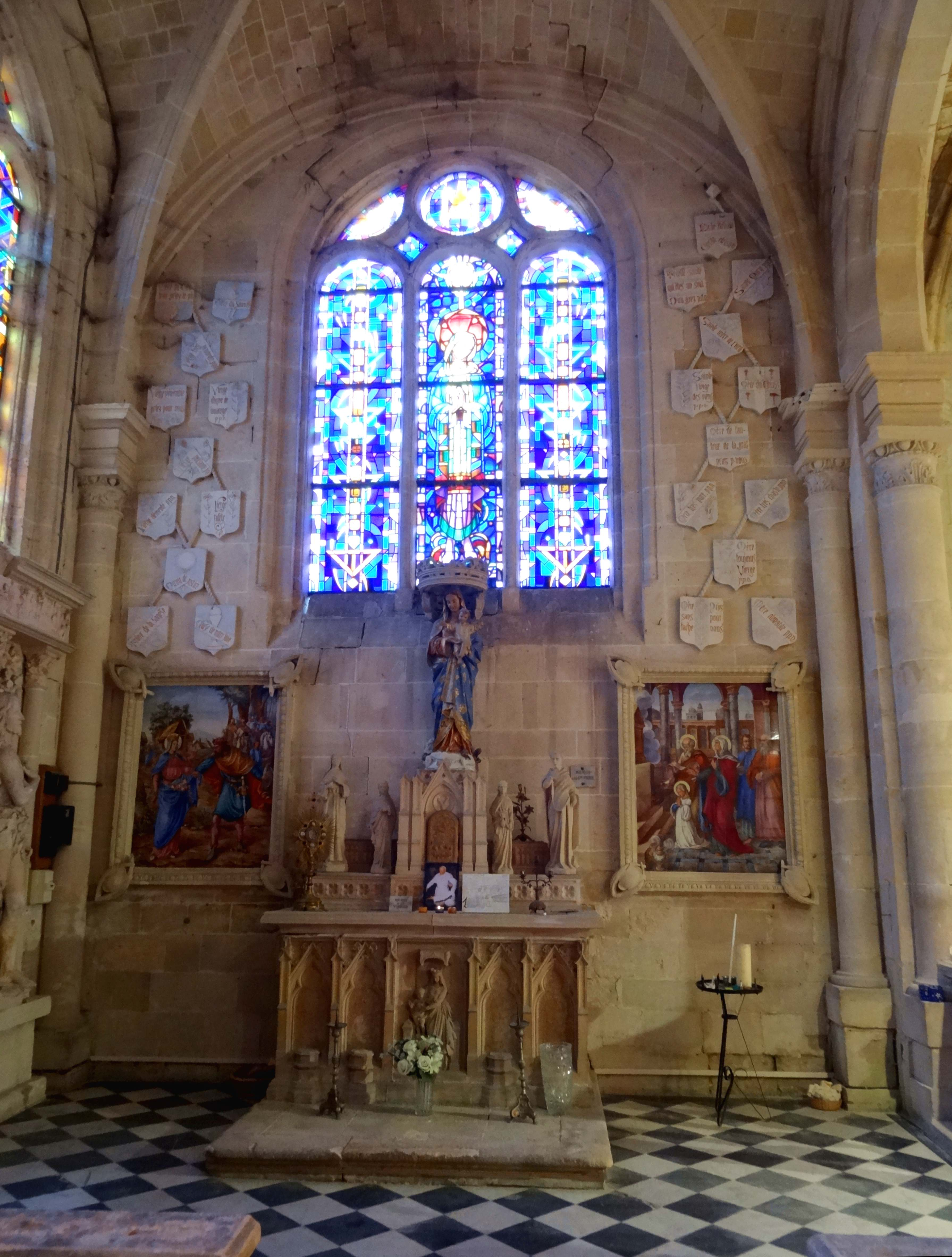
Chapelle nord, chevet.

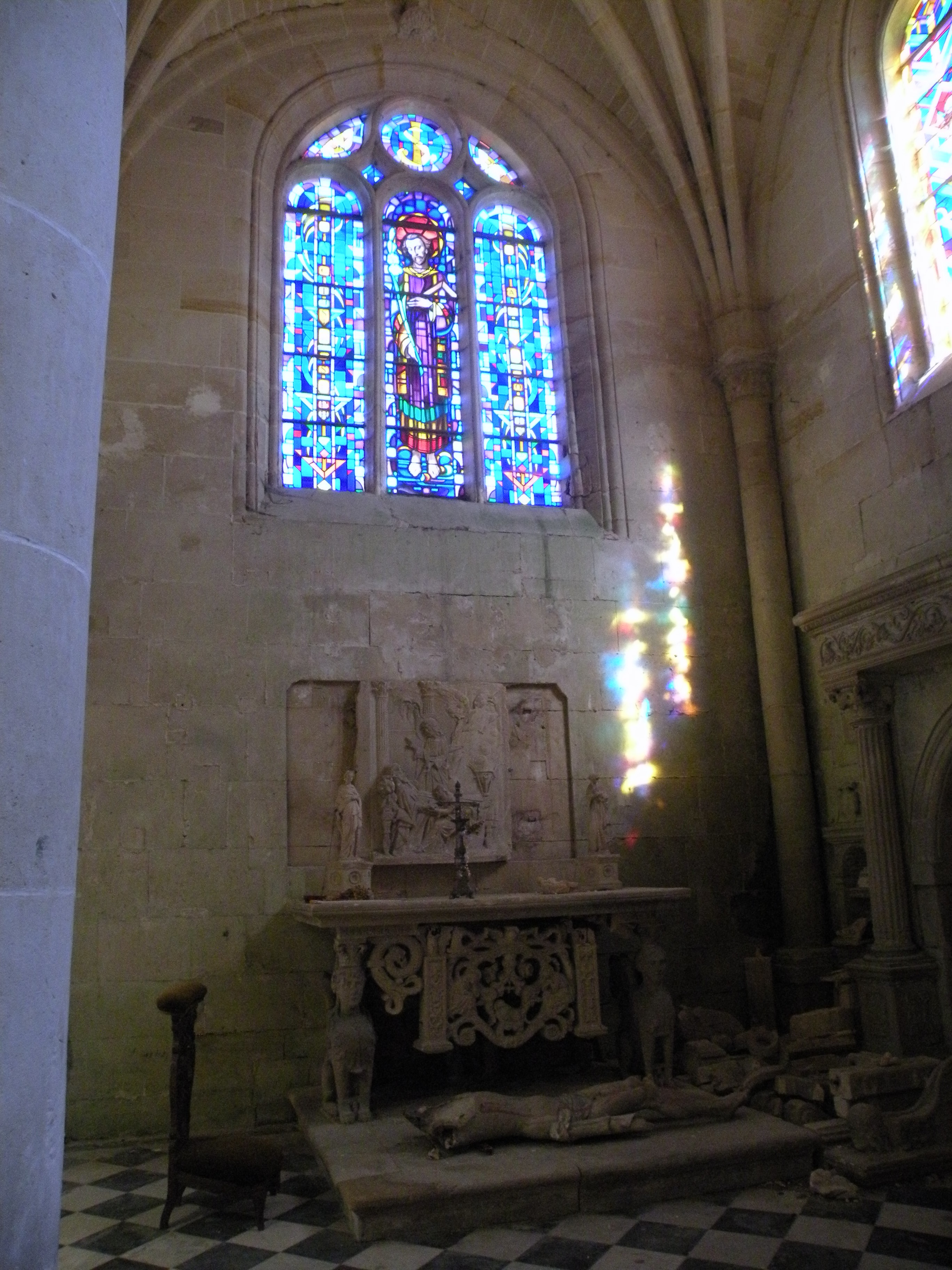
Chapelle sud, chevet.

La chapelle latérale nord est dédiée à la Vierge Marie, et celle du sud, à saint Joseph. Il s'agit de l'ancienne chapelle seigneuriale, comme en témoigne l'enfeu du côté sud. D'après Catherine Rigollet, il abrite la sépulture de Louis Hubert Plecard Armand de Chastenay, marquis de Sandricourt (1748-1815), et de Geneviève Louis de Banne d'Avéjean (1780-1833), son épouse. Elle ajoute que « de cette époque Renaissance date aussi le portail ». Or, sauf erreur sur l'identité des défunts (en 1887, l'abbé Marsaux mentionne seulement « les restes du tombeau de Louis de Hédouville, où l'on voit les armoiries de ce seigneur et des pleureurs vêtus de cagoules et porteurs de torches funèbres »), il s'agit de l'époque néo-classique. Mais les deux colonnettes cannelées aux chapiteaux fantaisistes qui encadrent la niche, et l'entablement sculptée d'une Sainte-Face et de grotesques, ne reflètent en rien le style néo-classique. Étant donné la date de décès du marquis, il faut conclure à une réalisation néo-Renaissance précoce des années 1820 / 1830. Lors de la construction des chapelles deux siècles et demi plus tôt, l'on n'a pas entièrement supprimé les murs latéraux du chœur et les murs orientaux des croisillons, sans doute pour ne pas porter atteinte à la solidité du complexe du XIIIe siècle. Les arcades atteignent les piles du clocher, mais pas le chevet et les murs d'extrémité des croisillons. Elles sont plus larges dans le chœur que dans les croisillons. Conformément aux préceptes de l'architecture Renaissance, elles sont en plein cintre, et leur intrados est méplat. L'extrados est seulement mouluré d'un quart-de-rond, d'un listel et d'une plate-bande dans la chapelle latérale nord, mais accuse un profil complexe dans la chapelle latérale nord, où les strates de modénature sont complétées par une doucine et des listels supplémentaires. Si les arcades sont d'une facture plus simple au nord, les supports y sont plus avancés, et s'y composent d'une section d'entablement non sculptée ; d'un chapiteau de section circulaire ; et d'une colonne engagée. Au sud, les sections d'entablement font défaut. Les motifs de la sculpture des chapiteaux sont tirés du vocabulaire ornemental de la Renaissance, mais la forme des chapiteaux ne se rattache à aucun ordre antique.
Au nord, les chapiteaux affichent un rang d'oves et de dards dans l'échine du tailloir ; un rang de perles ; et un rang de feuilles d'acanthe. Au sud, les tailloirs arborent un rang de feuilles de tulipe, et des cordes tressés occupent l'emplacement des perles. On note que les fûts sont quasiment analogues à leurs ancêtres du début du XIIIe siècle, ce qui n'est peut-être pas fortuit, car l'architecte évite ainsi une rupture de style trop abrupte. Ils ont en plus des bases à griffes, mais cette fois-ci sans scoties. Avec la colonne qui supporte les nervures de la voûte, l'on obtient même un faisceau de trois colonnes dans l'angle nord-ouest du croisillon sud, ce qui n'est pas sans rappeler l'architecture gothique. À l'emplacement analogue du croisillon nord (angle sud-ouest), on trouve un faisceau de trois colonnettes néo-gothiques. Sinon, les voûtes retombent sur une seule colonne par angle. Au droit du chevet, elles forment des groupes de deux colonnes avec les supports des arcades. Les ogives, de section rectangulaire, se présentent par un coin émoussé, et sont flanquées de deux ressauts. Dans la chapelle du sud, elles sont complétées par des liernes et tiercerons, comme déjà avant 1280 à la croisée du transept de Chambly. Dans les deux chapelles, les clés de voûte sont remarquables. Au nord, les lettres M et A enlacées pour Marie sont entourées d'un rang d'oves et de cuirs découpés, et des têtes de chérubins flanquées d'ailes déployées se profilent dans les angles des voûtains. Au sud, les cinq clés sont pendantes, et ornées de motifs de la Renaissance. La clé centrale et ses voisins de l'est et de l'ouest se terminent par un court fût gravé de cannelures, et arborent en bas un bourgeon. Les deux autres sont moins proéminentes, et affichent un écusson entouré d'une guirlande et de cuirs découpés. L'éclairage, plus généreux que dans les parties gothiques, est assuré par des baies en plein cintre, qui sont à trois formes en plein cintre surmontées de deux losanges et d'un oculus entre deux mouchettes au chevet, et à deux formes en plein cintre surmontées d'un petit oculus au nord et au sud. L'ébrasement des baies est entouré d'un tore, et les meneaux accusent un profil chanfreiné.

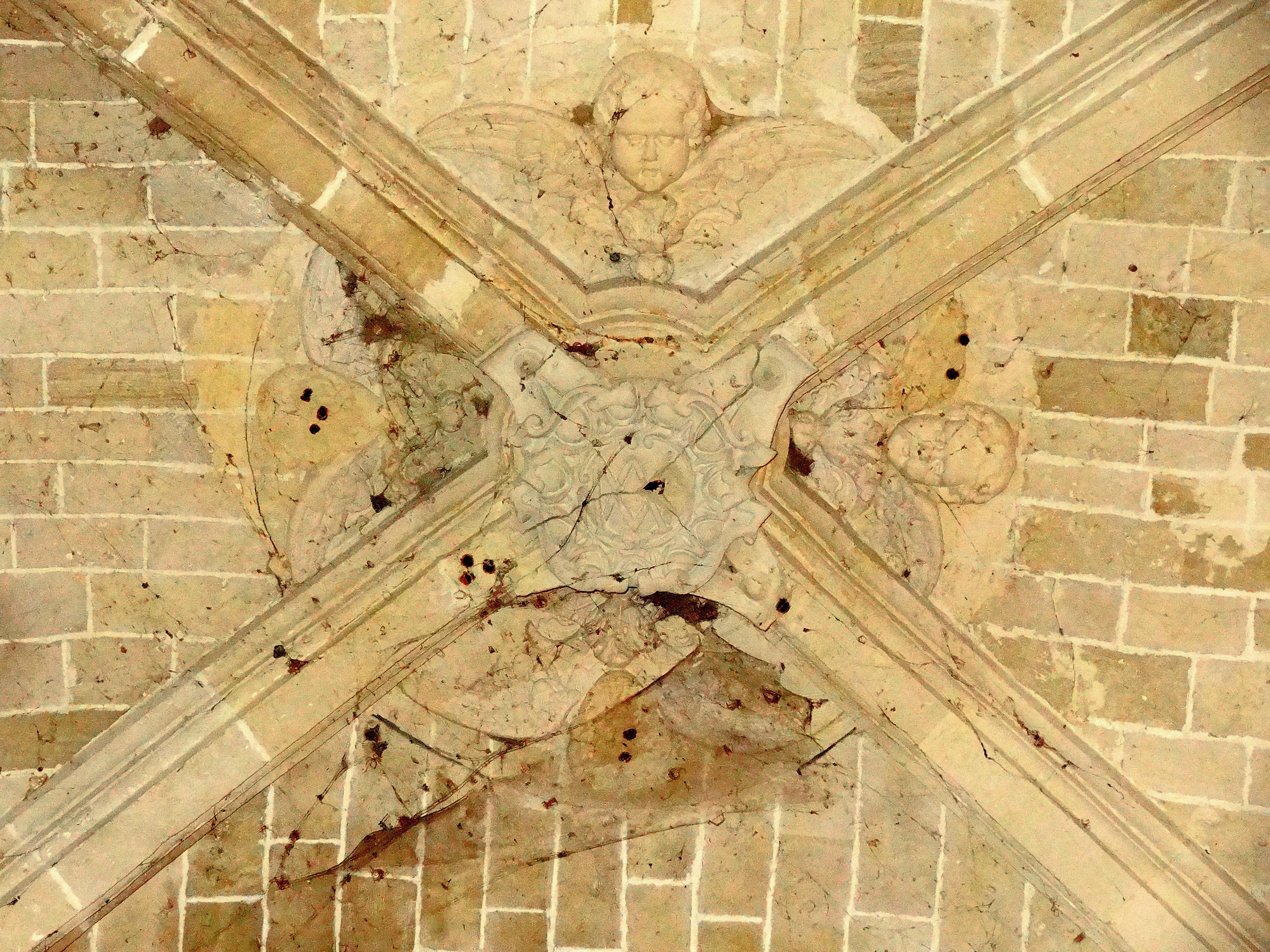
Chapelle nord, clé de voûte.
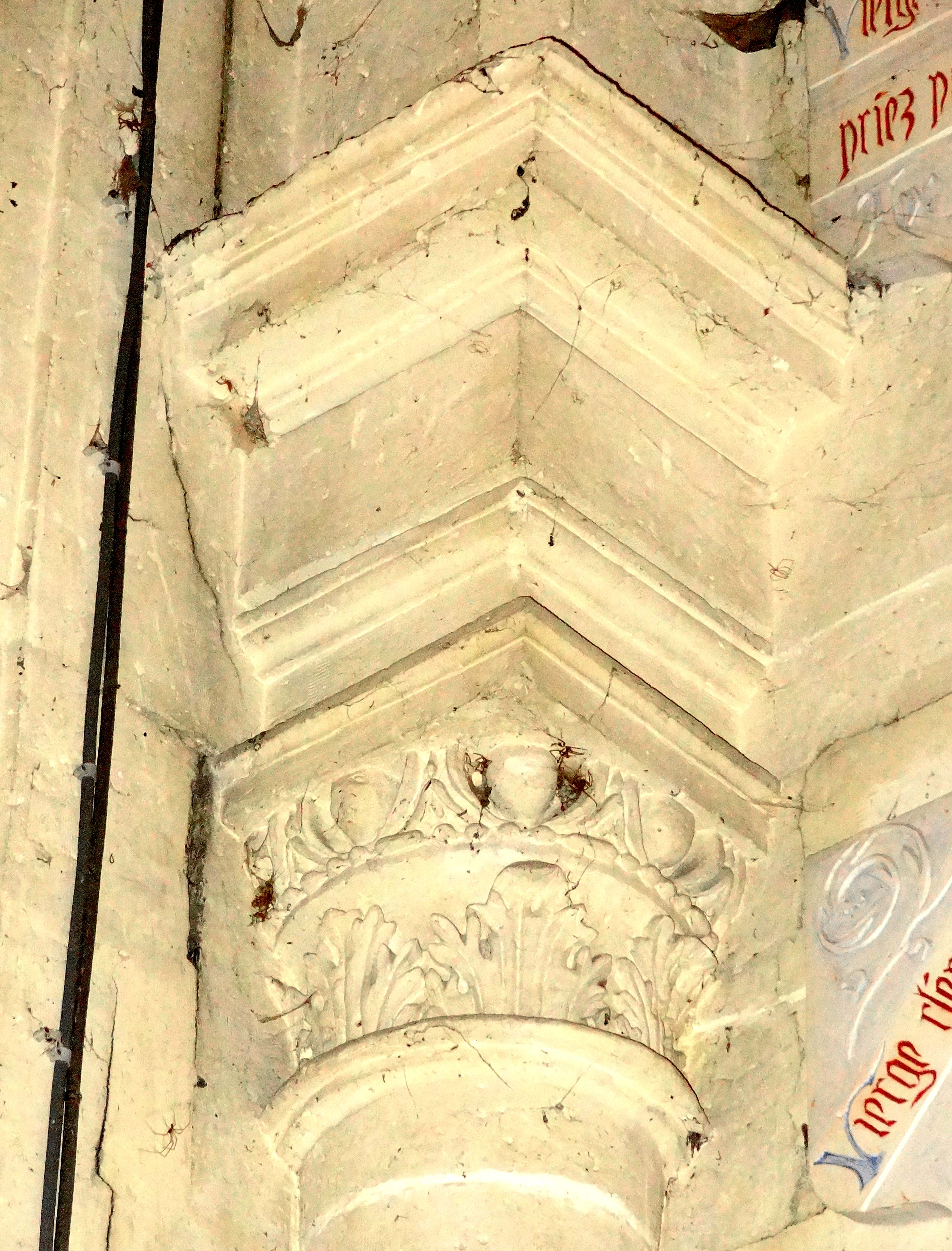
Chapelle nord, chapiteau dans l'angle nord-est.
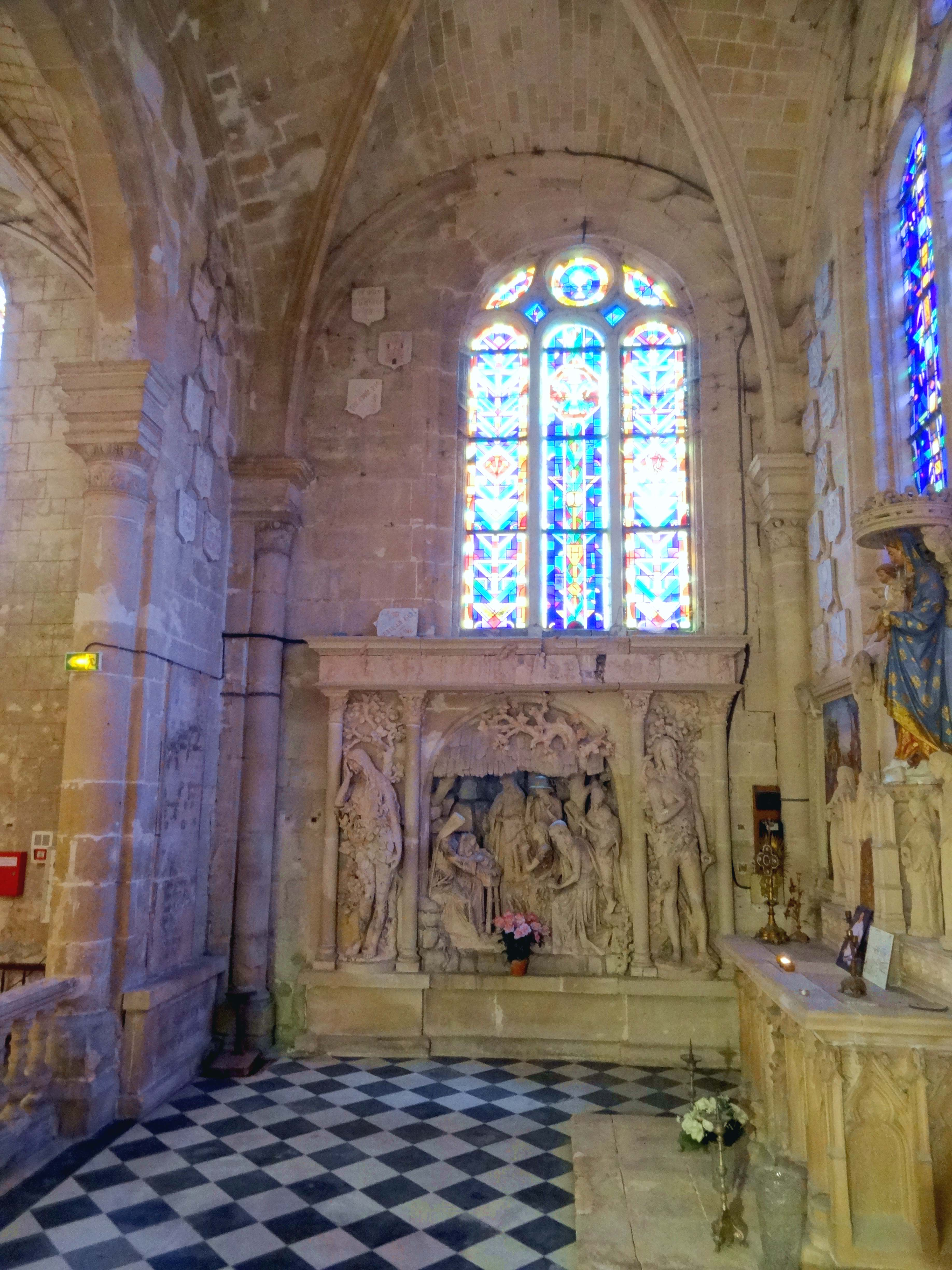
Chapelle nord, vue vers le nord.
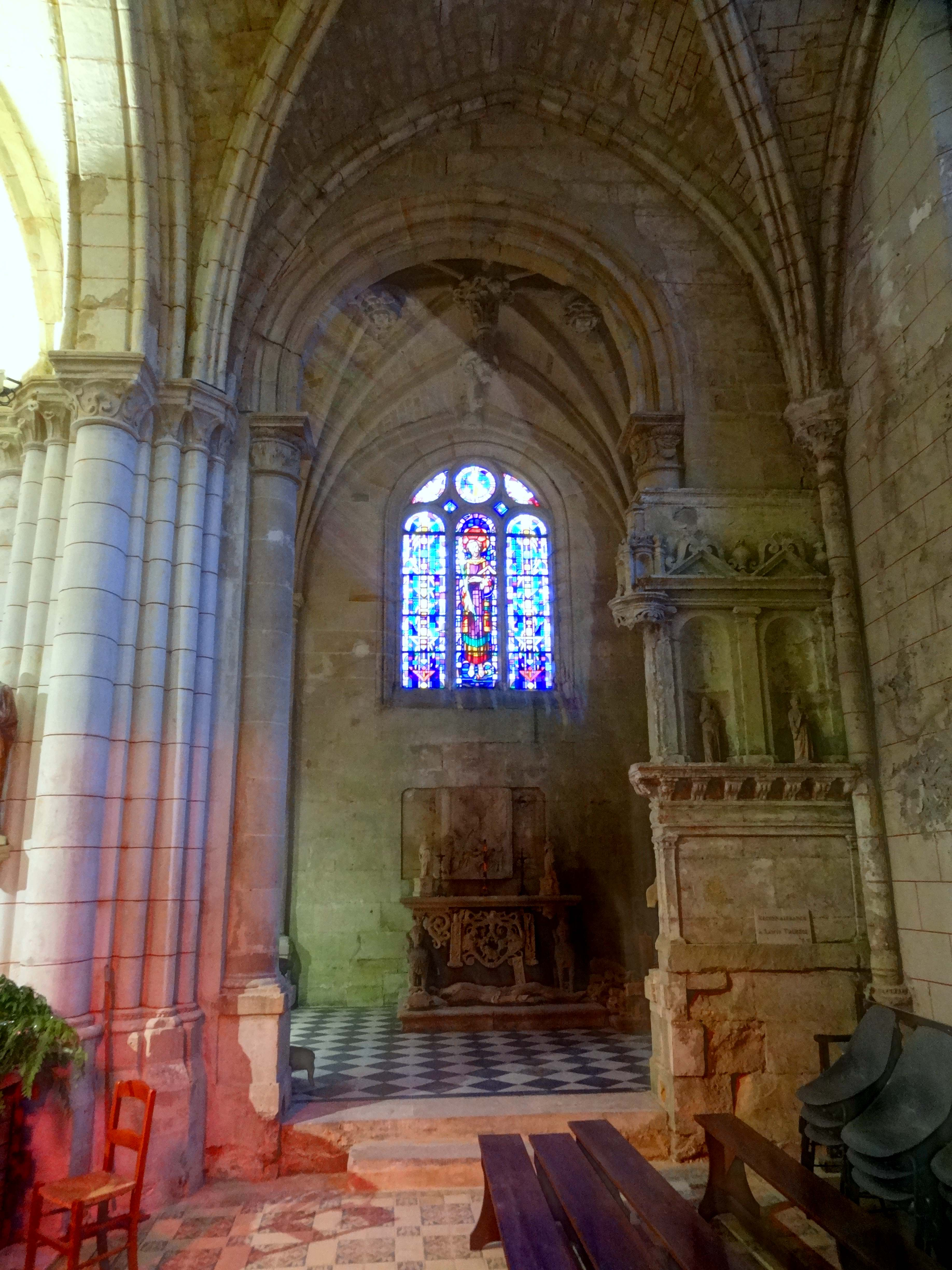
Croisillon sud, vue dans la chapelle.
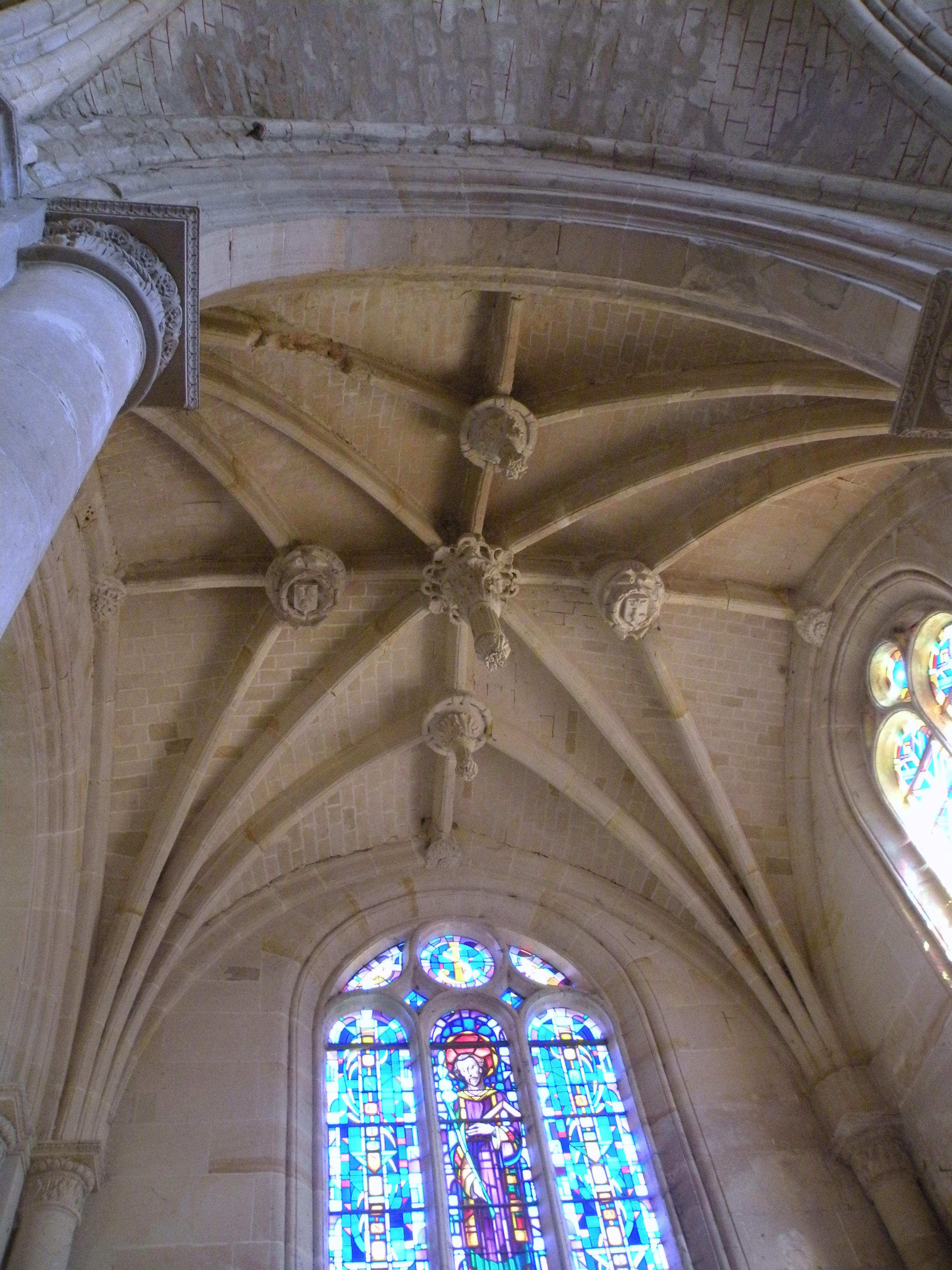
Chapelle sud, voûte à liernes et tiercerons.
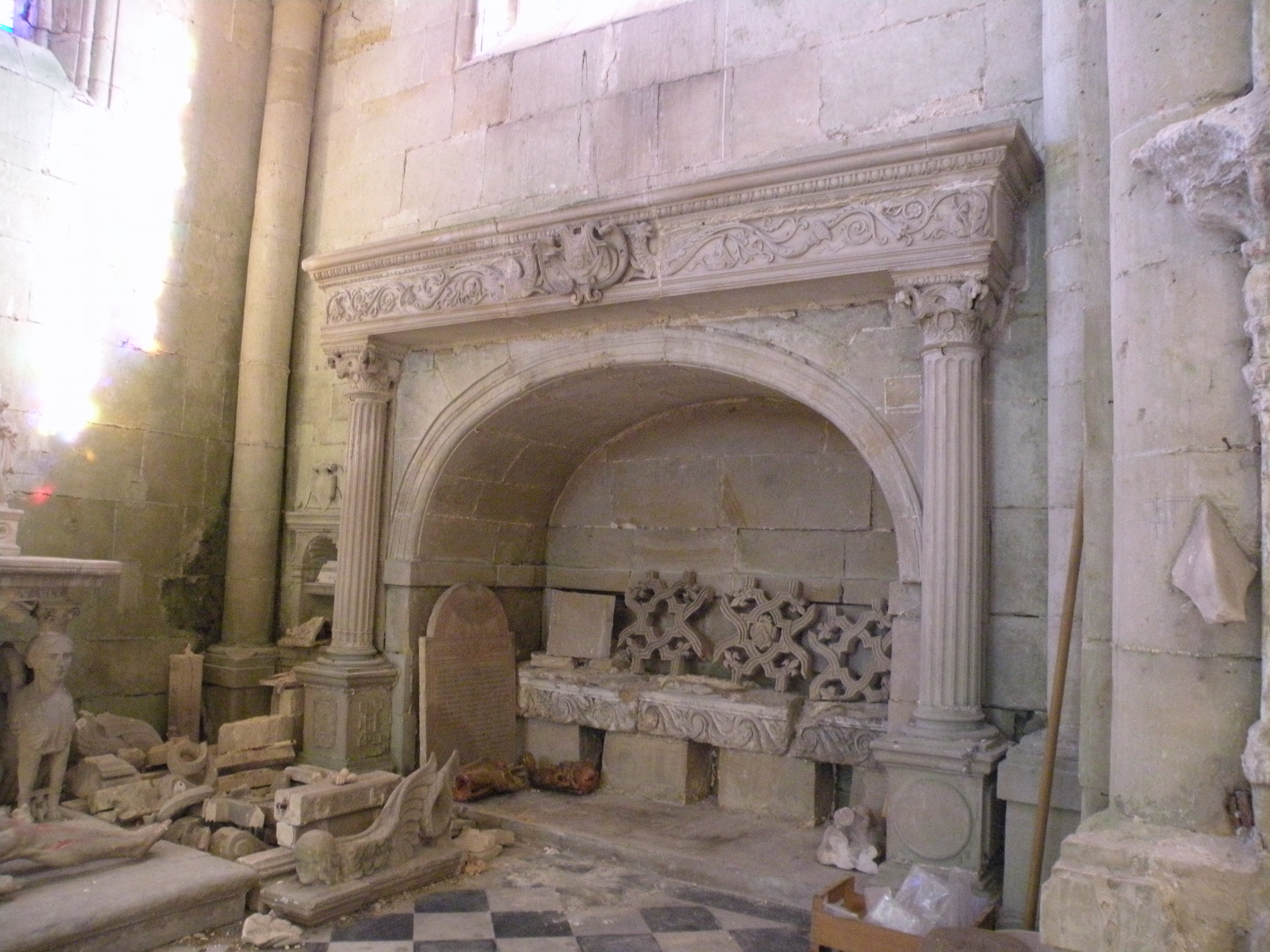
Chapelle sud, enfeu néo-Renaissance.

### Extérieur

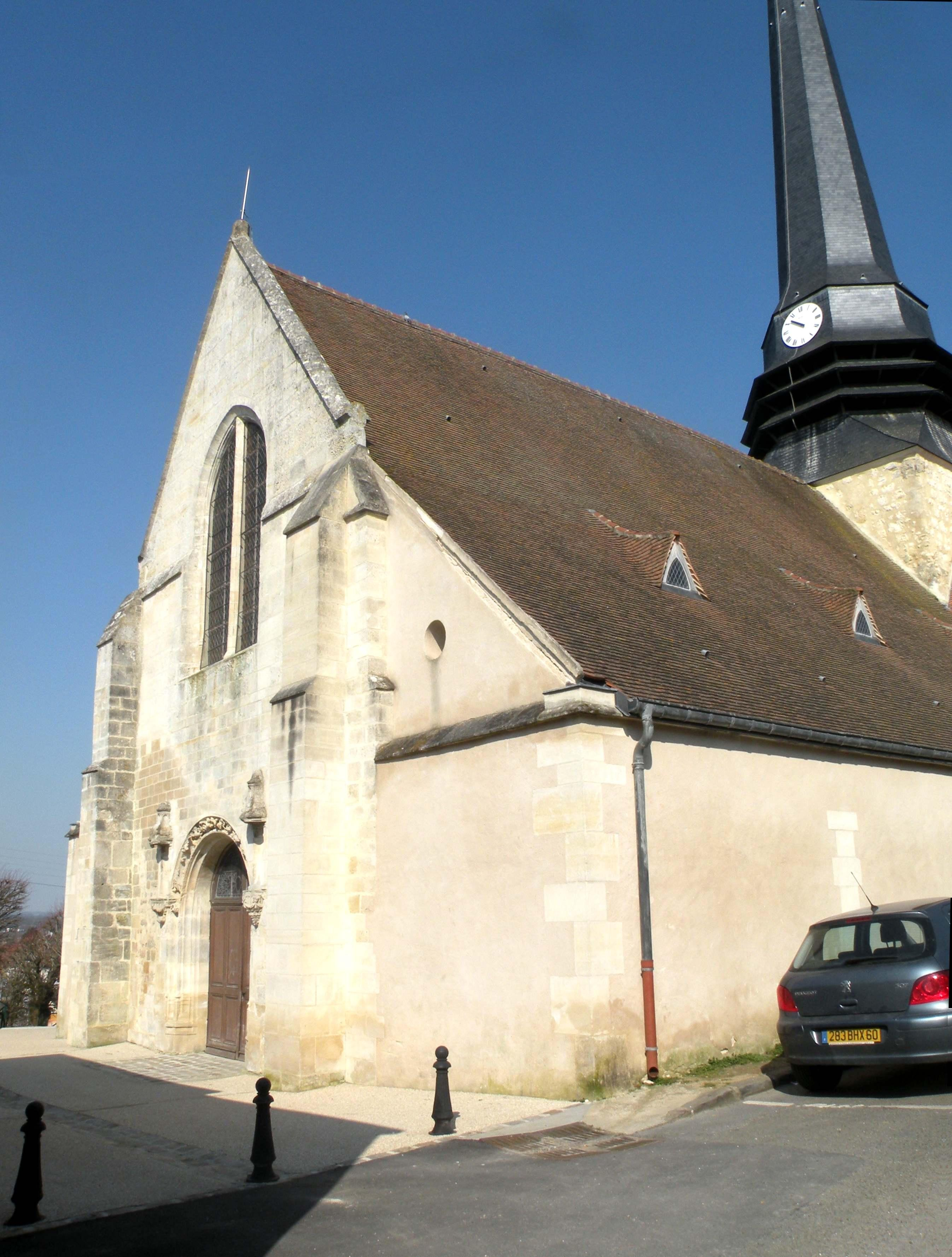
Façade occidentale, vue depuis le sud-ouest.

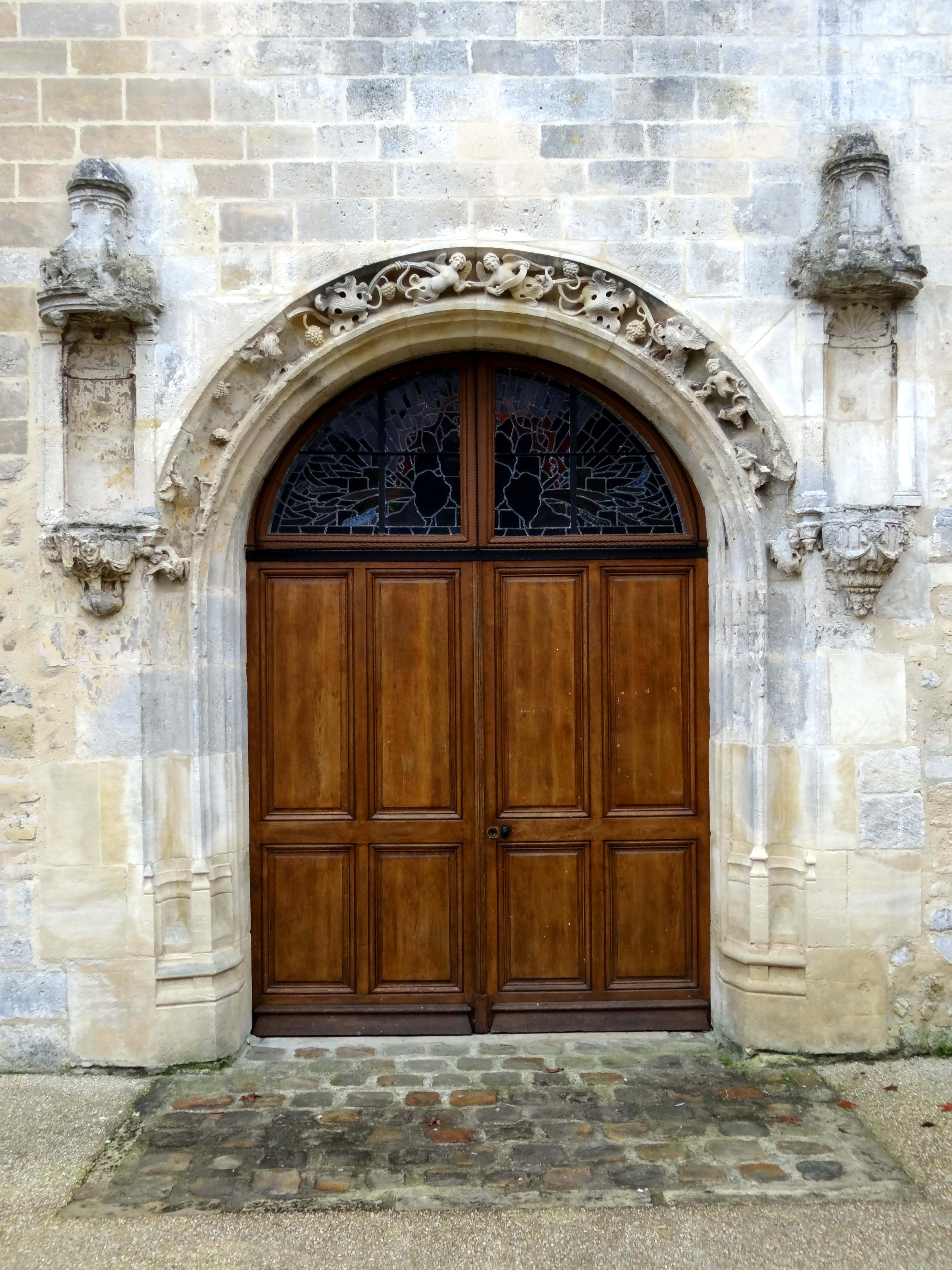
Portail occidental.

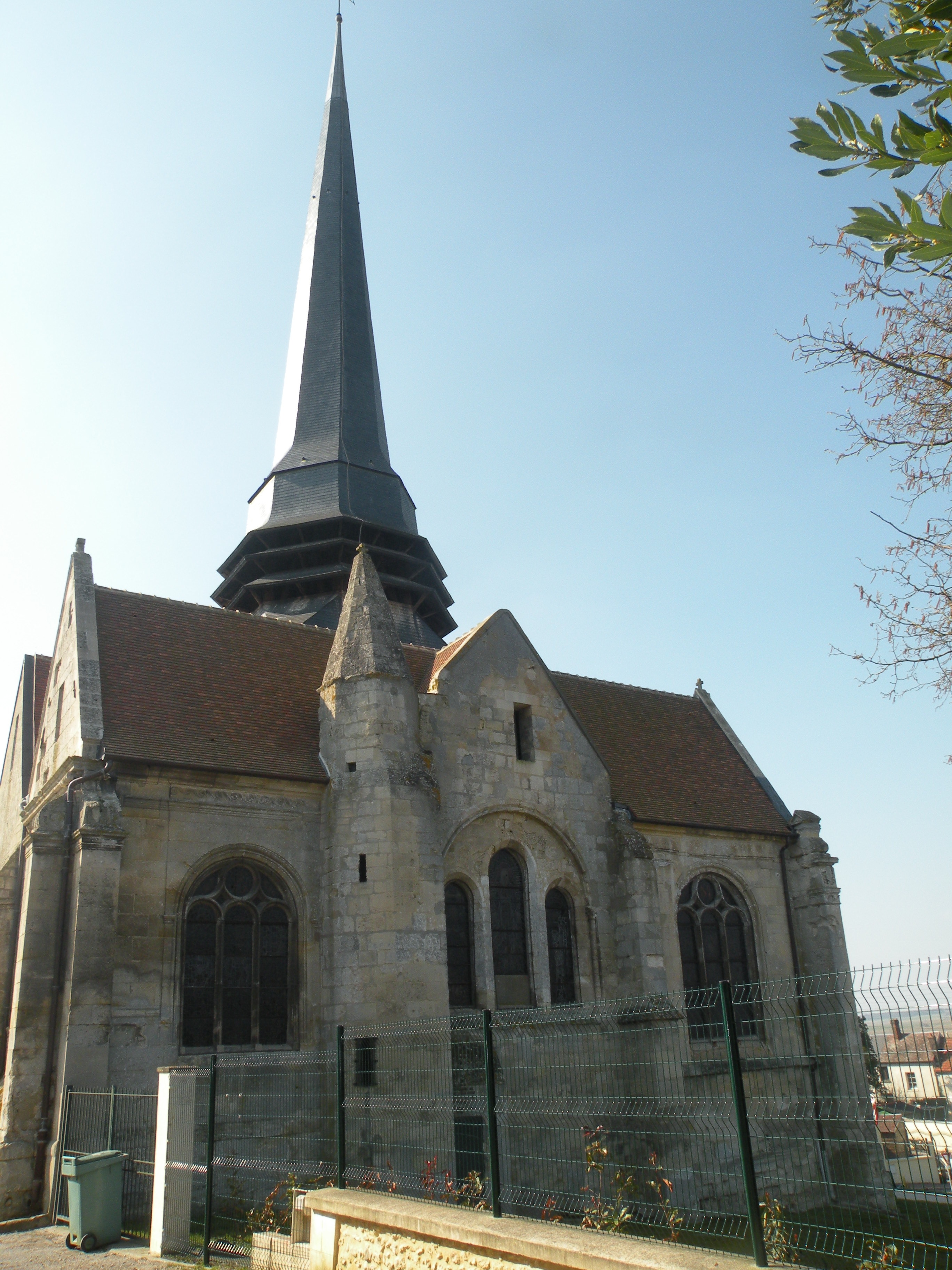
Chevet, vue générale.

La façade occidentale de la nef est épaulée par deux contreforts à chacun de ses deux angles. Ceux de droite ont été entièrement refaits lors d'une restauration. Mais ils sont analogues à leurs modèles de la seconde moitié du XIIe siècle, ajoutés après coup, que l'on voit à gauche. Moyennement saillants, ils se retraitent par un larmier à mi-hauteur, et s'amortissent par un glacis formant larmier. Au niveau de ces glacis, l'ensemble du mur est scandé par un larmier. Pratiquement toute la façade est bâtie en pierres de moyen appareil très régulières, sauf les étroits pans de mur compris entre les contreforts et les piédroits du portail. Ici, les murs sont constitués de moellons irréguliers, parsemés de quelques moellons cubiques, noyés dans un mortier. Le portail, qui est surmontée d'une vaste baie flamboyante subdivisé seulement par un meneau vertical, constitue l'unique élément digne d'intérêt, avec les deux niches à statues qui le flanquent. Déjà en plein cintre, le portail est entouré d'une gorge et d'une fine moulure concave, comme généralement les baies flamboyantes, ainsi que d'une large voussure délimitée par des filets saillants. Cette voussure contient une frise de pampres entièrement découpés à jour, d'une qualité d'exécution tout à fait remarquable. Cependant, seulement deux feuilles de vigne, deux grappes de raisin, un personnage et une chimère (au niveau de l'imposte de droite) ont traversé les siècles indemnes. Les autres éléments sont cassés, ou manquent même pour la plupart en ce qui concerne la section de gauche. Ainsi, le tiers supérieur de la frise a été resculptée lors d'une restauration. Les bustes de deux anges, dont l'un présente un phylactère, y émergent des feuillages. Lors du passage de Félix Martin-Sabon avant 1896, une sorte de console à l'appui d'une fenêtre ajoutée après coup se trouvait à cet emplacement. Le porche Renaissance tombait en ruines, mais son beau plafond à caissons restait à peu près intact.
La voussure de l'archivolte se continue sur les piédroits, mais elle n'est pas sculptée à ce niveau. Les filets se terminent par des bases. Toute cette sculpture est proprement flamboyante, et seulement l'arc en plein cintre et les deux niches latérales indiquent la Renaissance. Les niches sont cantonnées de deux pilastres en miniature, et arborent des coquilles Saint-Jacques dans leurs demi-voûtes. Les statues, aujourd'hui disparues, reposaient sur des consoles sculptées d'une tête entre deux séries de godrons de face, et de tentures sur le dessous. Les consoles sont elles-mêmes soutenues par des volutes. Les statues étaient abritées sous des dais architecturés en hémicycle, qui sont aujourd'hui très abîmés. Ils se composent, du bas vers le haut, d'un entablement devant lequel se profilent deux petites têtes saillantes ; d'une balustrade à jour intégrant deux pots-à-feu ; et d'un petit temple consolidé par des contreforts en forme de volutes et coiffé d'un dôme. Si l'on ne veut pas considérer les rares moellons cubiques comme pastoureaux d'origine gallo-romaine, aucun élément d'architecture romane n'est visible à l'extérieur. Les murs des bas-côtés sont enduits depuis 2005, hormis l'unique contrefort surmonté d'un gâble orné de motifs flamboyants, du côté nord, et les chaînages verticaux à intervalles plus ou moins réguliers, qui indiquent l'époque moderne. Ils n'étaient percés de fenêtres que du côté ouest, mais toute trace de ces baies a été effacée à l'extérieur lors de la restauration de 2005, qui a également fait disparaître les fenêtres romanes de la nef dans les combles. Ne restent que les petits oculi dans les demi-pignons. Pourtant, l'absence de baies latérales dans les murs gouttereaux très bas des collatéraux et l'existence ancienne de balustrades flamboyantes sur les couronnes des murs gouttereaux donne à penser que l'église d'Amblainville n'avait pas reçu une toiture commune à la nef et aux bas-côtés au début du XVIe siècle, contrairement à la règle générale à l'époque. La balustrade subsiste encore sur l'annexe du bas-côté nord, qui abrite à l'intérieur la grotte de Lourdes.
Les deux croisillons du transept sont d'une grande austérité. Appareillés en pierre de taille, ils sont flanqués de contreforts caractéristiques du XIIIe siècle à l'ouest, au nord et au sud. Ces contreforts sont plus minces que leurs ancêtres de la façade occidentale, et le larmier à mi-hauteur concerne ici les trois faces. Des larmiers de ce type n'apparaissent guère avant les années 1220, ce qui souligne la lenteur du chantier, puisque les bases des colonnes engagées à l'intérieur sont encore à griffes comme au XIIe siècle. Les lancettes sont entourées d'un double ressaut chanfreiné comme seul décor. Les pignons sont ajourés d'une étroite ouverture rectangulaire pour l'aération des combles. Il convient de regarder après les croisillons le chevet du vaisseau central, qui est de la même facture. Cependant, la tourelle d'escalier polygonale, construite en même temps, remplace le contrefort de gauche, et l'arc de décharge du triplet est entouré d'un mince tore, qui retombe sur deux fines colonnettes à chapiteaux. Chacune des trois lancettes du triplet est en outre pourvue d'un ébrasement extérieur. Bien que l'arc de décharge soit en plein cintre, ce triplet ne devrait pas être antérieur aux années 1220 étant donné la proximité du décor extérieur avec la première architecture rayonnante des années 1230. Sur les trois travées du premier quart du XIIIe siècle, l'on note encore les massifs de maçonnerie qui renforcent les murs à plusieurs endroits, tels que des contreforts supplémentaires.
Le glacis sur l'allège de la chapelle latérale sud est en revanche destiné à amortir la saillie de l'enfeu visible à l'intérieur. Les deux chapelles Renaissance se distinguent, avant tout, par leur état de délabrement avancé. Elles aussi sont appareillées en pierre de taille, et les murs se terminent par un entablement à faible relief. La modénature des fenêtres, dont le remplage a déjà été décrit, est analogue à l'intérieur. Comme particularité, qui ne se rencontre pas sur les autres églises de l'époque, les murs de la chapelle du sud font très légèrement saillie au niveau des fenêtres. Ces avant-corps à peine perceptibles forment des pilastres à côté des piédroits des baies, qui se remarquent seulement par la présence de leurs petits chapiteaux. Sur la largeur des avant-corps, les métopes sont sculptées d'une frise de postes ou flots grecques. Cette particularité n'existe pas sur la chapelle latérale nord. Au sud, les contreforts sont couronnés d'une section d'entablement et d'une console inversée revêtue de feuilles d'acanthe. Au nord, l'entablement des contreforts prend davantage d'ampleur. De face, la métope arbore un écusson bûché à la Révolution, et l'architrave est sculptée de feuilles d'acanthe tout autour. Le couronnement des contreforts, très original, semble avoir été ajouté après coup, car il se superpose à l'entablement des murs. Il se compose d'une petite charge cantonnée de deux consoles inversées, et surmontée d'un entablement puis d'un chaperon en bâtière avec un fronton triangulaire de chaque côté.

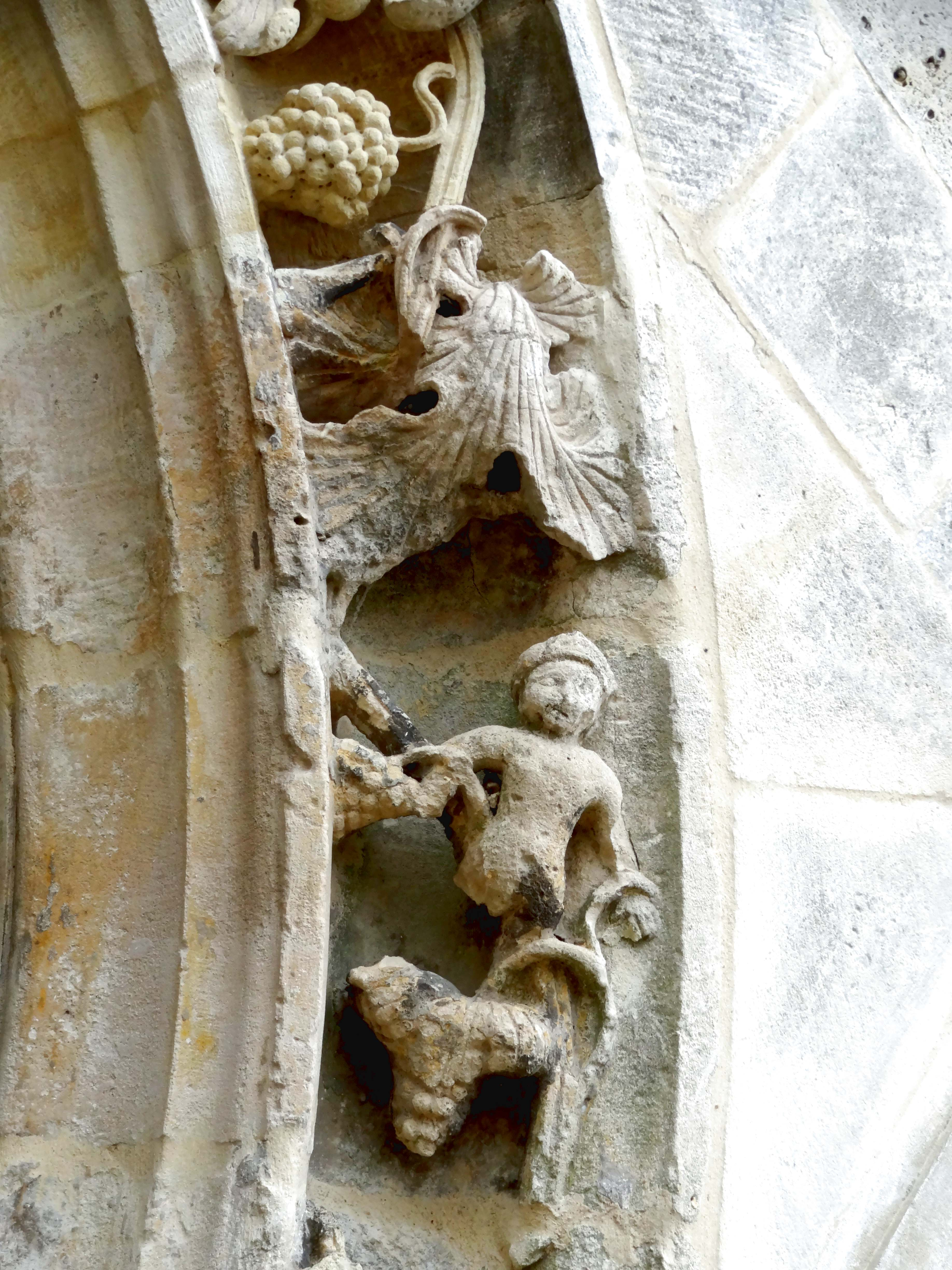
Frise du portail.
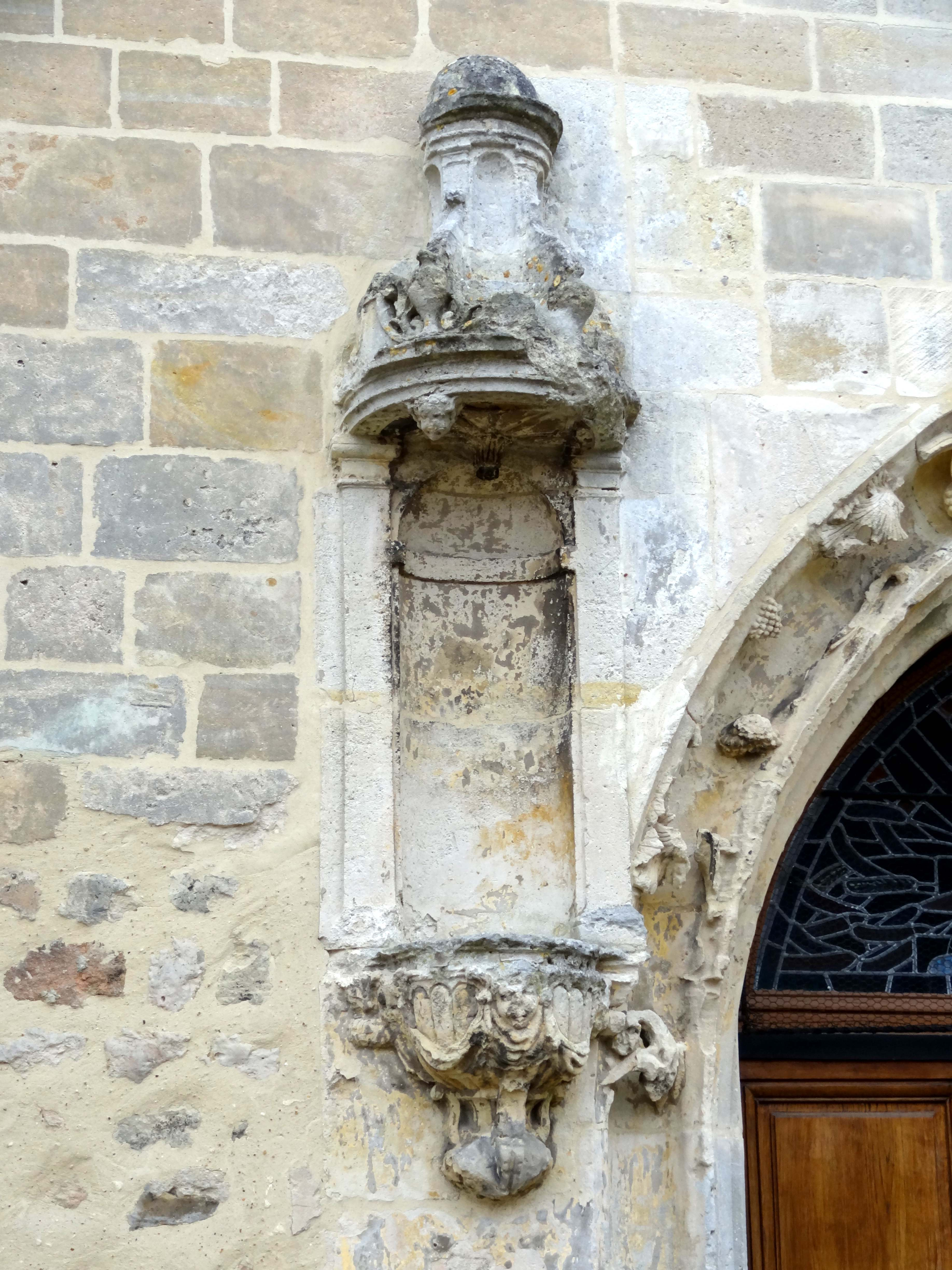
Niche Renaissance.
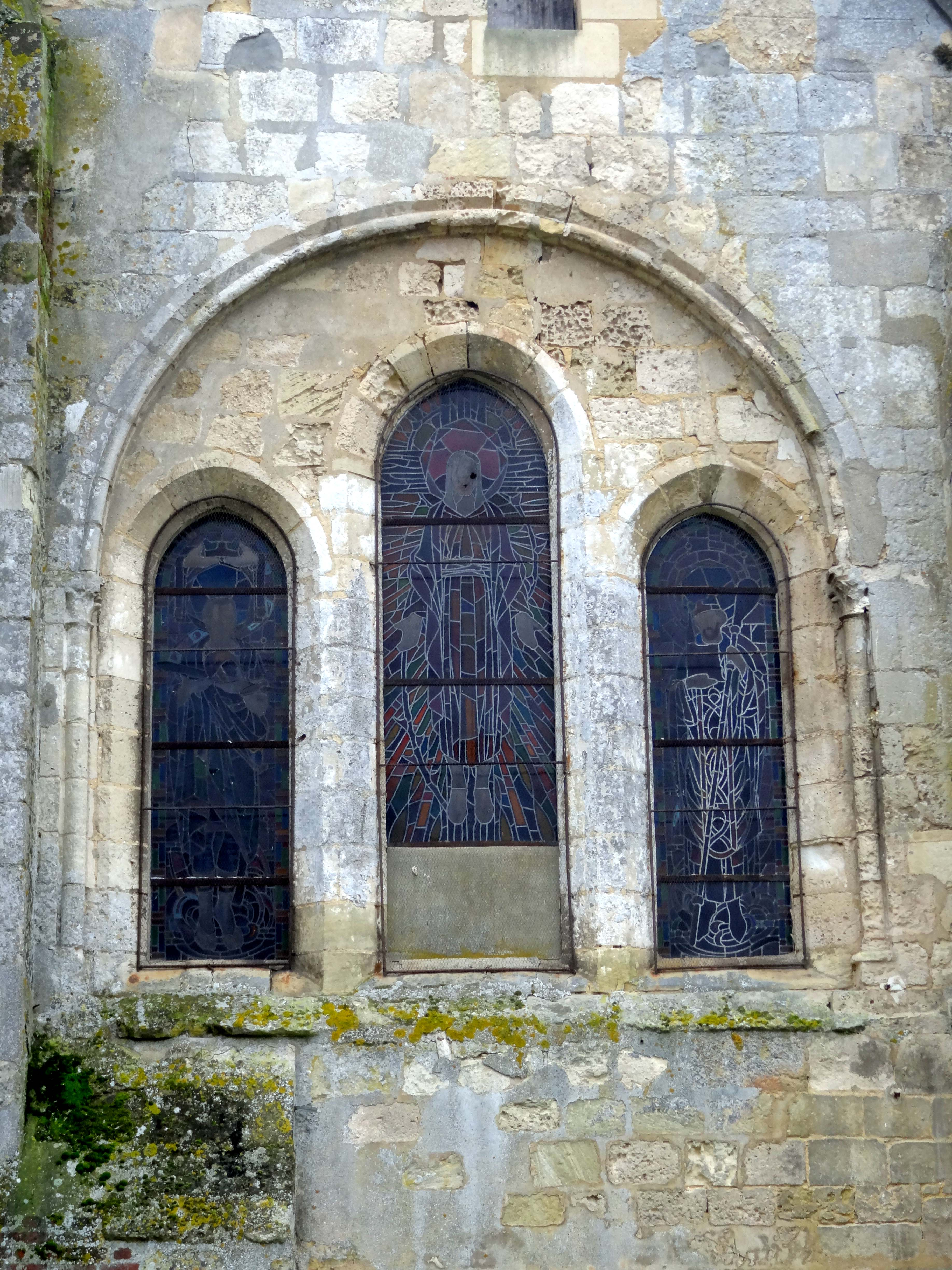
Triplet du chevet.
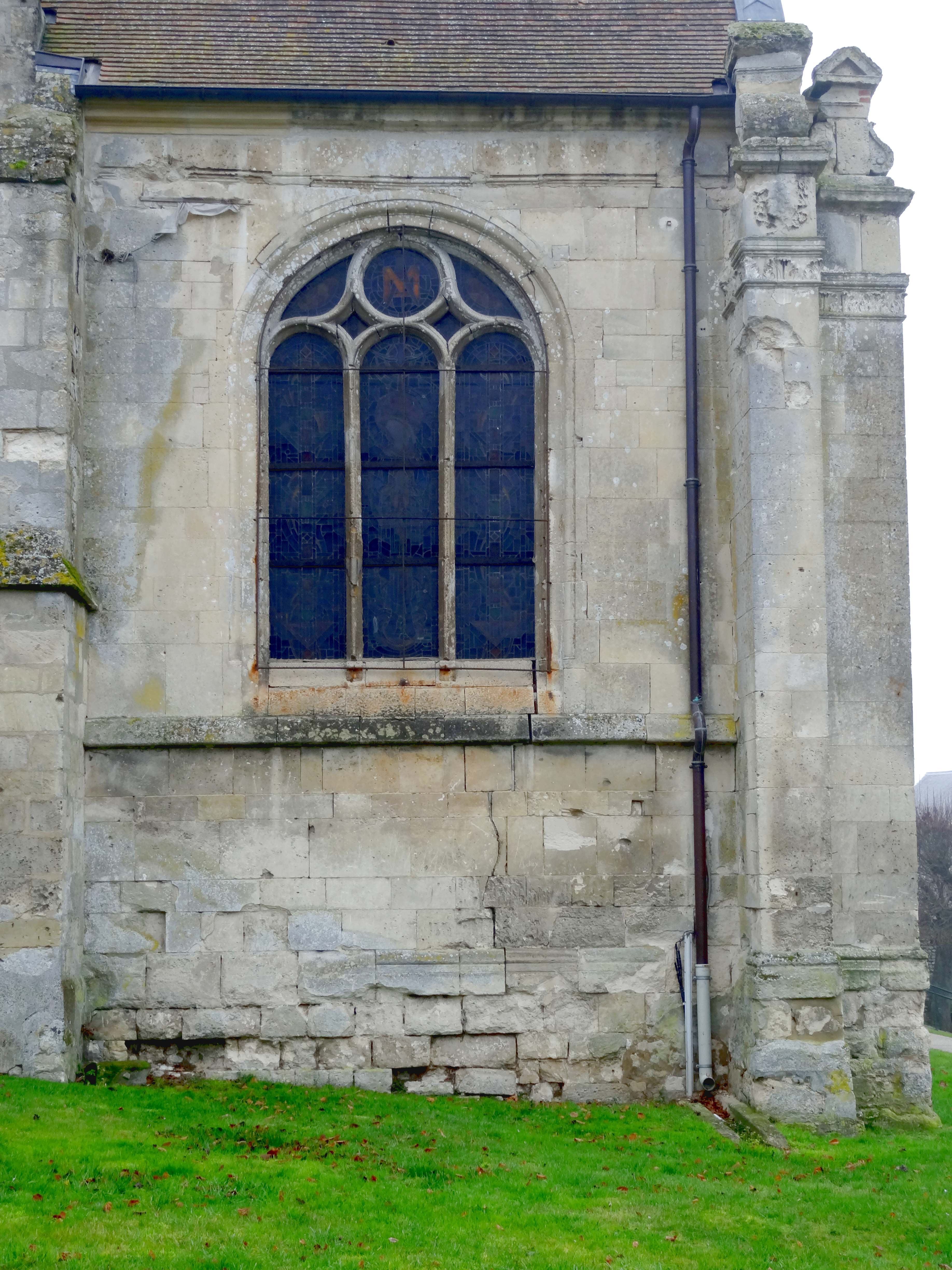
Chapelle sud, chevet.
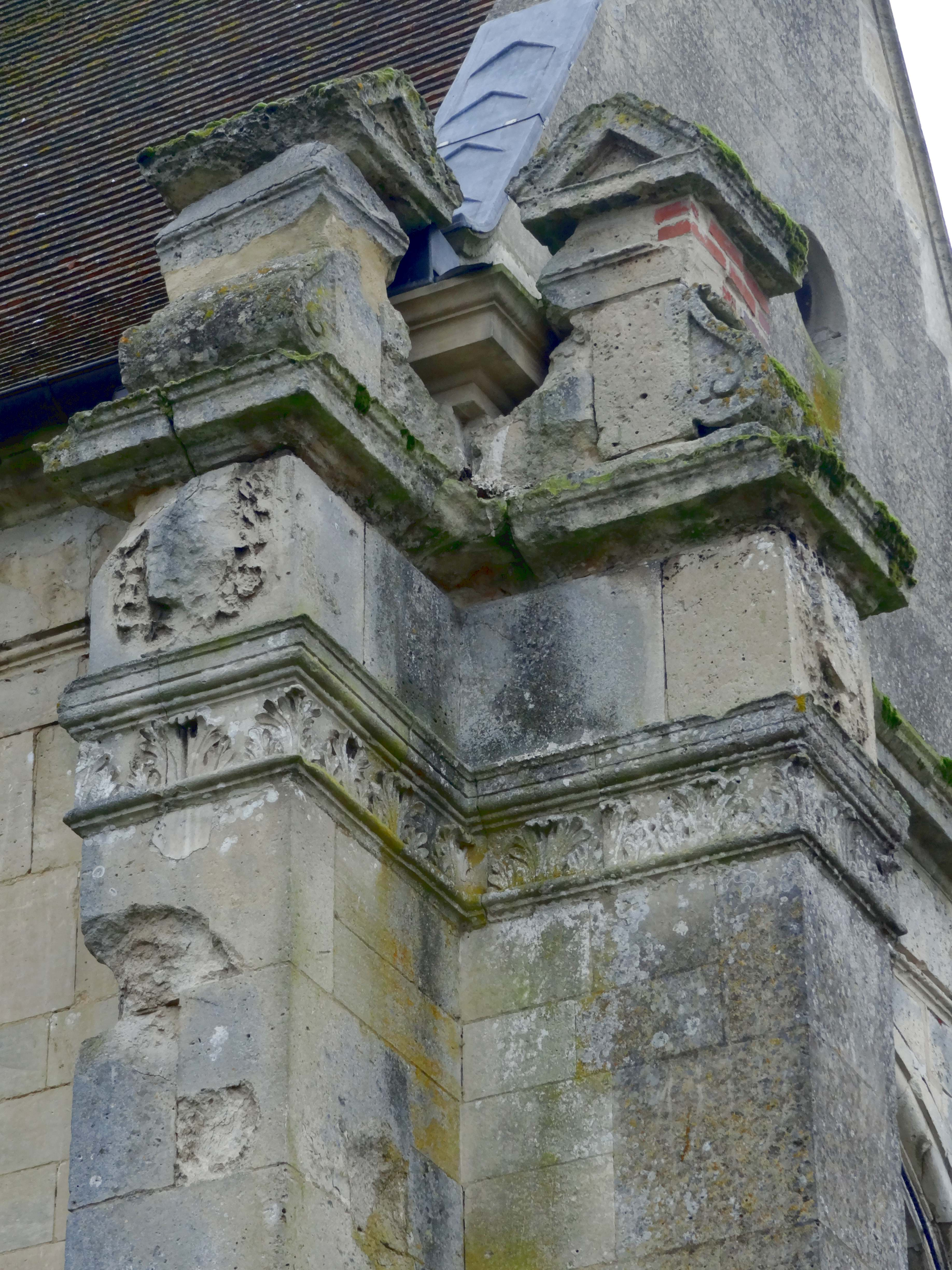
Chapelle nord, contreforts.
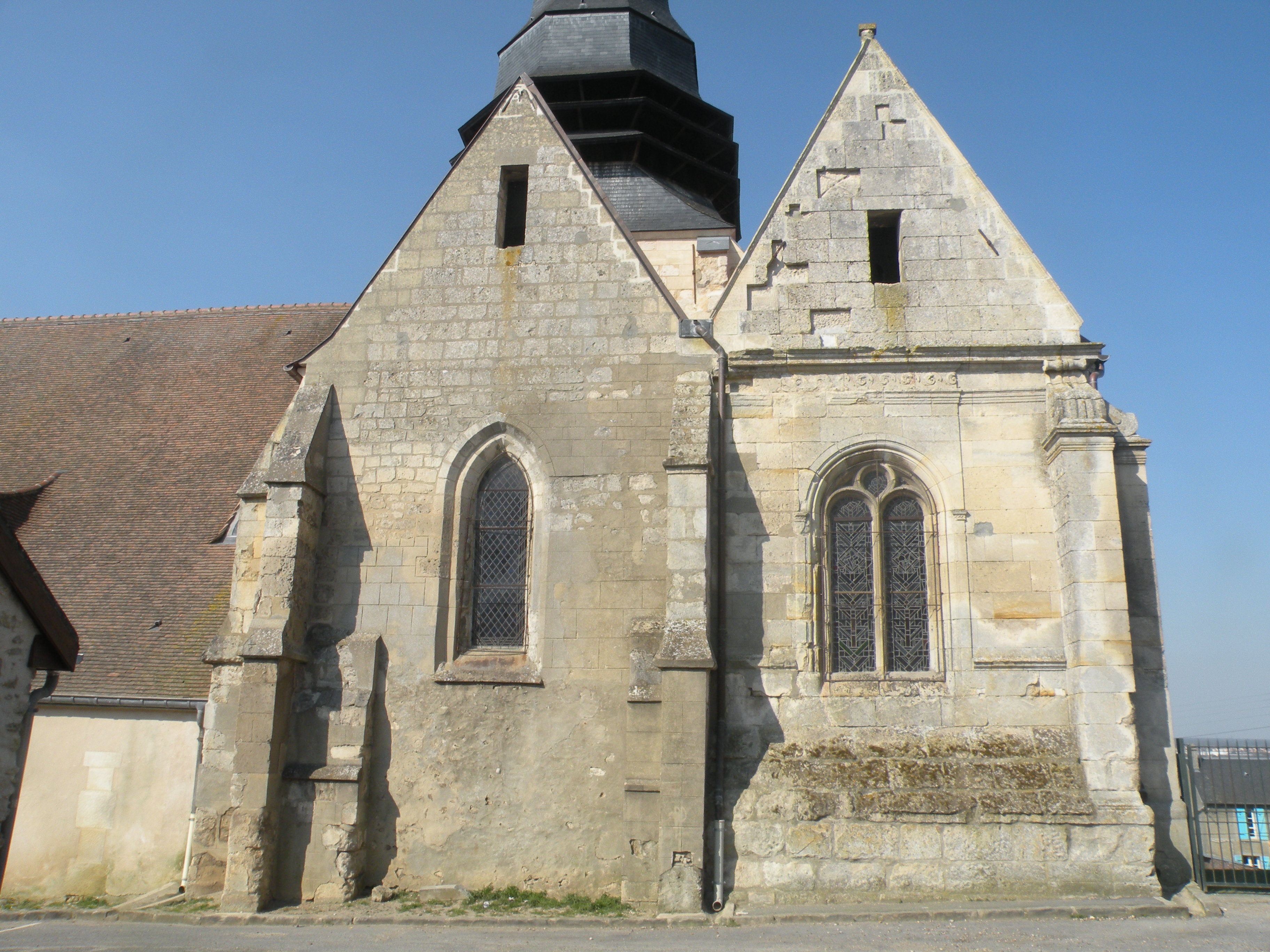
Croisillon et chapelle sud.

## Mobilier

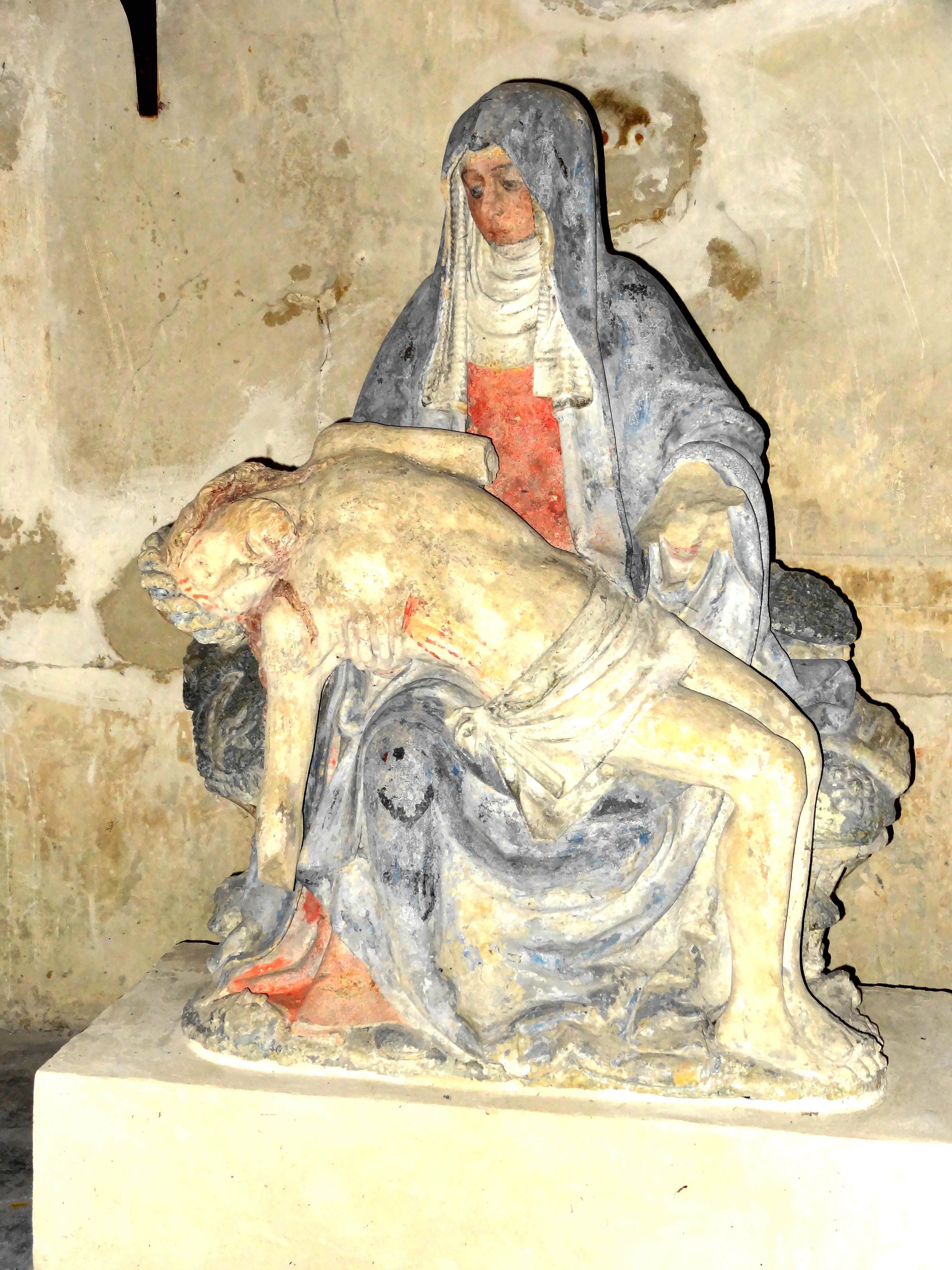
Pietà.

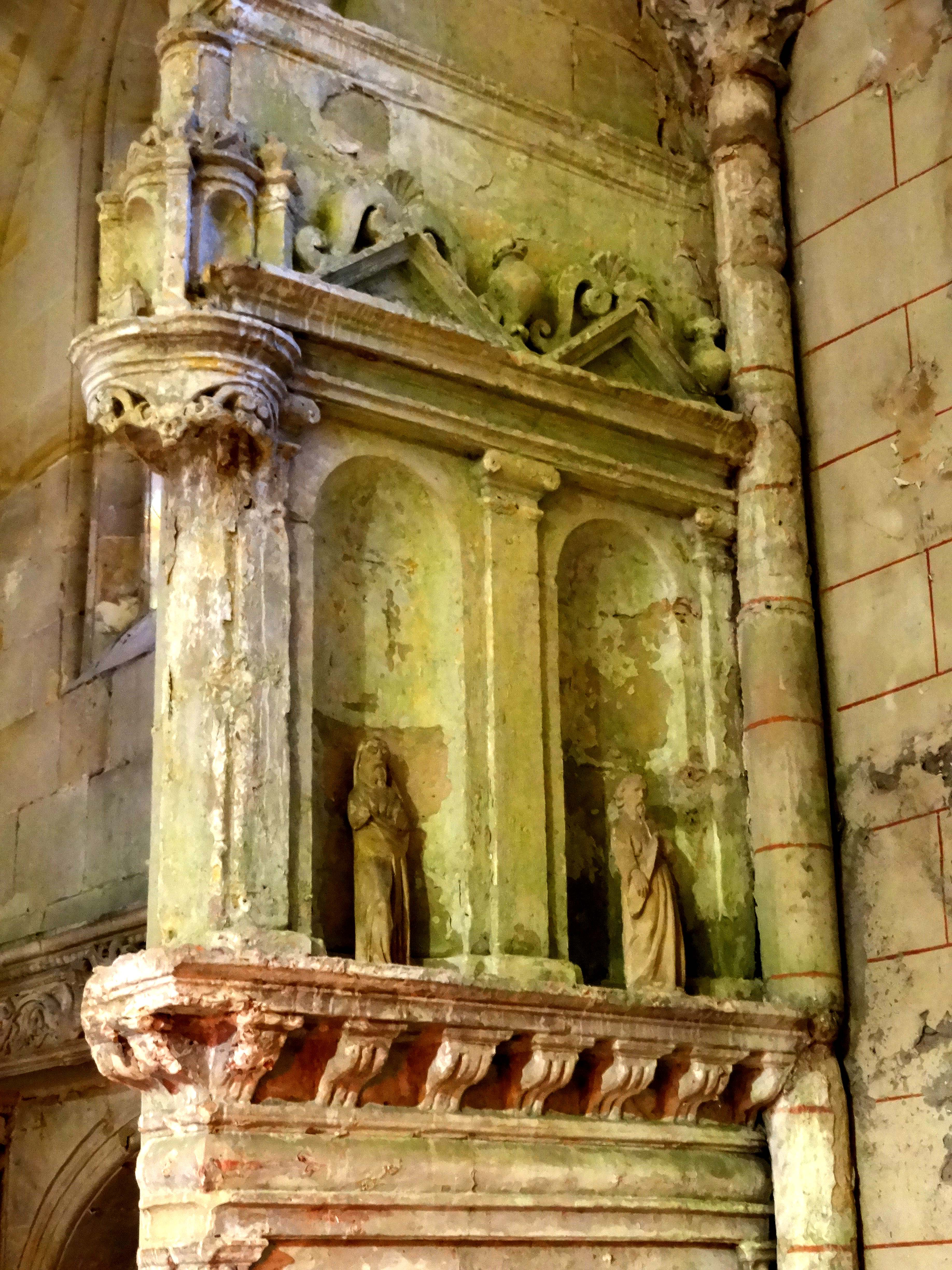
Retable Renaissance.

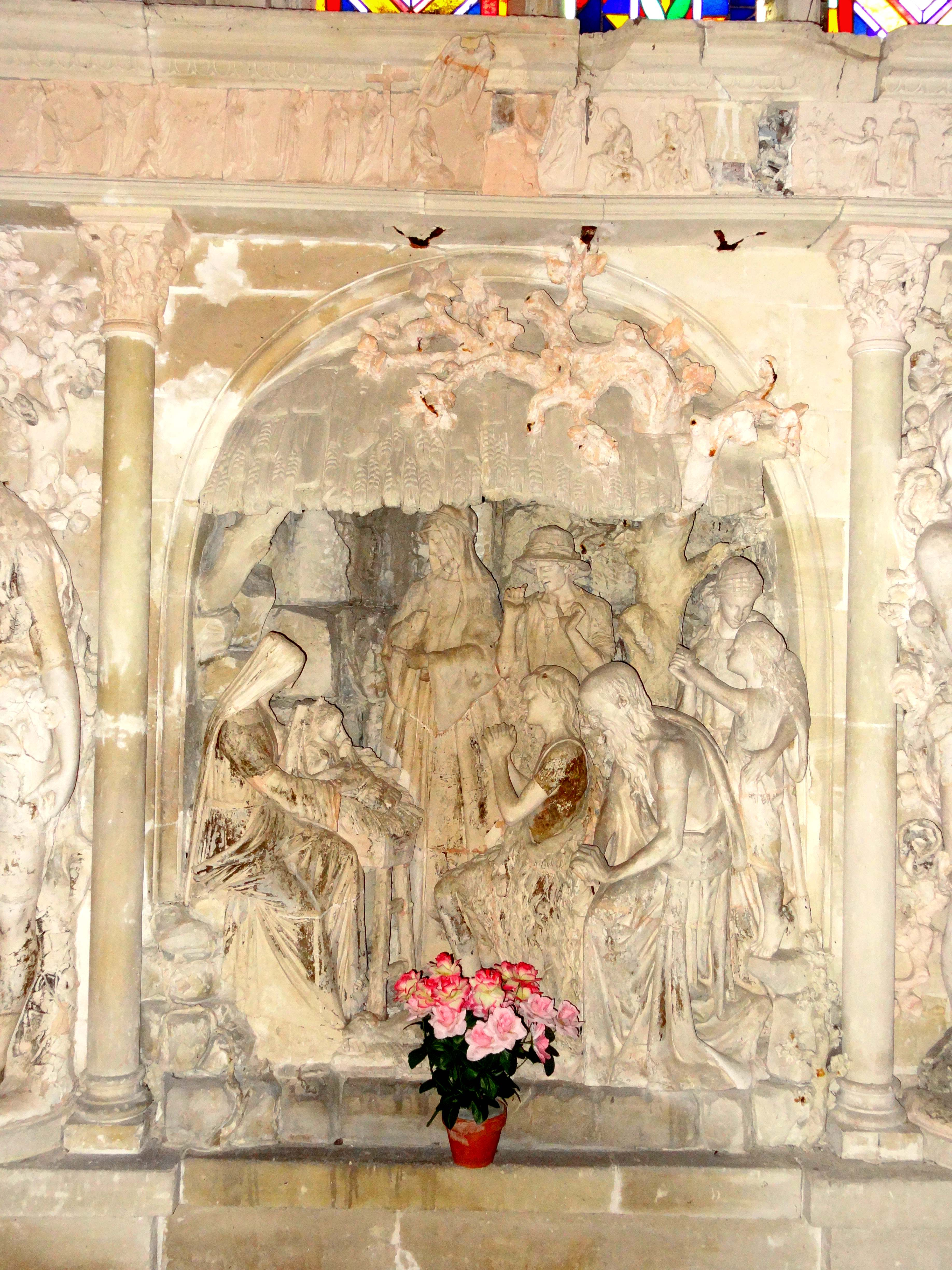
Adoration des bergers.

Parmi le mobilier de l'église, un seul élément est classé monument historique au titre objet, en l'occurrence une Pietà en pierre calcaire polychrome de la limite XVe siècle / XVIe siècle. Elle mesure 108 cm de hauteur, et a le revers plat. La tête du Christ est particulièrement belle. Le classement de l'œuvre remonte seulement à mai 2004,. S'agit-il de la Vierge que l'abbé Marsaux dit du XIVe siècle ? Autant le mobilier de l'église Saint-Martin est nombreux, autant les pièces antérieures à la Révolution sont rares. Catherine Rigollet signale un beau Christ en croix en bois polychrome du XVIe siècle, qui dominait jadis la nef, et qui s'est brisé en plusieurs morceaux. La sacristie possède une belle armoire du XVIIIe siècle.
Il y a également le retable de pierre de style Renaissance sur le mur oriental du croisillon sud, à droite de l'arcade vers la chapelle Saint-Joseph. D'une conception assez originale, il s'organise autour de trois niches à statues situés sur un même niveau, sans pour autant être de la même conception. Les statues ont malheureusement disparu. L'une regardait vers le nord, et les deux autres vers l'ouest. Toutes les trois reposaient sur la corniche d'un entablement, qui forme encorbellement grâce à une série de corbeaux gravés de glyphes. La première était abritée sous un dais architecturé comparable à ceux qui flanquent le portail, et les deux autres étaient logées dans des renfoncements du mur. Ceux-ci sont cantonnés de pilastres ioniques supportant un entablement, qui est sommé de trois urnes et de deux frontons triangulaires, dont les rampants sont garnis de volutes. La chapelle Saint-Joseph elle-même abrite la plaque de fondation d'« Antoine de Machy et d'Agnès de Pigye, sa femme, laquelle par testament et par dernière volonté a donné et légué à l'église et fabrique de Saint-Martin d'Amblainville trois arpens de terre à la charge qu'icelle église ou marguilliers d'icelle seront tenus faire chanter et célébrer par chacun an quatre messes haute et solennelle avec diacre et sous-diacre », etc. La date du testament et les dates de décès n'ont pas été gravées.
Le reste du mobilier a en grande partie été acquis à l'ère de l'abbé Barret. On peut rappeler, à ce titre, l'inscription au titre objet de l'ensemble du décor de la nef, par un arrêté du 13 mars 1991. Ne sont exclus que les fonts baptismaux, dans le narthex sous la tribune, dont le style néo-Renaissance totalement fantaisiste est assez emblématique de la perception biaisée de l'esthétique des époques de création anciennes au XIXe siècle. La cuve, dont l'intérieur est subdivisé en deux compartiments, est de plan circulaire, et s'évase vers le bas. Elle est sculptée de godrons, motif d'origine romane qui revient à l'honneur à la Renaissance, et est enveloppée de grandes feuilles d'acanthe. Le pied comporte un court et gros fût, qui est délimité de la cuve par un rang de petits godrons placés presque horizontalement, et du socle, par un rang de perles surdimensionnées. Il est sinon sculpté de pampres en haut-relief. Le socle de plan circulaire et de forme aplatie est revêtu de grandes feuilles d'acanthe, analogues à celles de la cuve, et bordé d'un rang de petits godrons. Une œuvre, dans la chapelle de la Vierge, du côté nord, se démarque des autres acquisitions de l'abbé Barret par la relative sobriété de son décor auxiliaire. Il s'agit d'une sorte de retable tripartite, sans autel, qui abrite au milieu, dans une niche en plein cintre, un grand bas-relief représentant l'Adoration des bergers. De part et d'autre, cette scène centrale est flanquée des figures d'Ève et d'Adam, en taille presque humaine, qui se tiennent au pied d'un arbre, et détournent le regard, visiblement affligés. Le lien avec la Nativité du Christ au centre du bas-relief est bien sûr établi par le péché originel, que Jésus s'apprête à racheter. Sur le bas-relief, on note un rideau suspendu dans le tympan, qui est transpercé par un arbre planté près de la crèche, et déploie ses branches devant le rideau. Les trois éléments de sculpture sont cantonnés de quatre fines colonnettes aux chapiteaux de feuilles d'acanthe, qui supportent un entablement dont la métope est sculptée de plusieurs petits motifs. Cette œuvre a été inscrite au titre objet en même temps que le décor de la nef.
Dans la même chapelle, deux tableaux de faïence flanquent l'autel de la Vierge. Celui de gauche représente le miracle des roses, à savoir sainte Élisabeth de Hongrie étant surprise par son mari en train de distribuer du pain aux pauvres, pain transformé instantanément en roses afin de calmer la fureur de Louis IV de Thuringe. Le tableau de droite représente la Présentation de Marie au Temple. Les cartons sont de Charles Lévêque (1820-1889), vitrailliste à Beauvais. Les carreaux ont été confectionnés par la faïencerie de Choisy-le-Roi. Quant à l'autel de la Vierge lui-même, il s'agit d'une création néo-gothique sans prétention, certainement achetée sur catalogue, dont les quatre statuettes ont été retirées de leurs socles de part et d'autre du bas-relief de la Vierge à l'Enfant, et placées à côté du tabernacle. Dans la chapelle Saint-Joseph, de l'autre côté du sanctuaire, l'autel est tout au contraire d'un style égyptisant exubérant, et repose sur deux sphinges. À leurs côtés, des serpents enroulés sur eux-mêmes formant volutes sont suspendus sous la table. Deux pilastres ornés de candélabres, dont l'un arbore une tête d'homme en profil (l'abbé Barret ?), encadrent un bas-relief ajouré représentant la Nativité, où les rinceaux végétaux attirent davantage l'attention que le sujet lui-même. La qualité du meuble en terre cuite n'est pas à la hauteur de l'ambition. Il se disloque de toutes parts, et ses éléments tombent en morceaux tout seuls. Du retable, ne subsiste plus qu'un fragment, en même temps son composant principal, à savoir un petit bas-relief représentant la mort de saint Joseph, en compagnie de la Vierge Marie agenouillée à côté de son lit, et de Jésus qui lui accorde la bénédiction tout en lui tenant la main, tandis que l'ange de la mort s'apprête à lui lancer sa flèche. Plusieurs statues et bas-reliefs ont déjà disparu, et le maître-autel, sans doute incompatible avec une célébration eucharistique centré sur le sacrifice du Christ, a été démantelé.

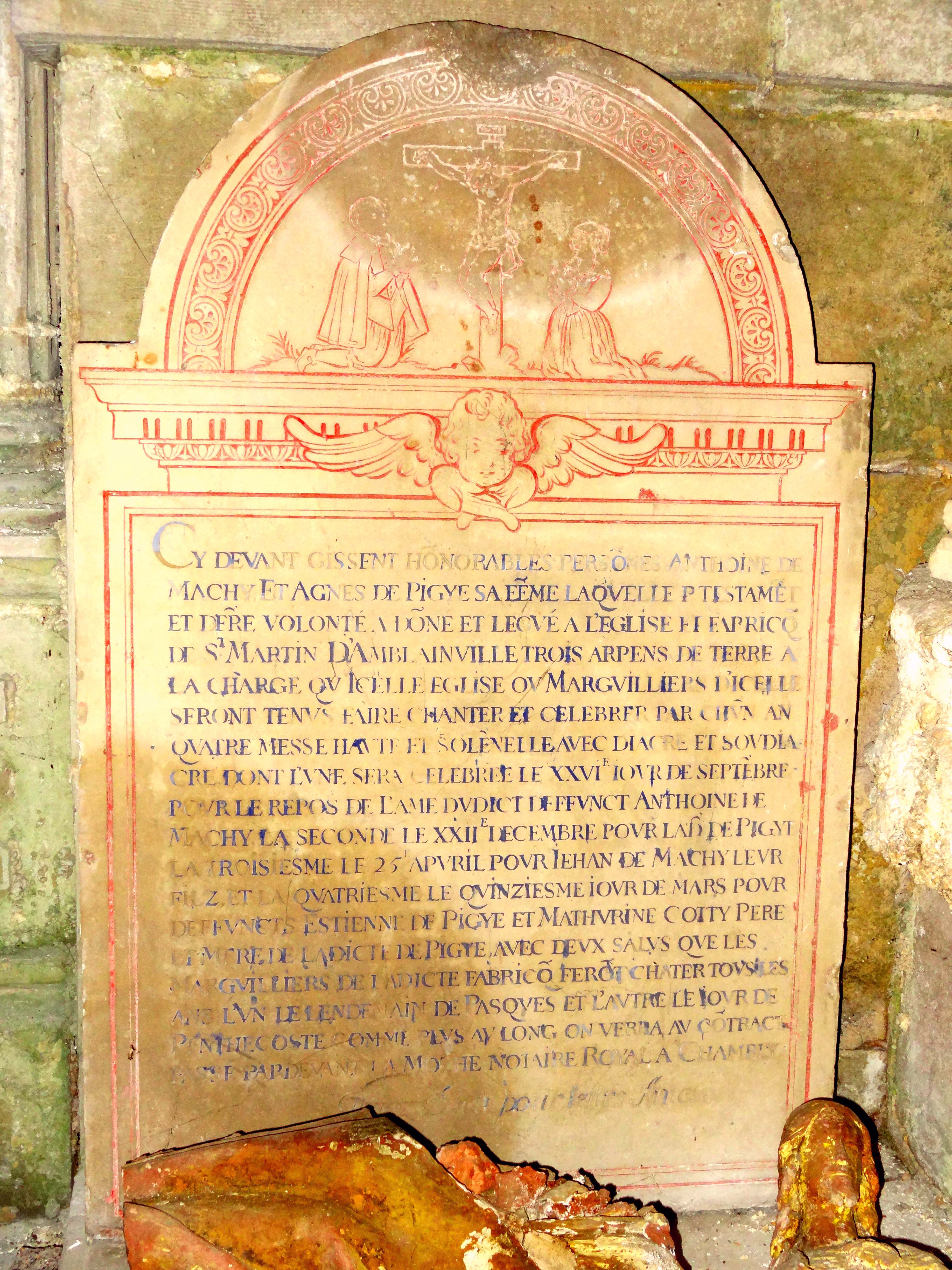
Plaque de fondation.
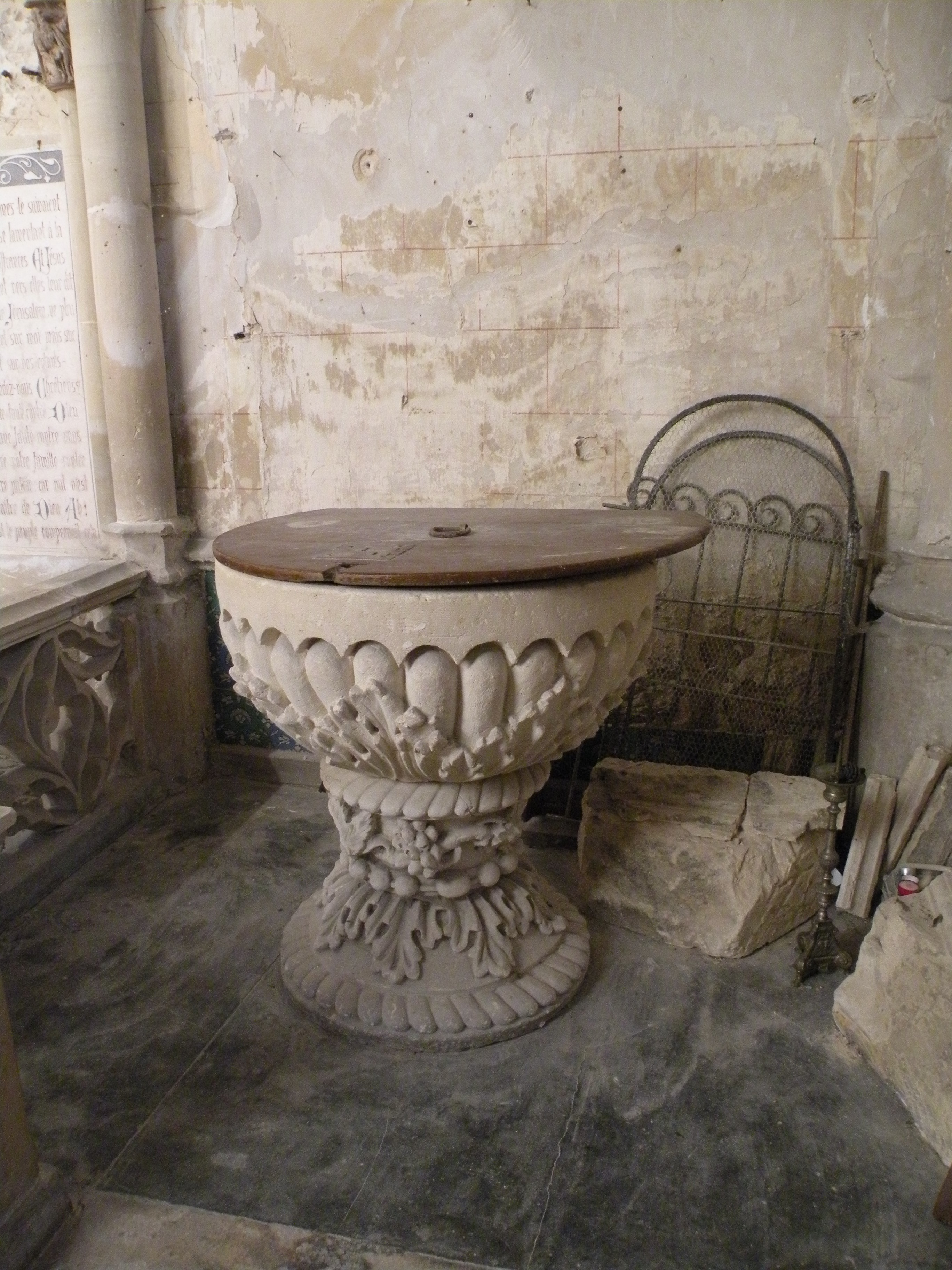
Fonts baptismaux.
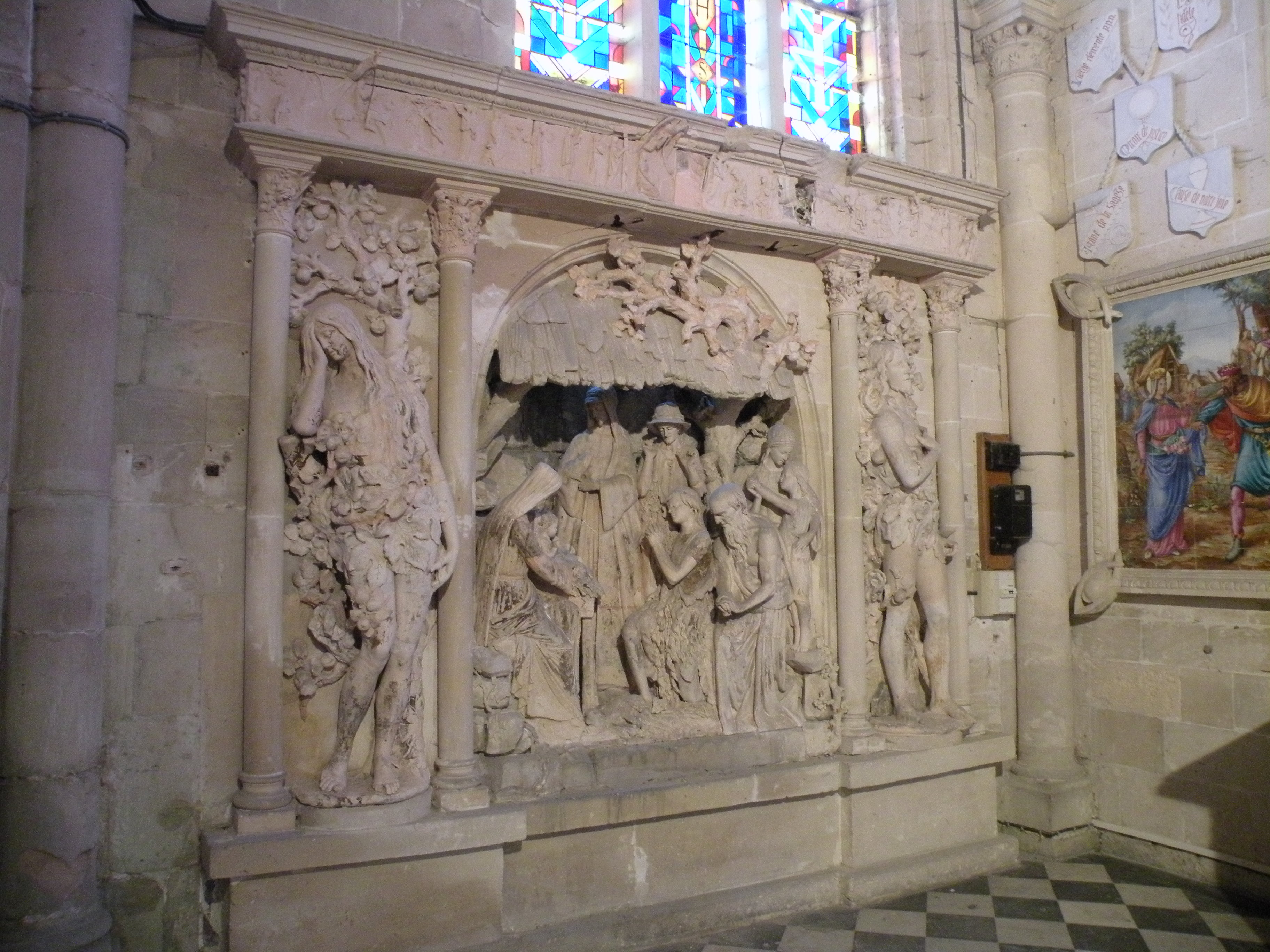
Adoration des bergers.
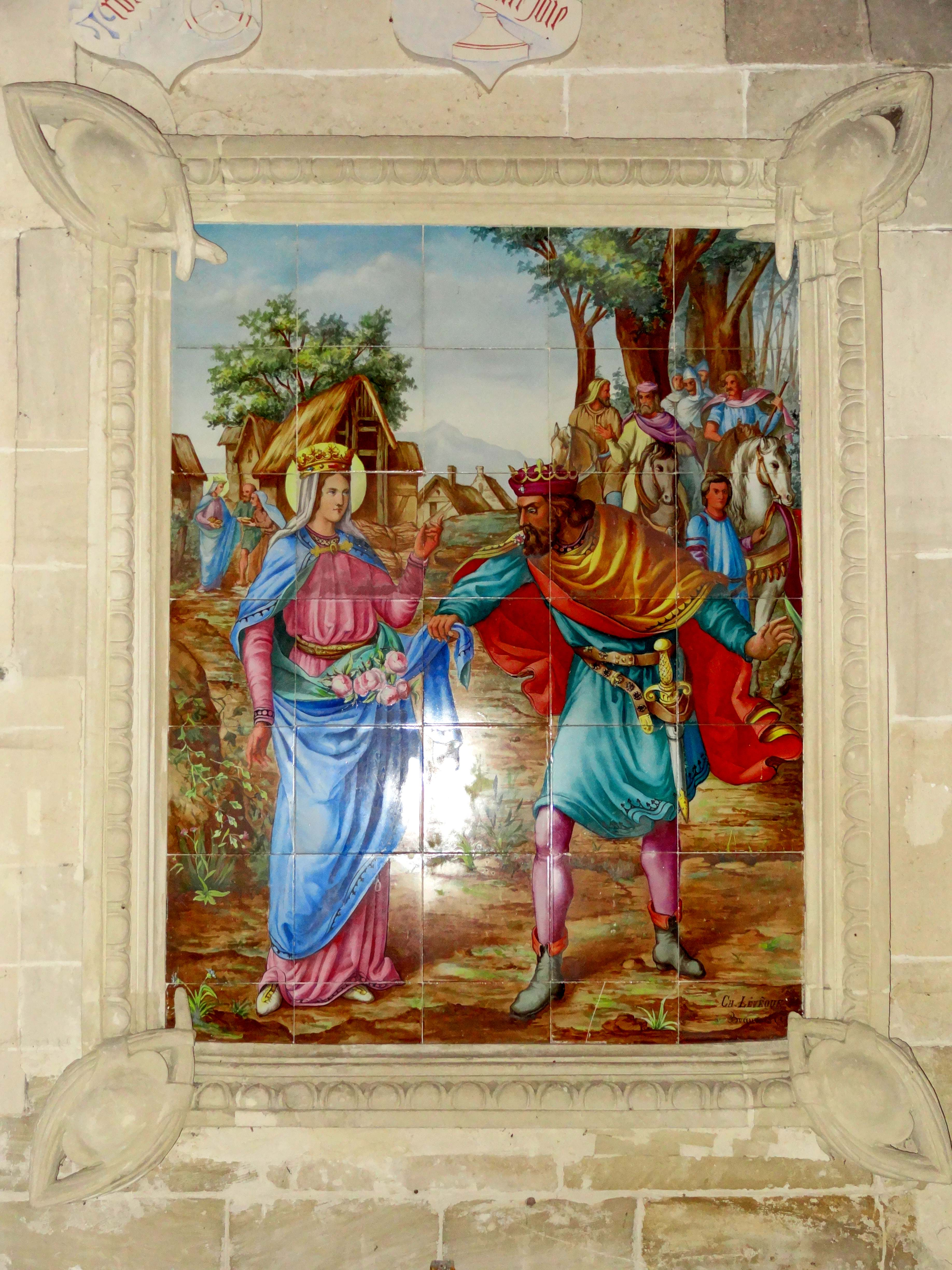
Le miracle des roses.
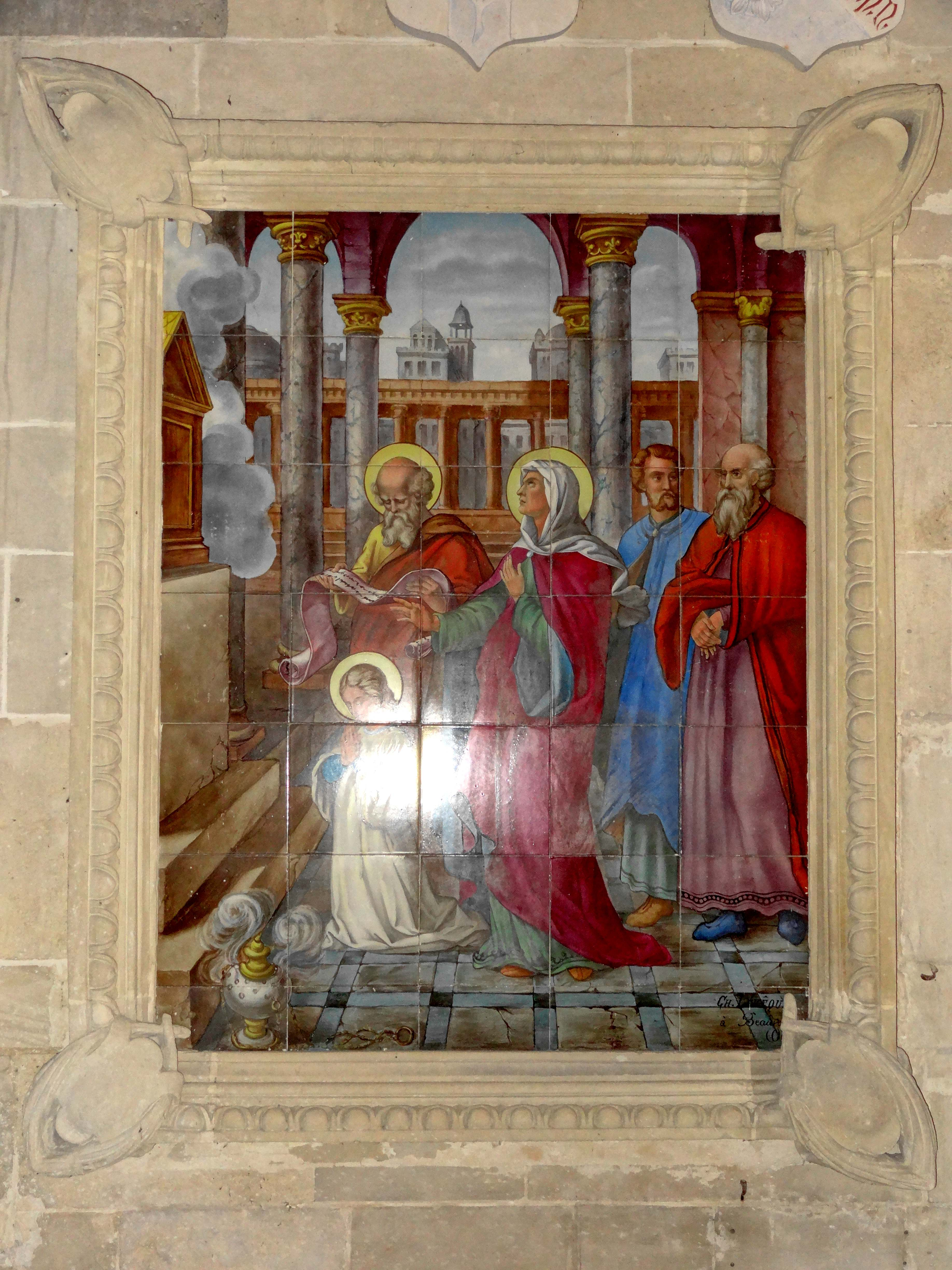
Présentation de Marie.
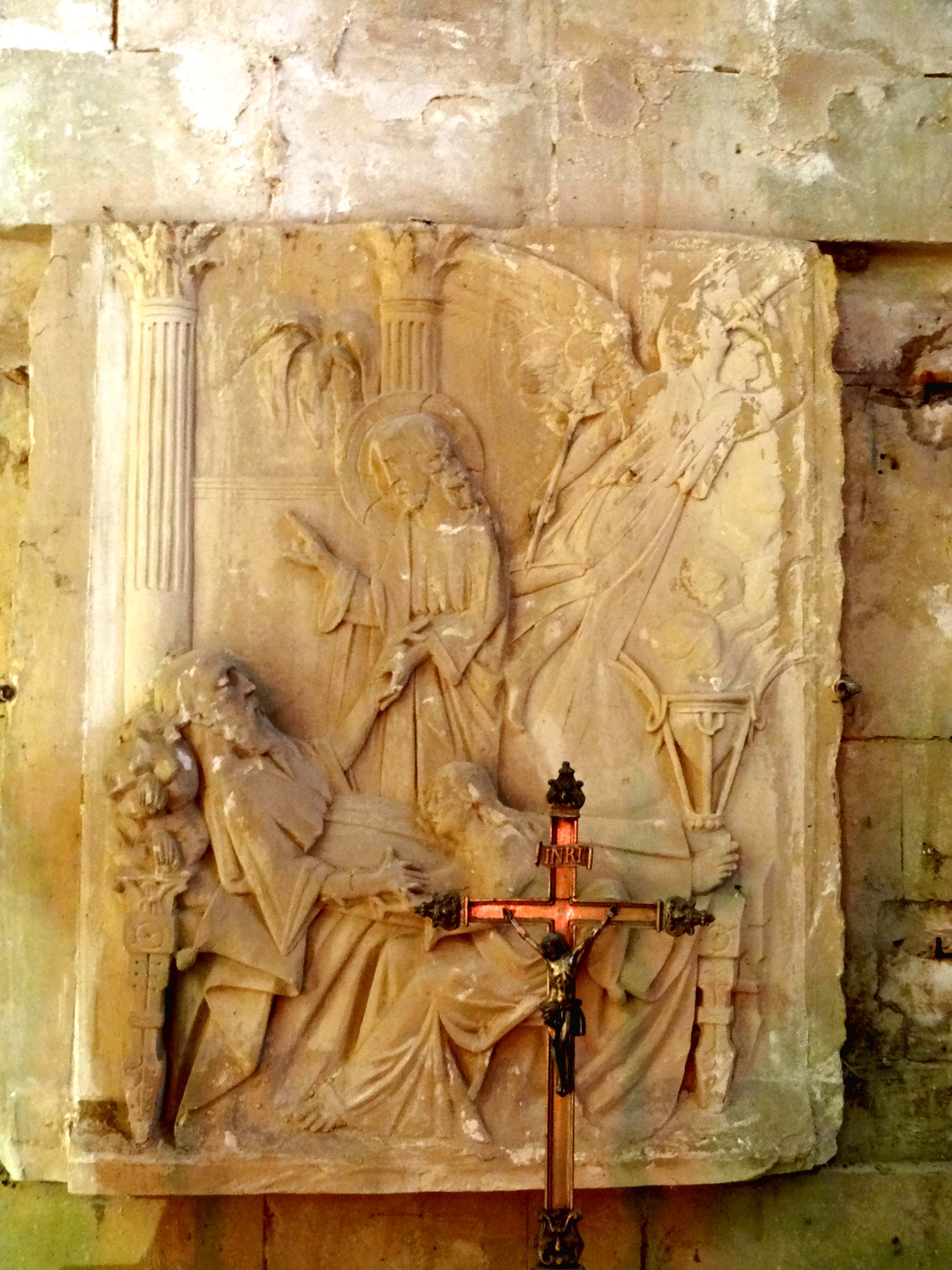
Mort de saint Joseph.